# Specie di Solidago
Elenco delle 132 specie di Solidago:

## A
- Solidago albopilosa E.L.Braun
- Solidago altiplanities C.E.S.Taylor & R.John Taylor
- Solidago altissima L.
- Solidago arenicola B.R.Keener & Kral
- Solidago argentinensis Lopez Laphitz & Semple
- Solidago arguta Aiton
- Solidago auriculata Shuttlew. ex S.F.Blake
- Solidago austrina Small
- Solidago austrocaroliniana Semple & J.B.Nelson
- Solidago ayuhwasi M.Brock & D.Estes

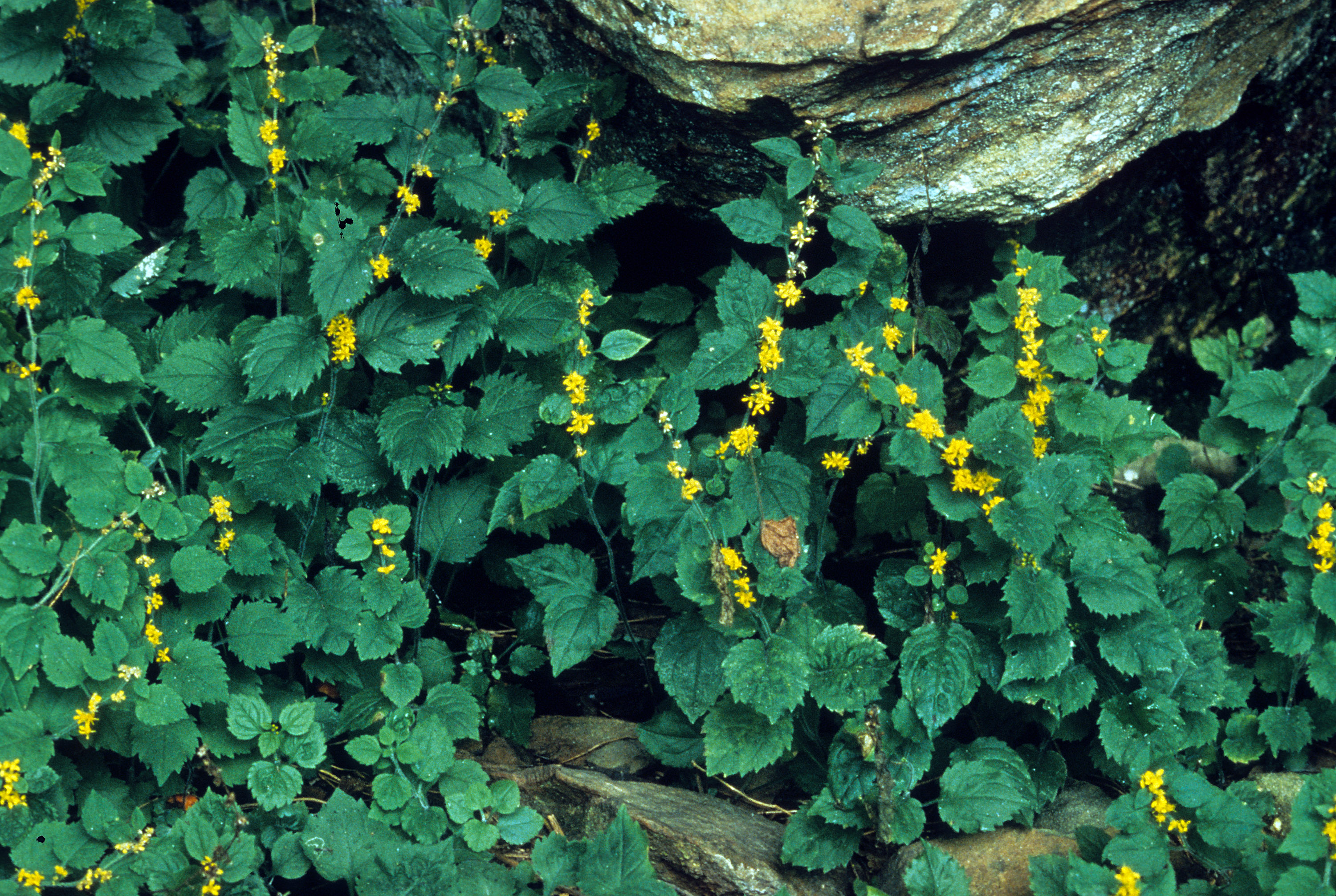
Solidago albopilosa
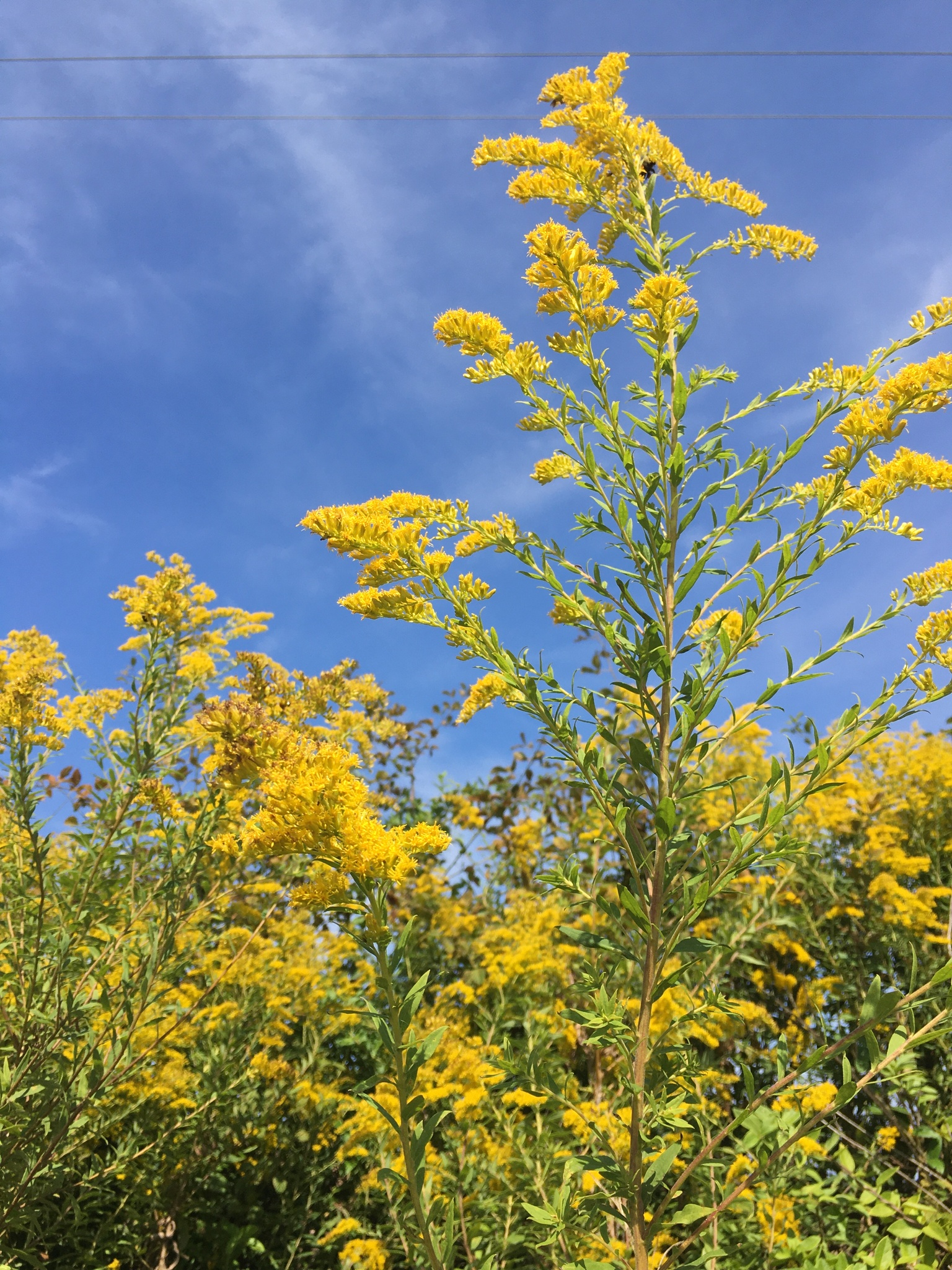
Solidago altissima
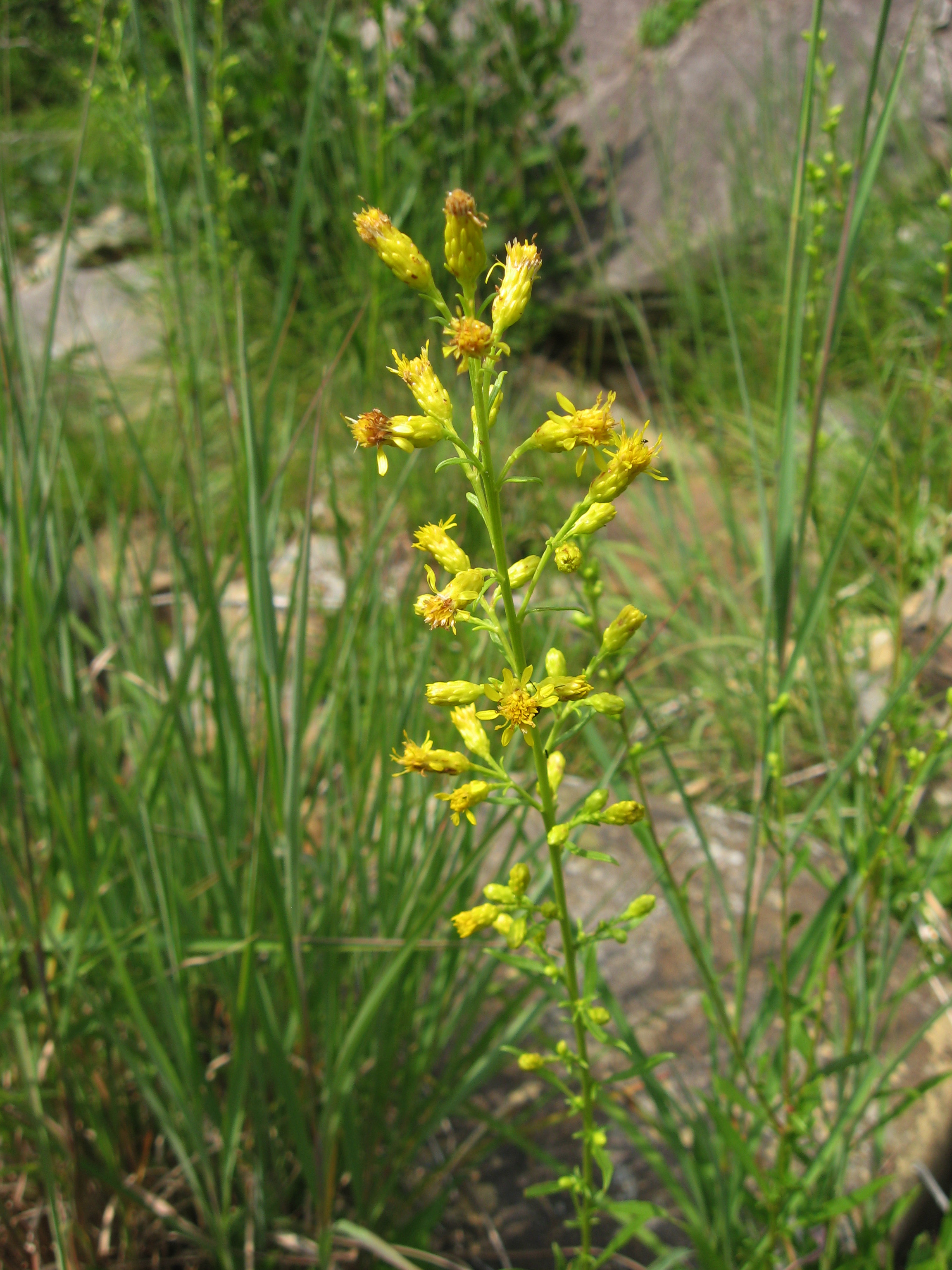
Solidago arenicola
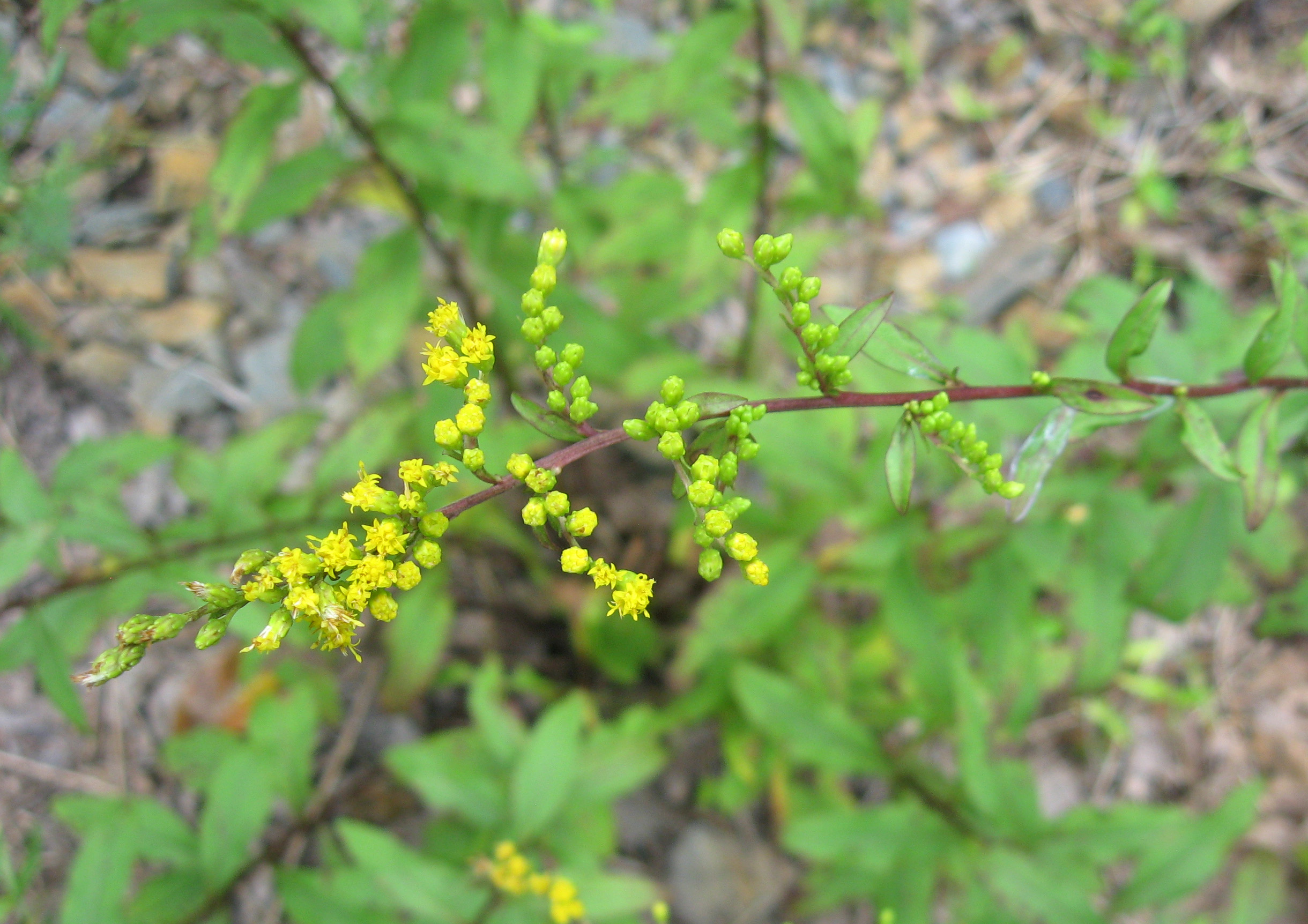
Solidago arguta
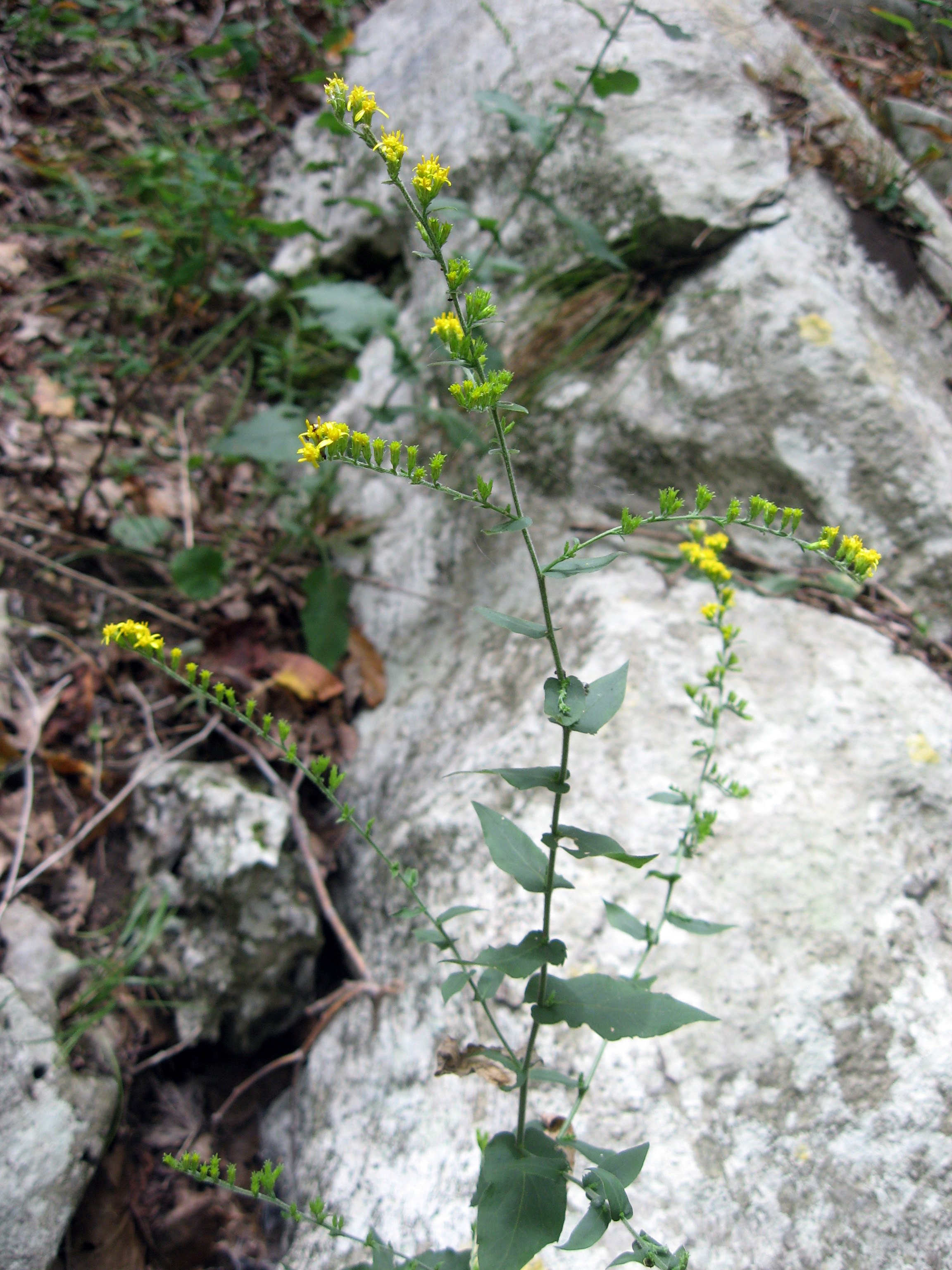
Solidago auriculata

## B
- Solidago bicolor L.
- Solidago brachyphylla Chapm. ex Torr. & A.Gray
- Solidago brendae Semple
- Solidago buckleyi Torr. & A.Gray

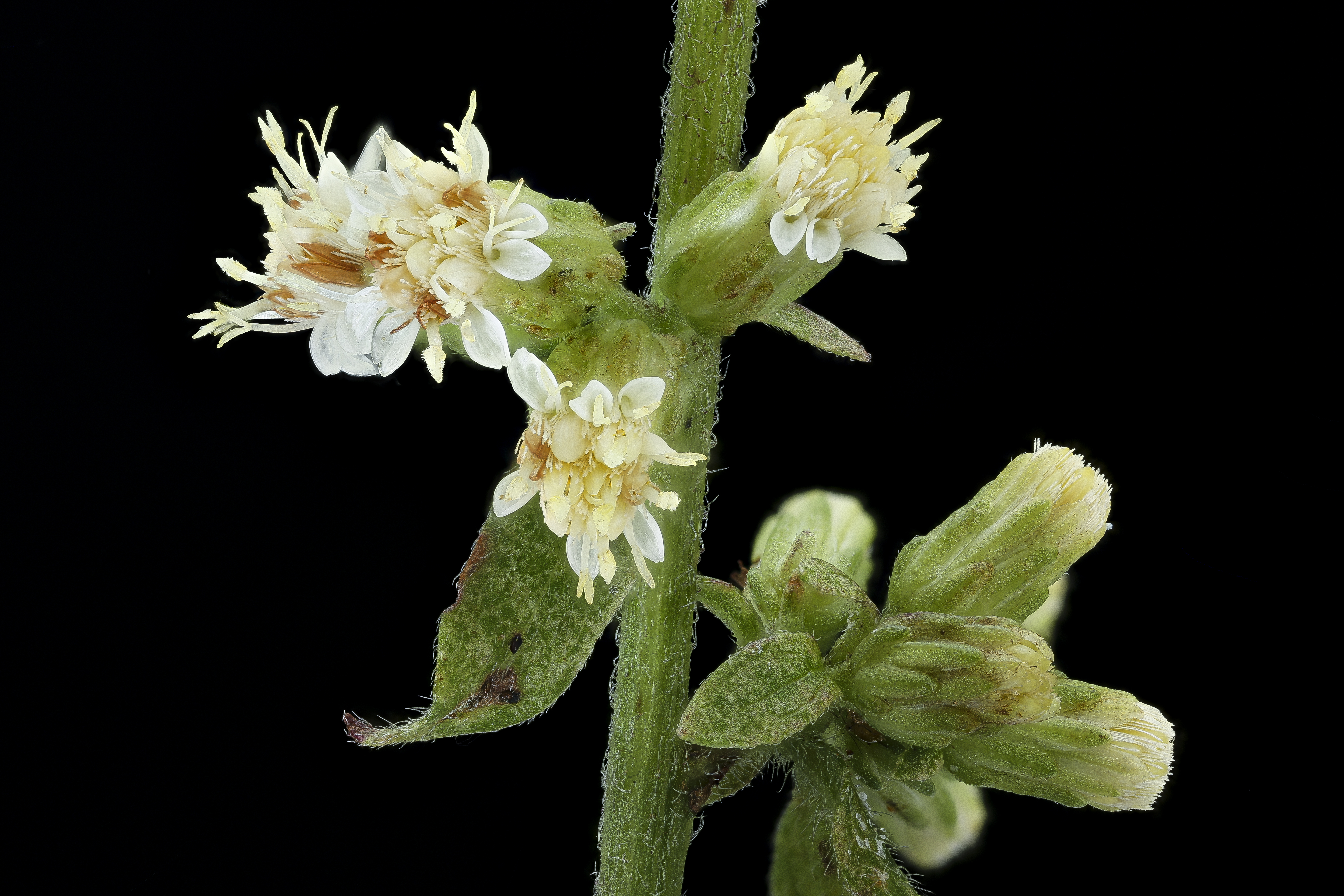
Solidago bicolor
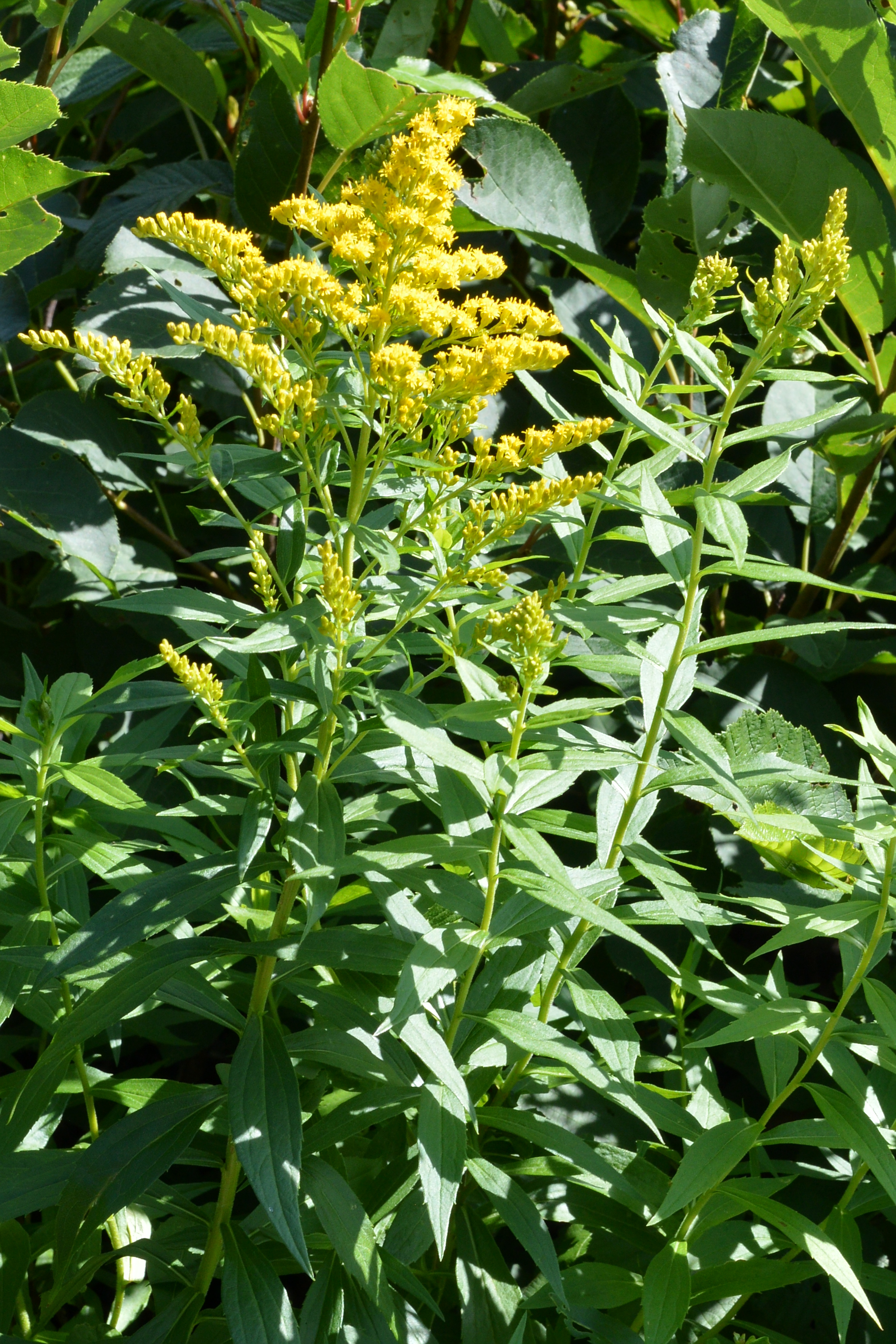
Solidago brendae
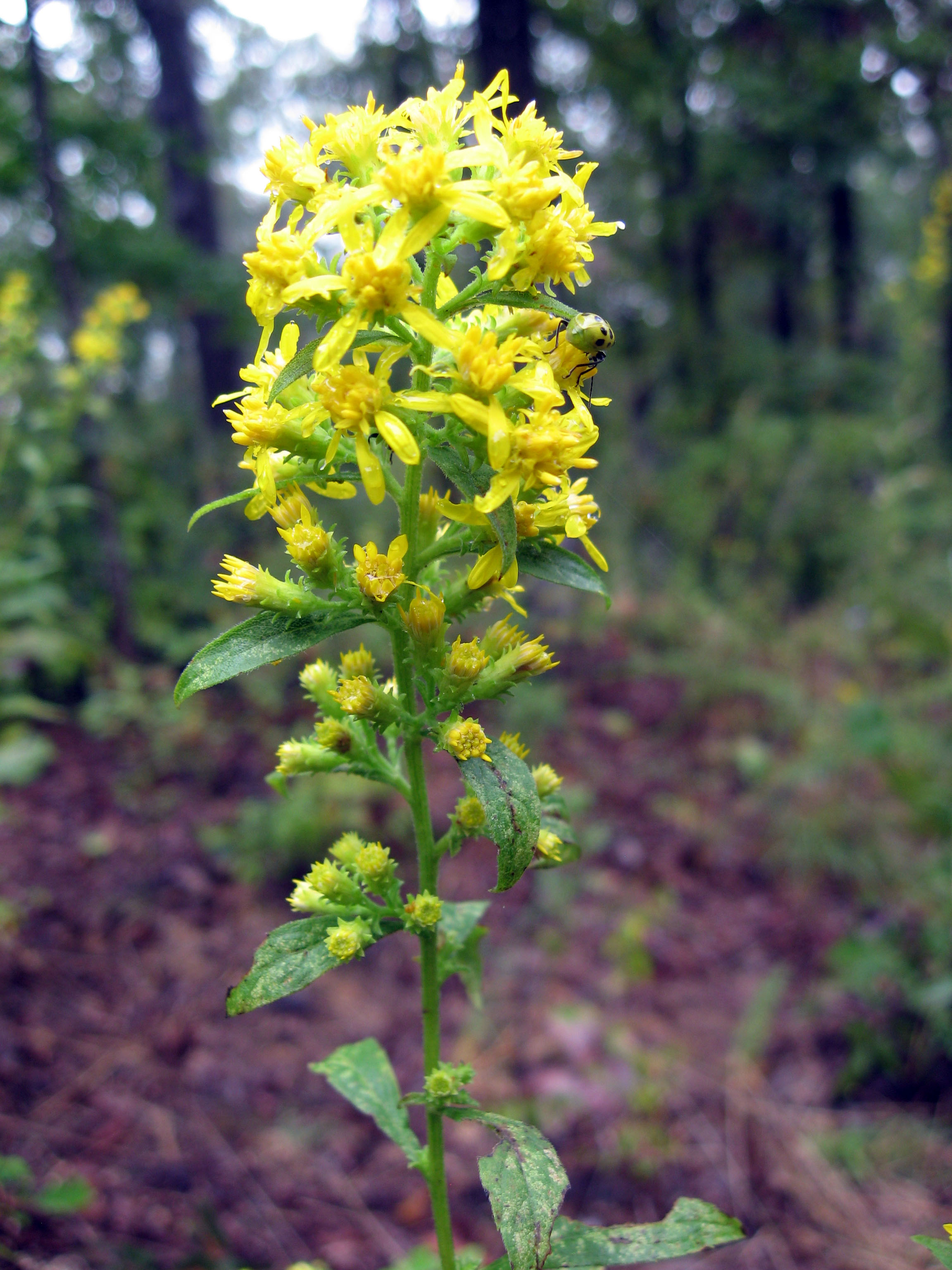
Solidago buckleyi

## C
- Solidago caesia L.
- Solidago canadensis L.
- Solidago capulinensis Cockerell & D.M.Andrews
- Solidago chapmanii A.Gray
- Solidago chilensis Meyen
- Solidago chlorolepis Fernald
- Solidago chrysopsis Small
- Solidago compacta Turcz.
- Solidago confinis A.Gray
- Solidago correllii Semple
- Solidago cuprea Juz.
- Solidago curtisii Torr. & A.Gray

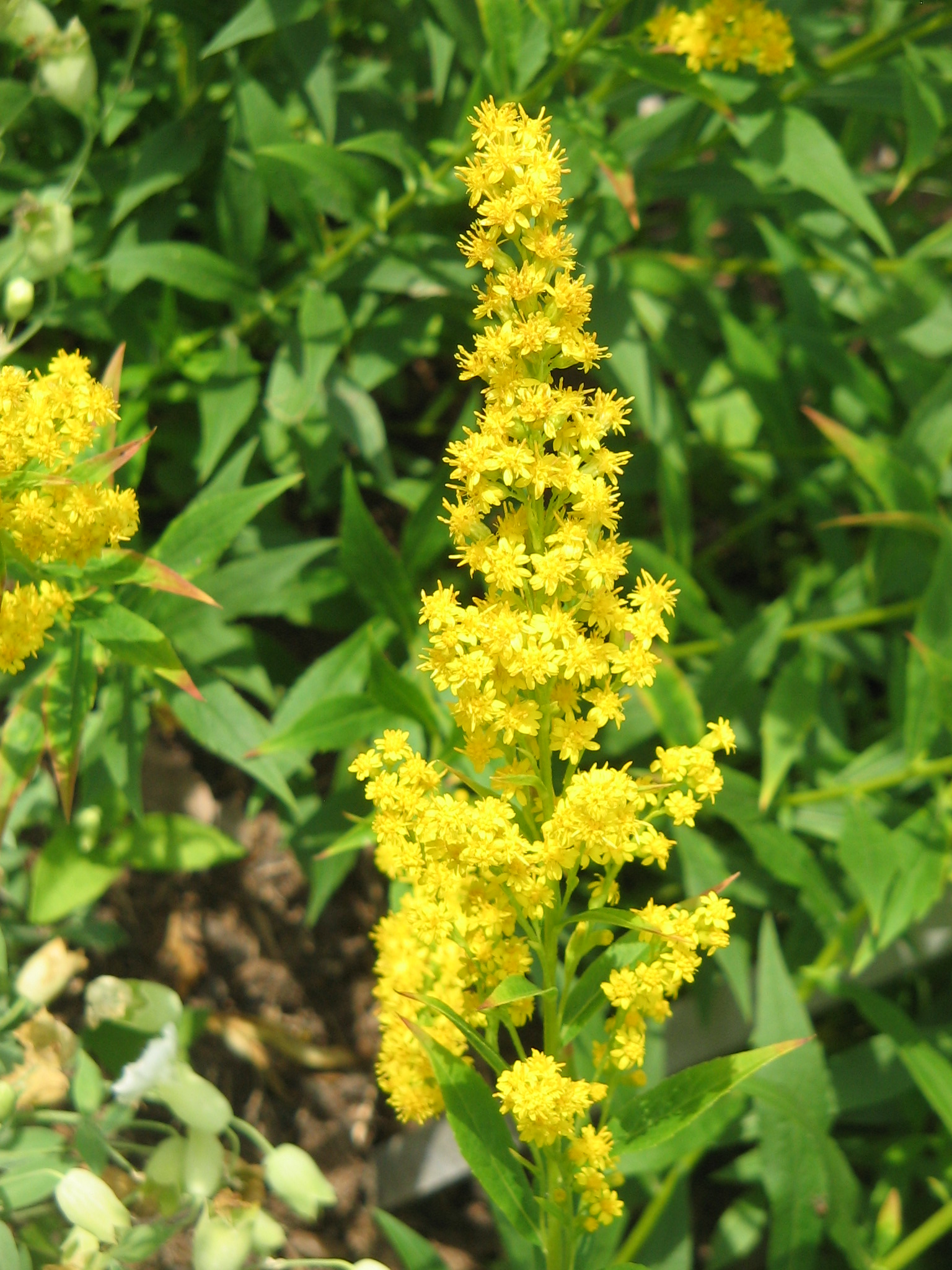
Solidago caesia
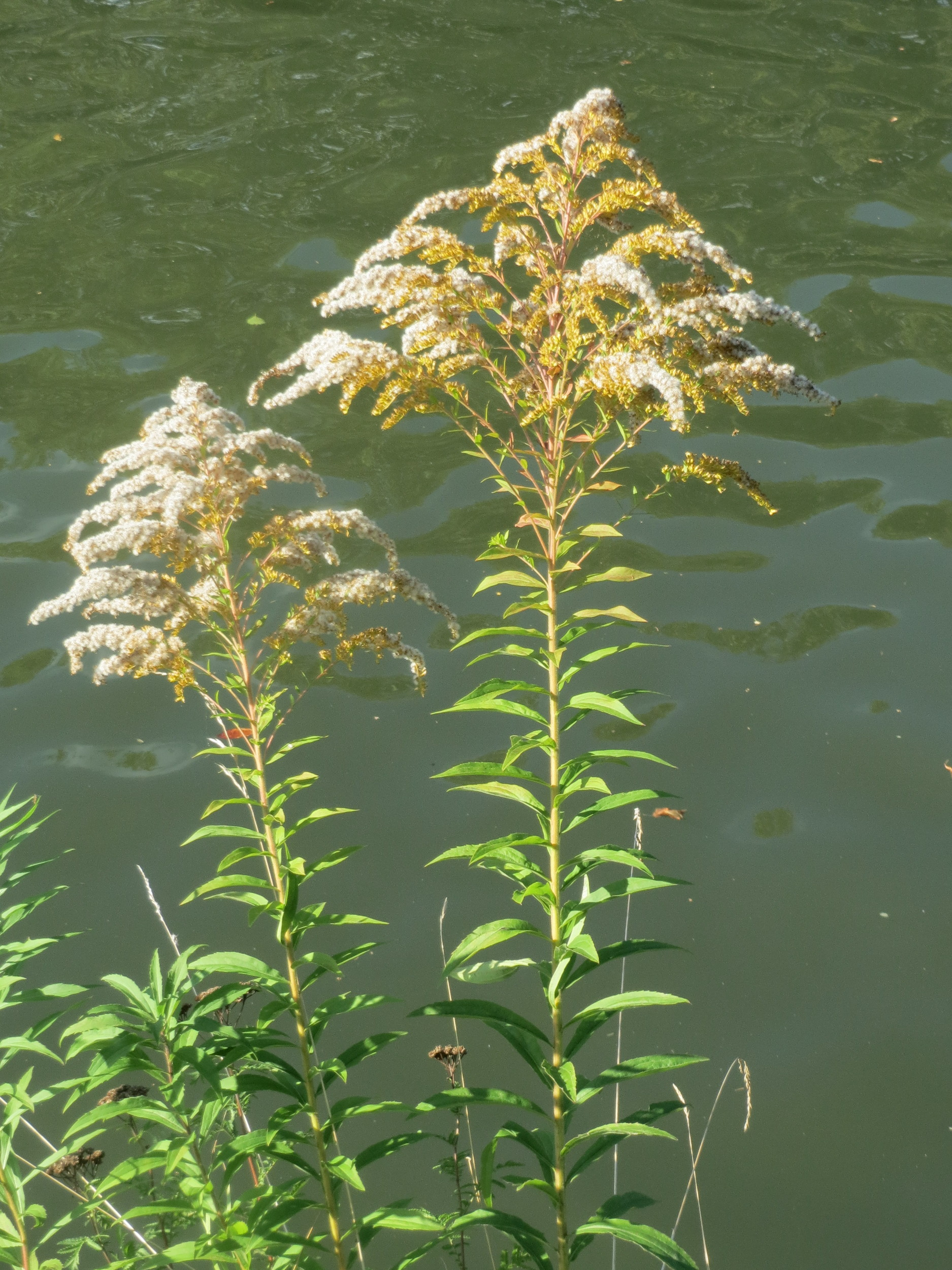
Solidago canadensis
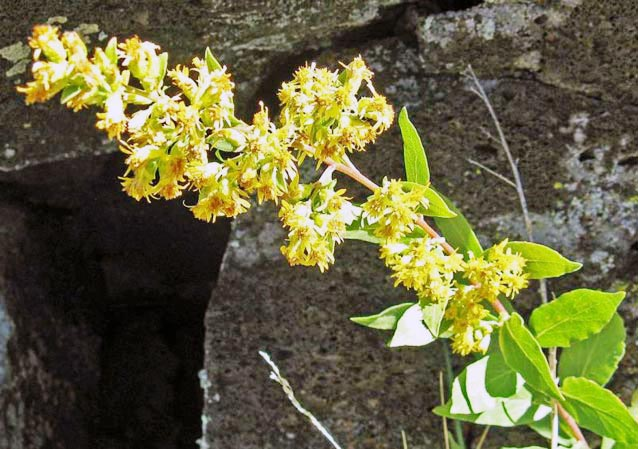
Solidago capulinensis
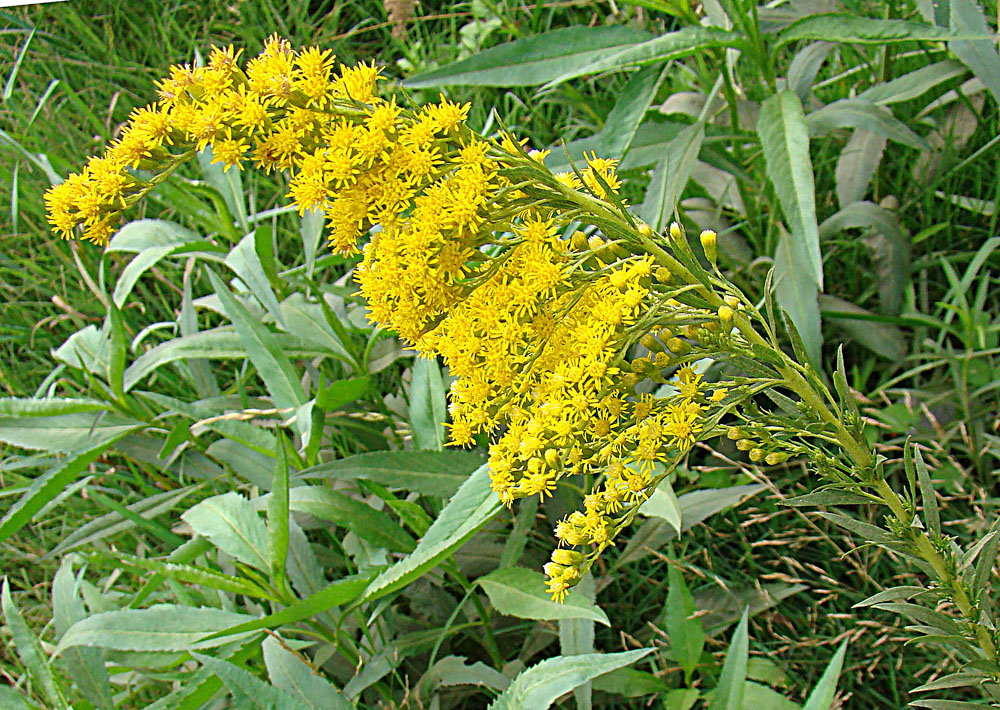
Solidago chilensis
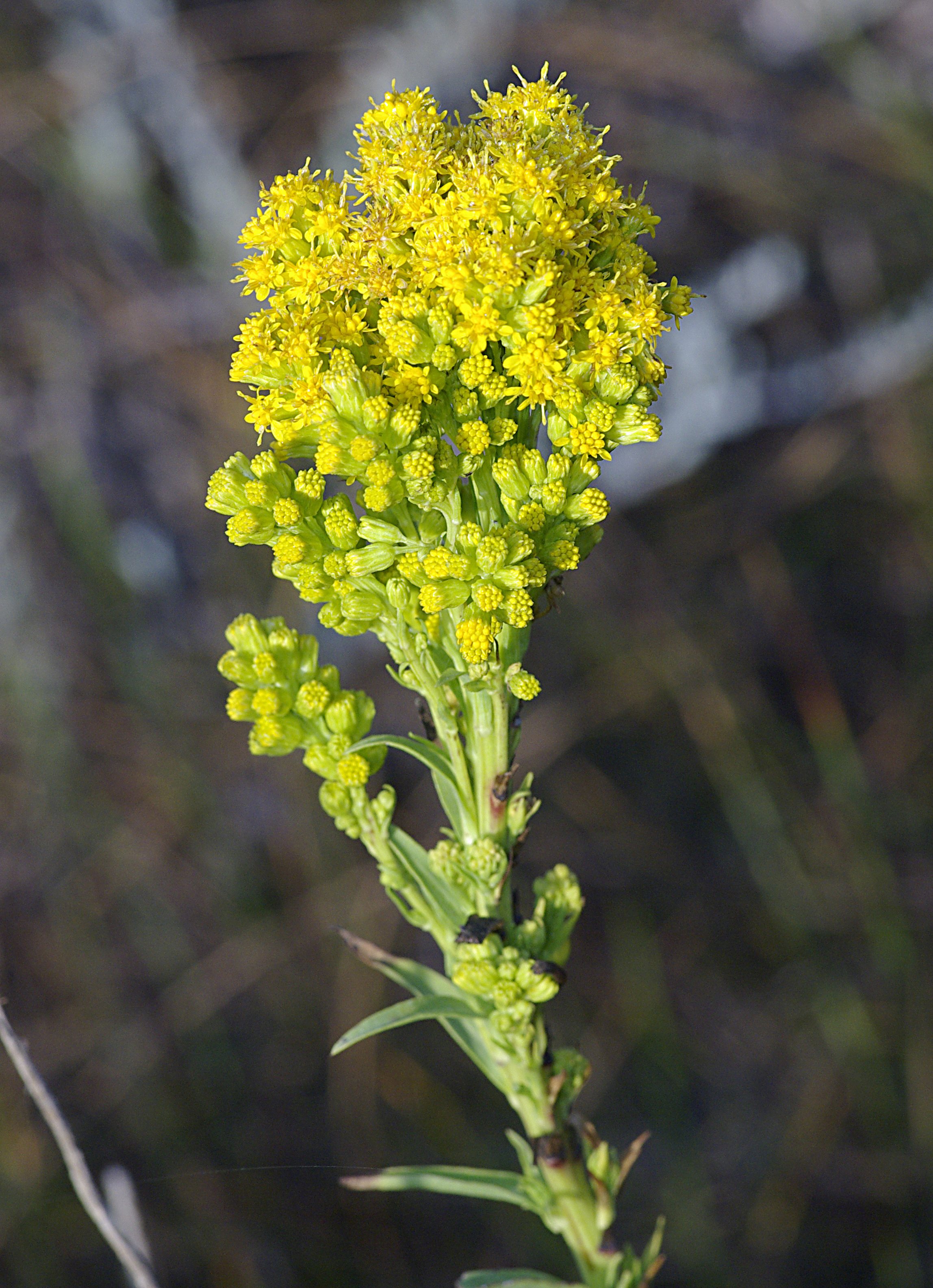
Solidago confinus
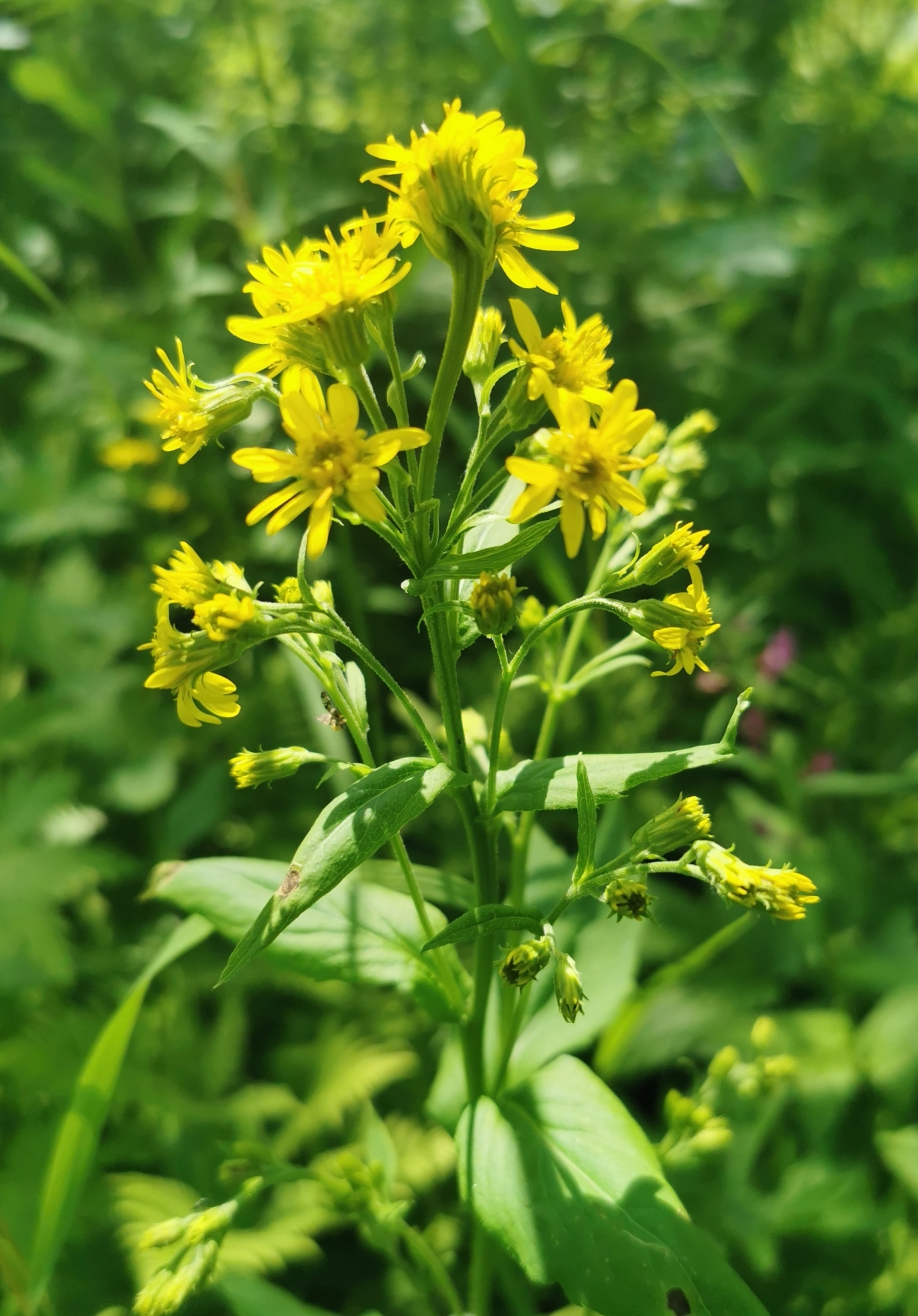
Solidago cuprea
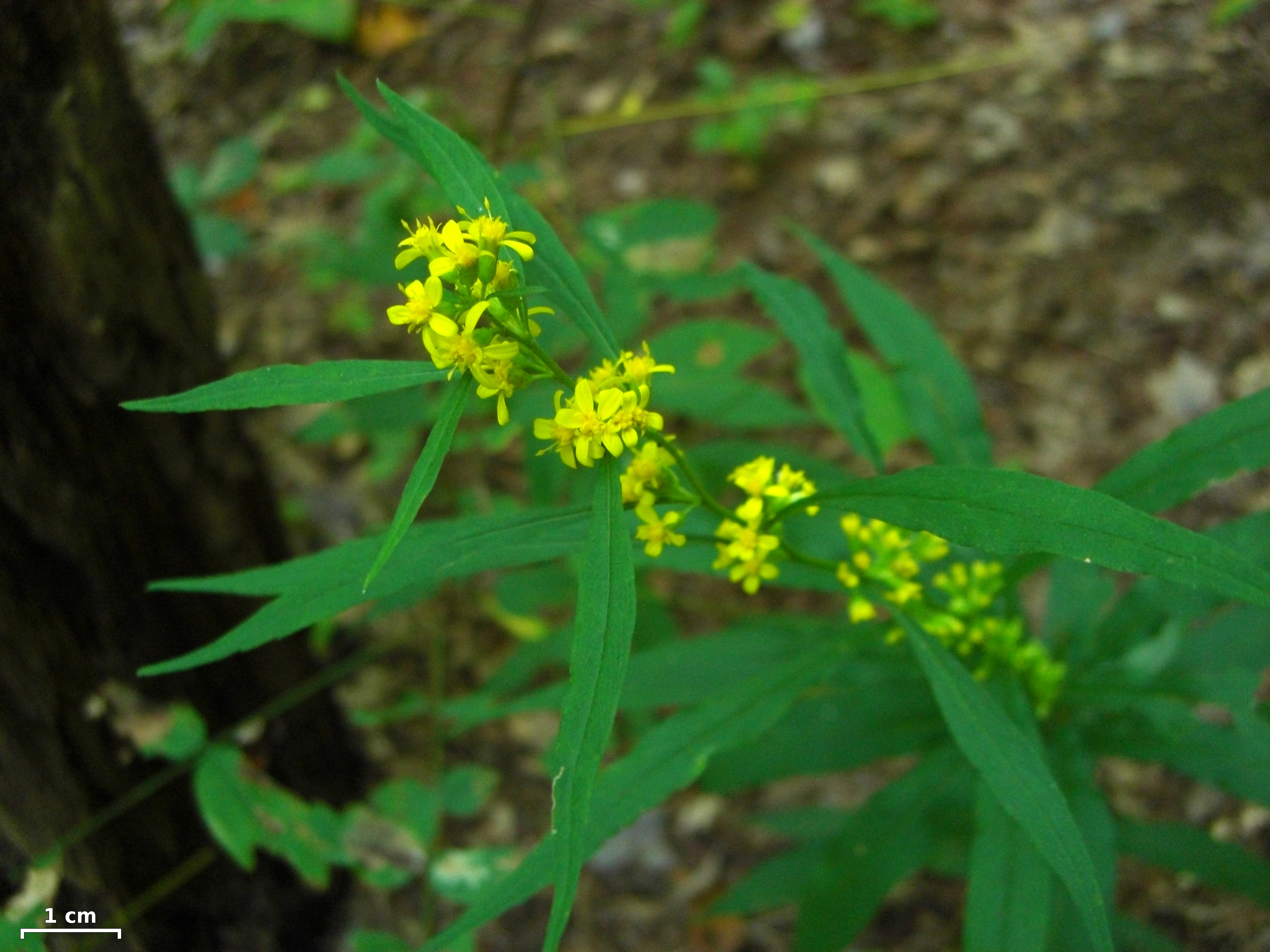
Solidago curtisii

## D
- Solidago dahurica (Kitag.) Kitag. ex Juz.
- Solidago decurrens Lour.
- Solidago delicatula Small
- Solidago drummondii Torr. & A.Gray
- Solidago durangensis G.L.Nesom

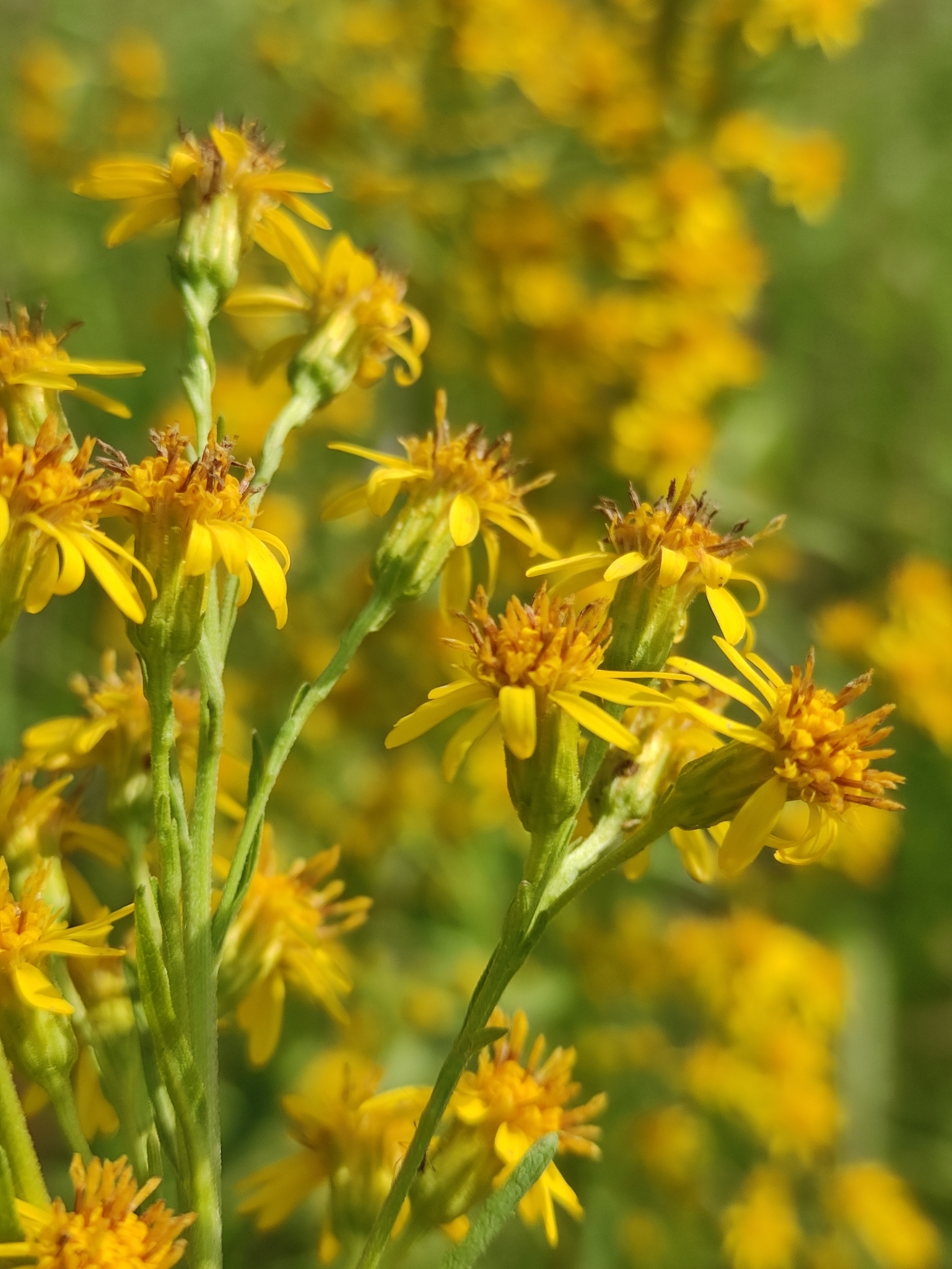
Solidago dahurica
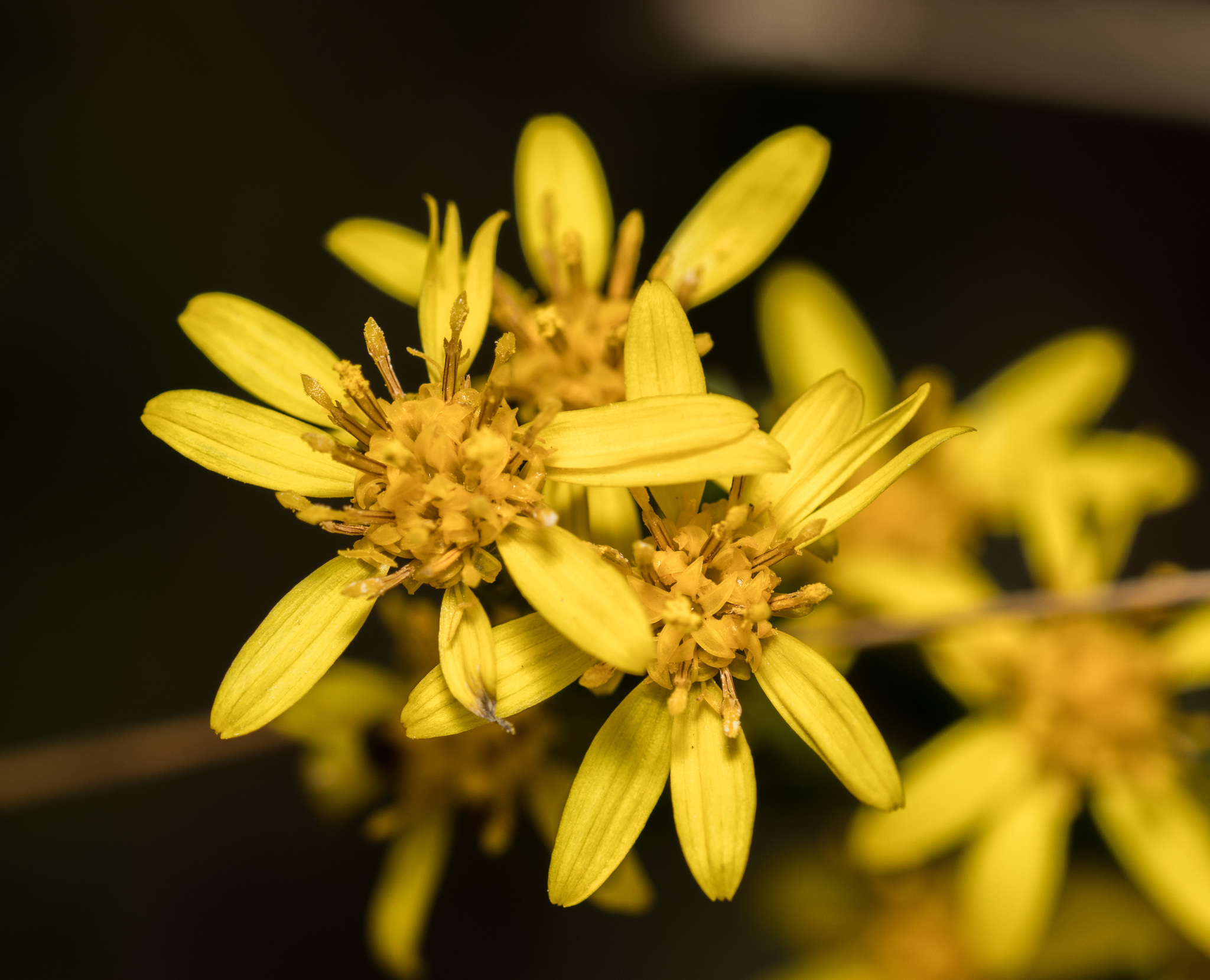
Solidago decurrens

## E
- Solidago elongata Nutt.
- Solidago erecta Banks
- Solidago ericamerioides G.L.Nesom

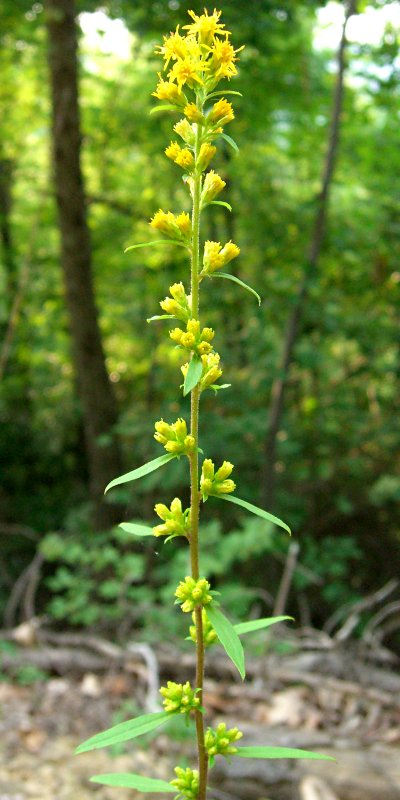
Solidago erecta

## F
- Solidago fallax (Fernald) Semple
- Solidago faucibus Wieboldt
- Solidago fistulosa Mill.
- Solidago flexicaulis L.

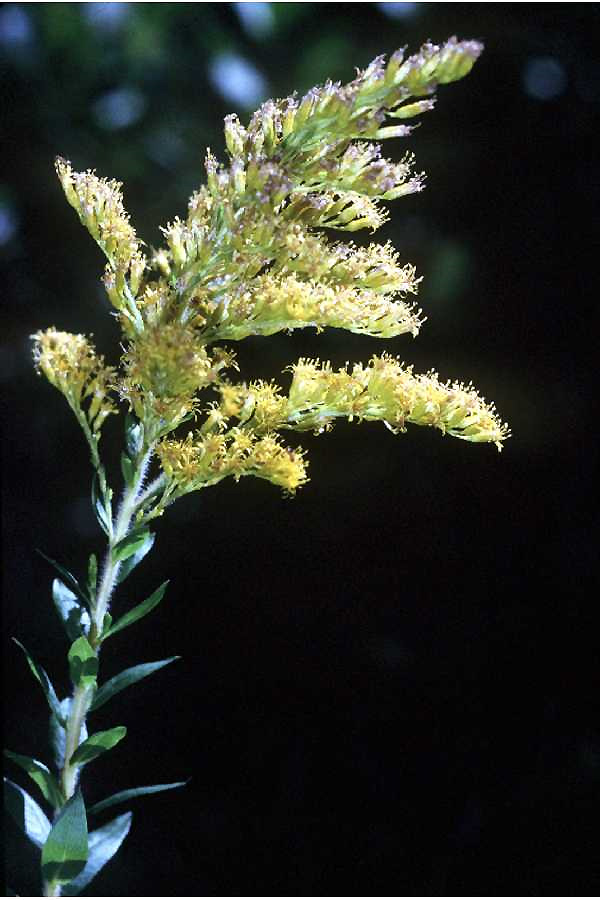
Solidago fistulosa
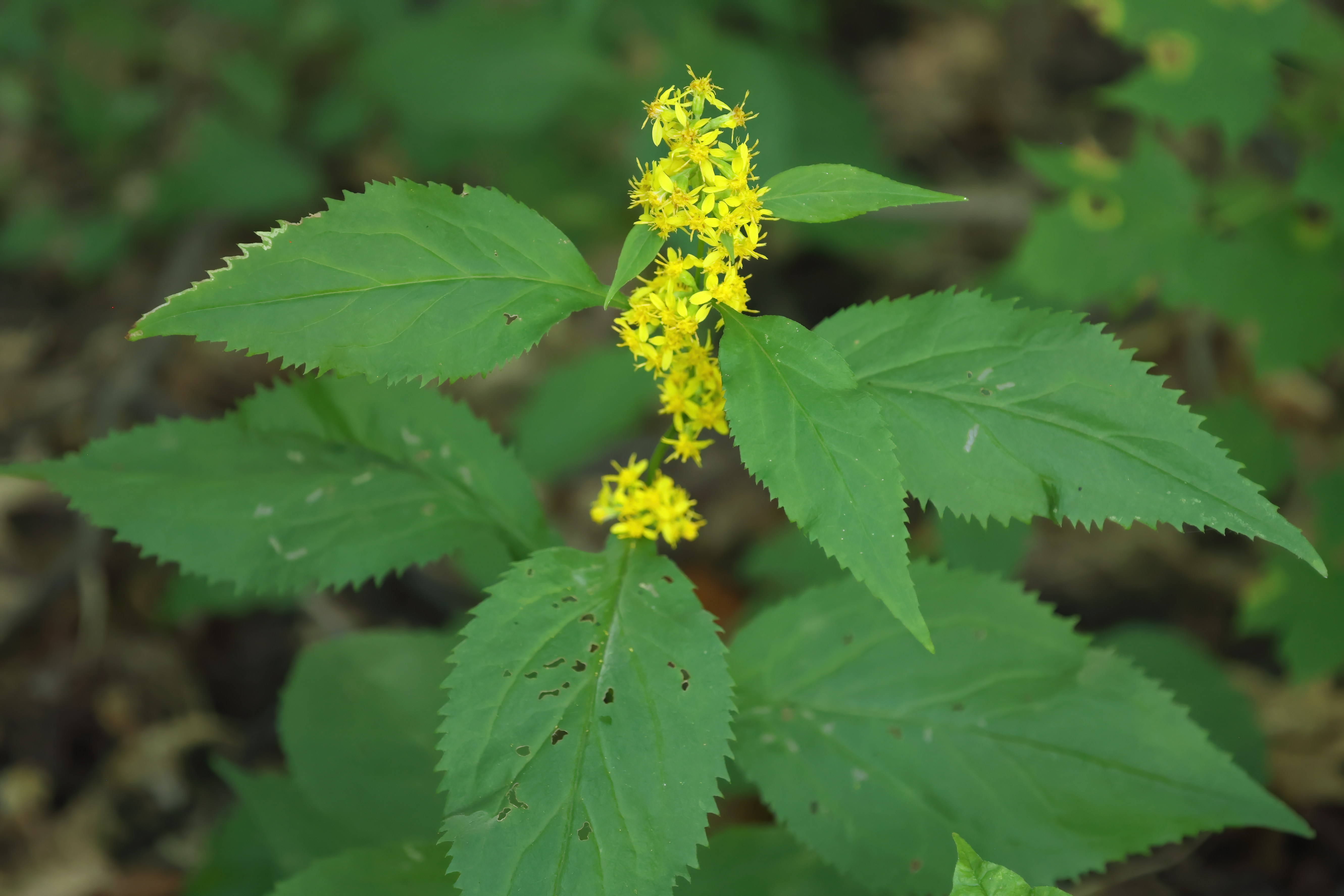
Solidago flexicaulis

## G
- Solidago gattingeri Chapm. ex A.Gray
- Solidago georgiana Semple
- Solidago gigantea Aiton
- Solidago gillmanii (A.Gray) E.S.Steele
- Solidago glomerata Michx.
- Solidago gracillima Torr. & A.Gray
- Solidago guiradonis A.Gray
- Solidago gypsophila G.L.Nesom

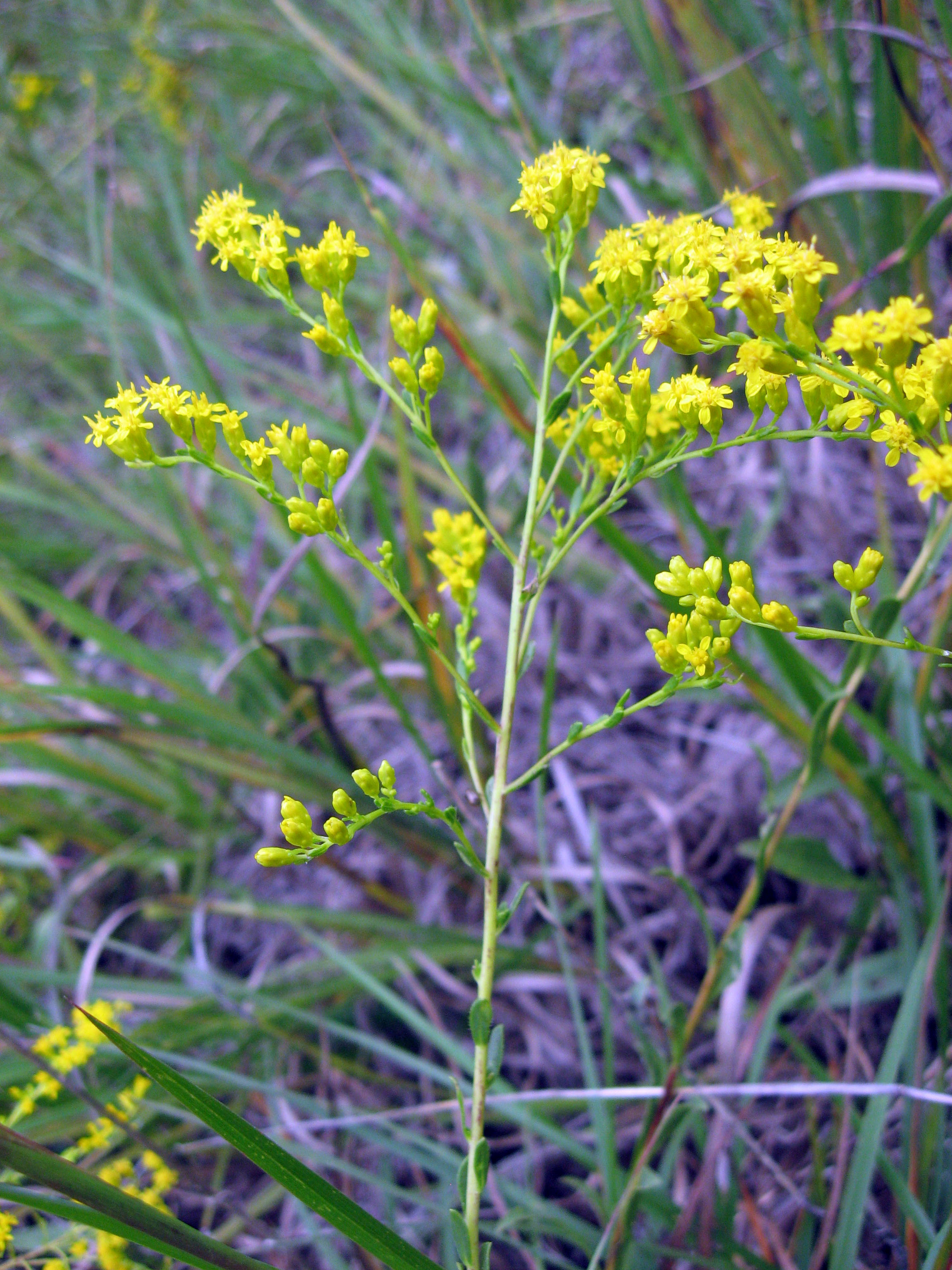
Solidago gattingeri
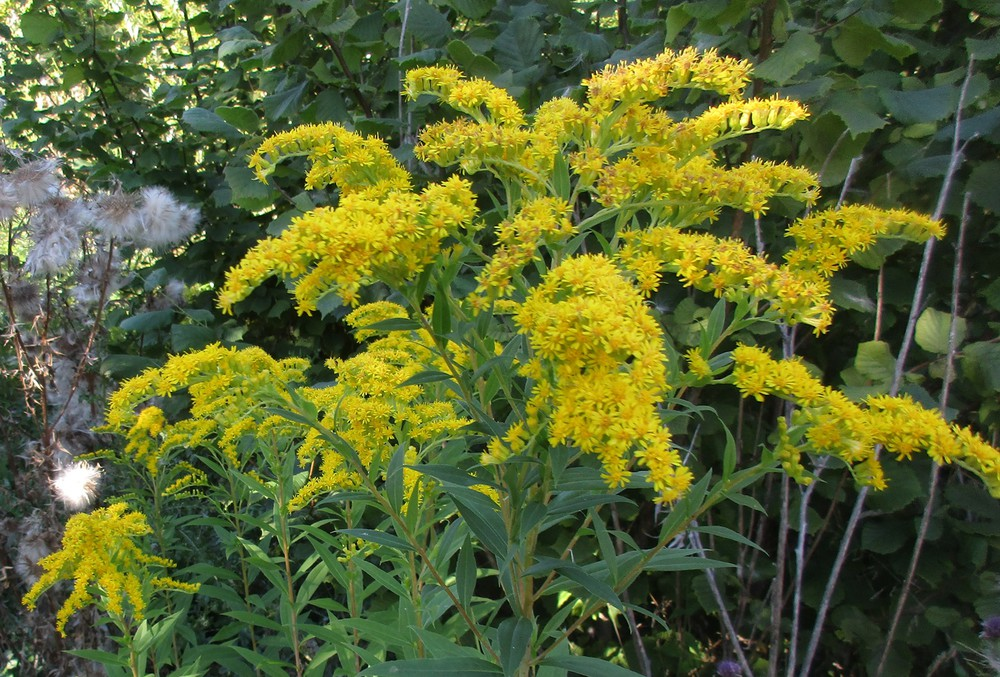
Solidago gigantea

## H
- Solidago hintoniorum G.L.Nesom
- Solidago hispida Muhl. ex Willd.
- Solidago horieana Kadota
- Solidago houghtonii Torr. & A.Gray

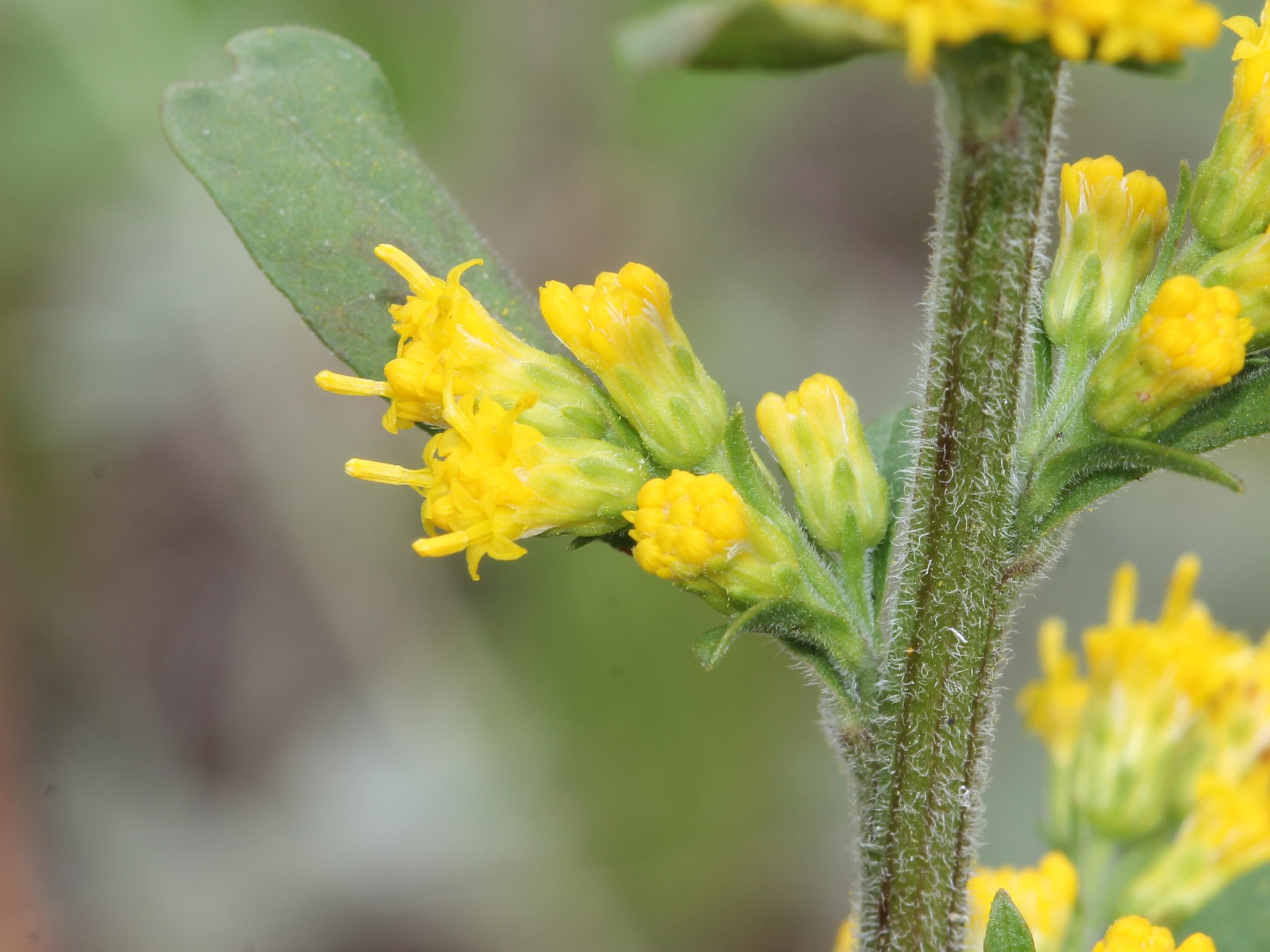
Solidago hispida
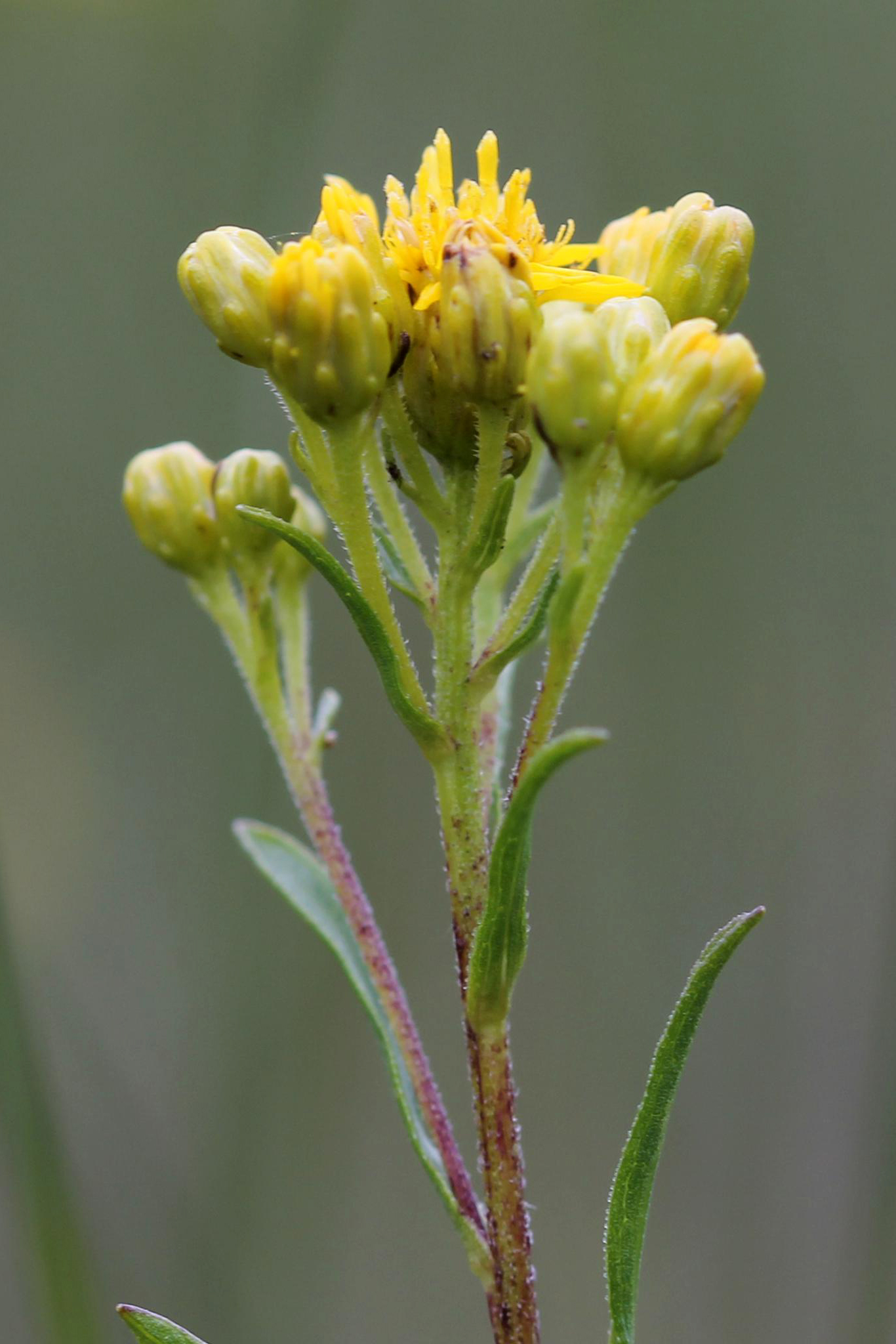
Solidago houghtonii

## J
- Solidago jejunifolia E.S.SteeleSolidago juliae G.L.Nesom
- Solidago juncea Aiton

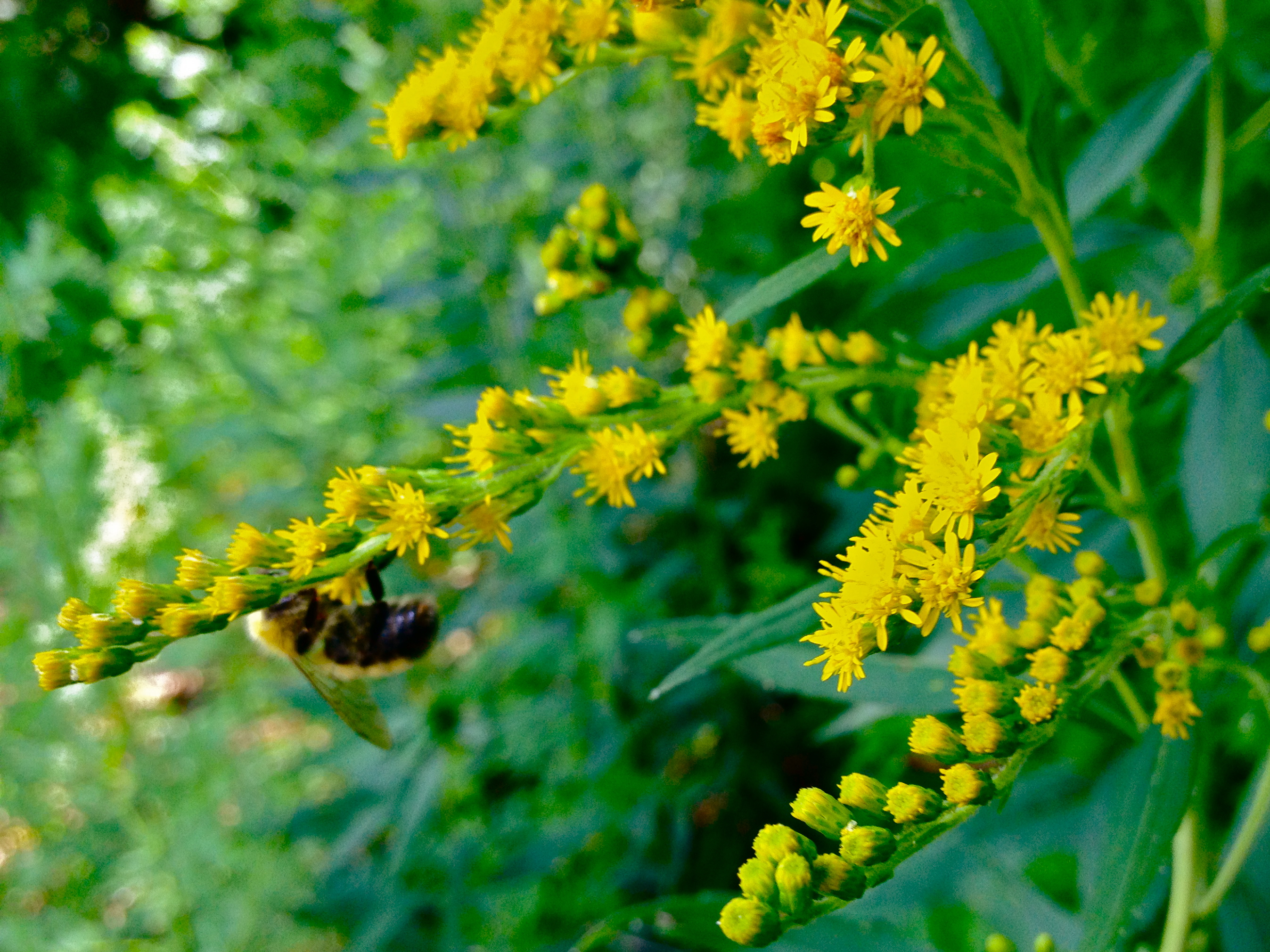
Solidago juncea

## K
- Solidago kralii Semple
- Solidago kuhistanica Popov

## L
- Solidago lancifolia (Torr. & A.Gray) Chapm.
- Solidago latissimifolia Mill.
- Solidago leavenworthii Torr. & A.Gray
- Solidago leiocarpa DC.
- Solidago lepida DC.
- Solidago litoralis Savi
- Solidago ludoviciana Small

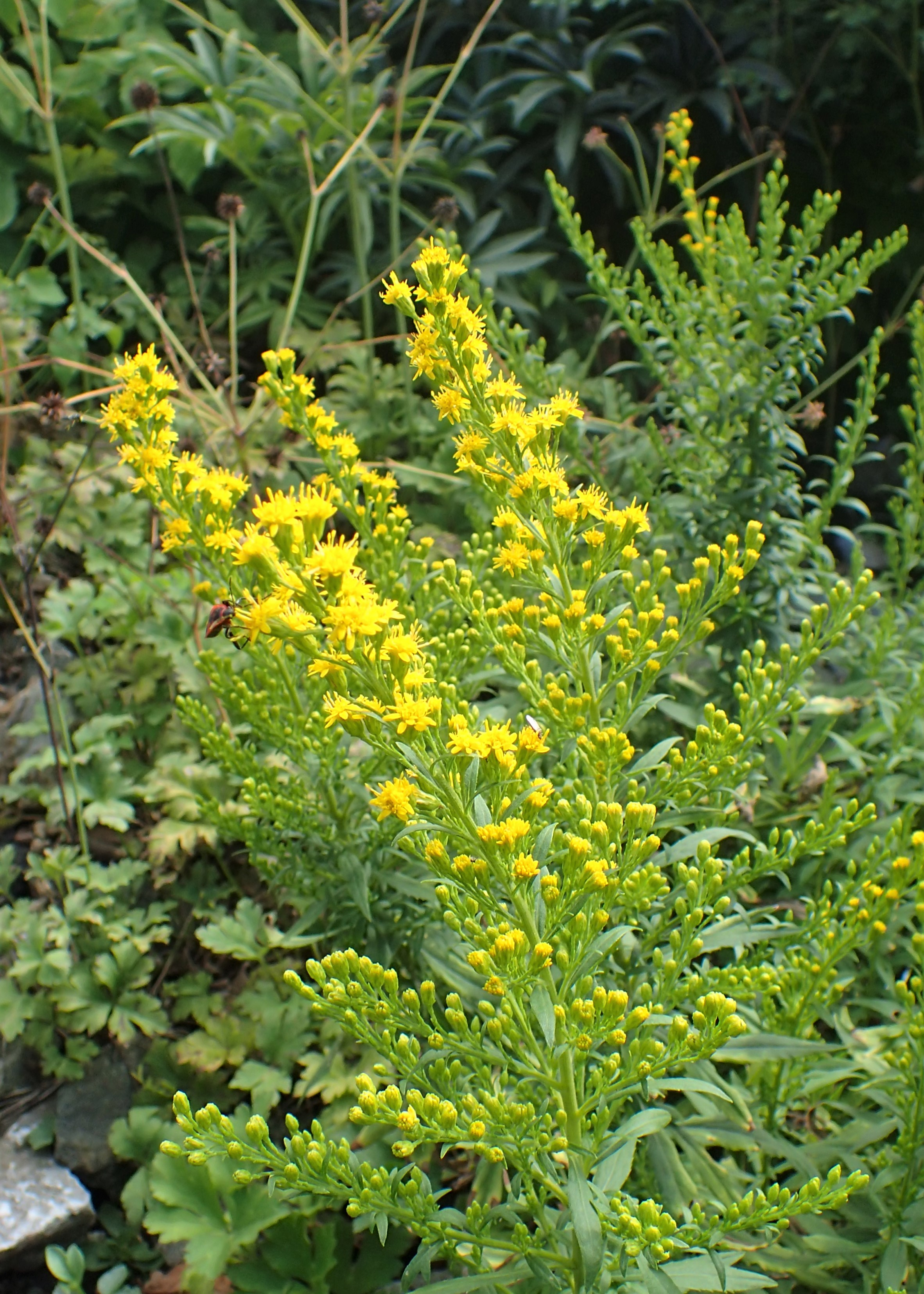
Solidago leiocarpa
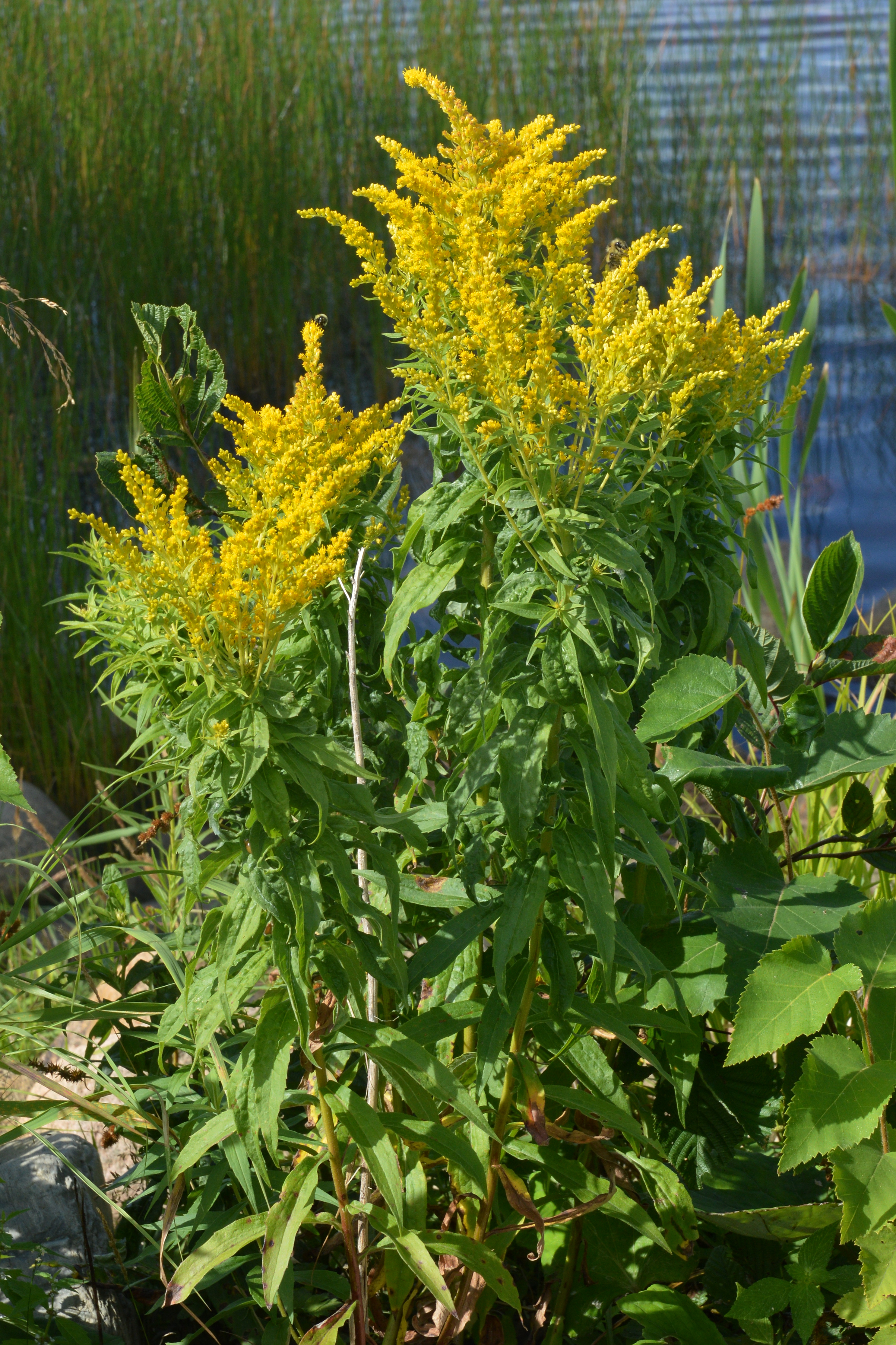
Solidago lepida
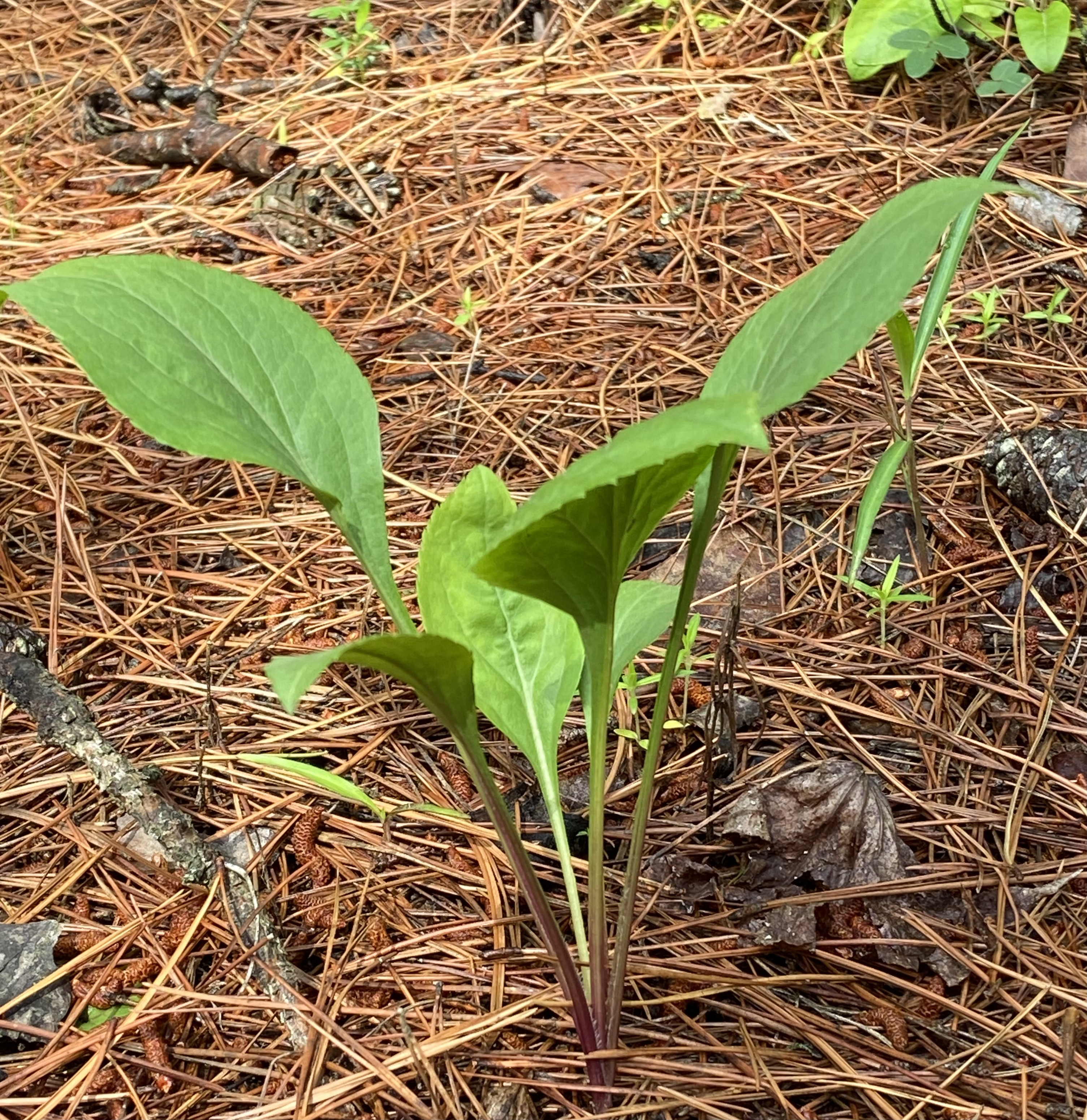
Solidago ludoviciana

## M
- Solidago macrophylla Banks
- Solidago macvaughii G.L.Nesom
- Solidago maya Semple
- Solidago mexicana L.
- Solidago minutissima (Makino) Kitam.
- Solidago missouriensis Nutt.
- Solidago mollis Bartl.
- Solidago muelleri Standl.
- Solidago multiradiata Aiton

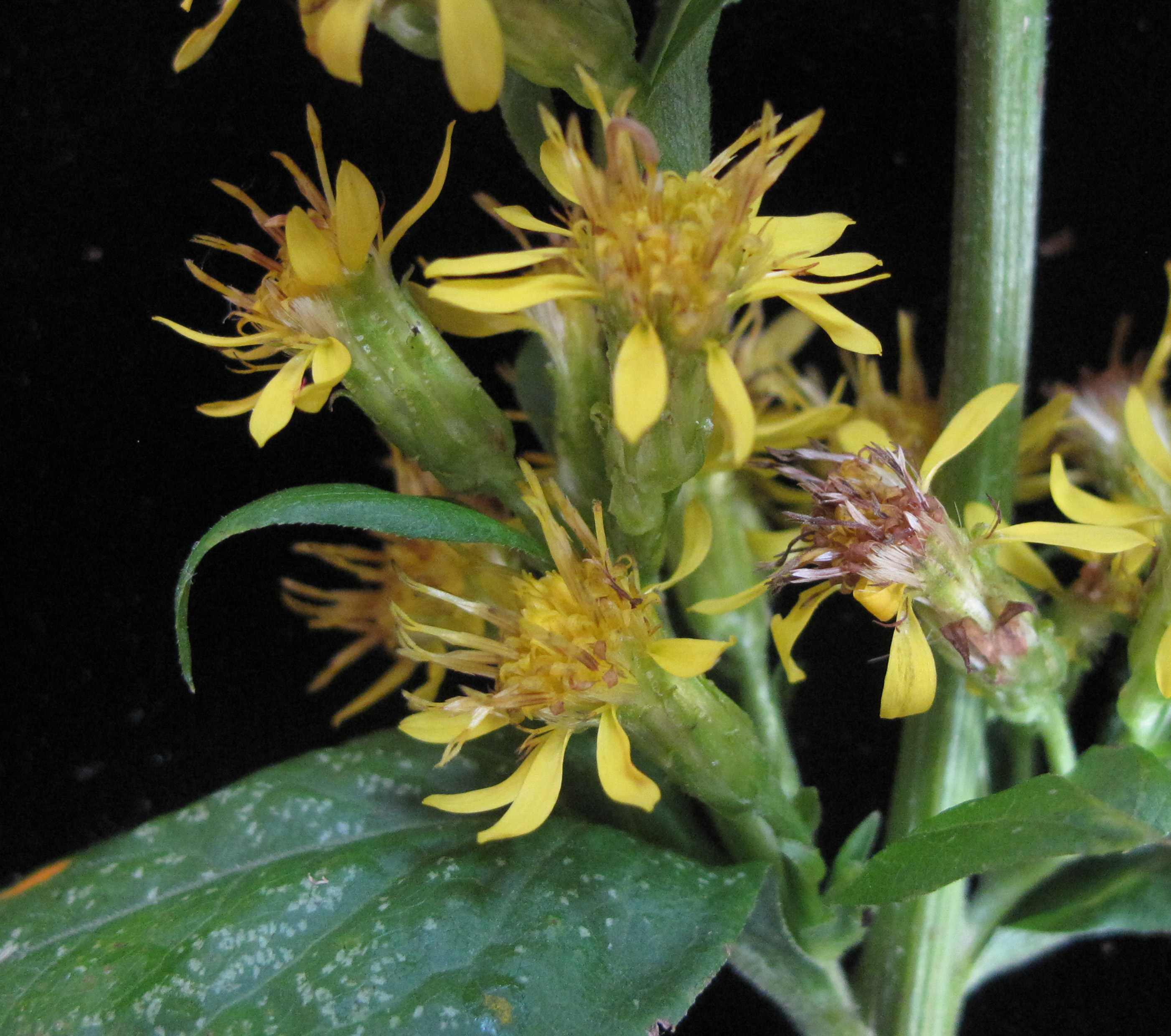
Solidago macrophylla
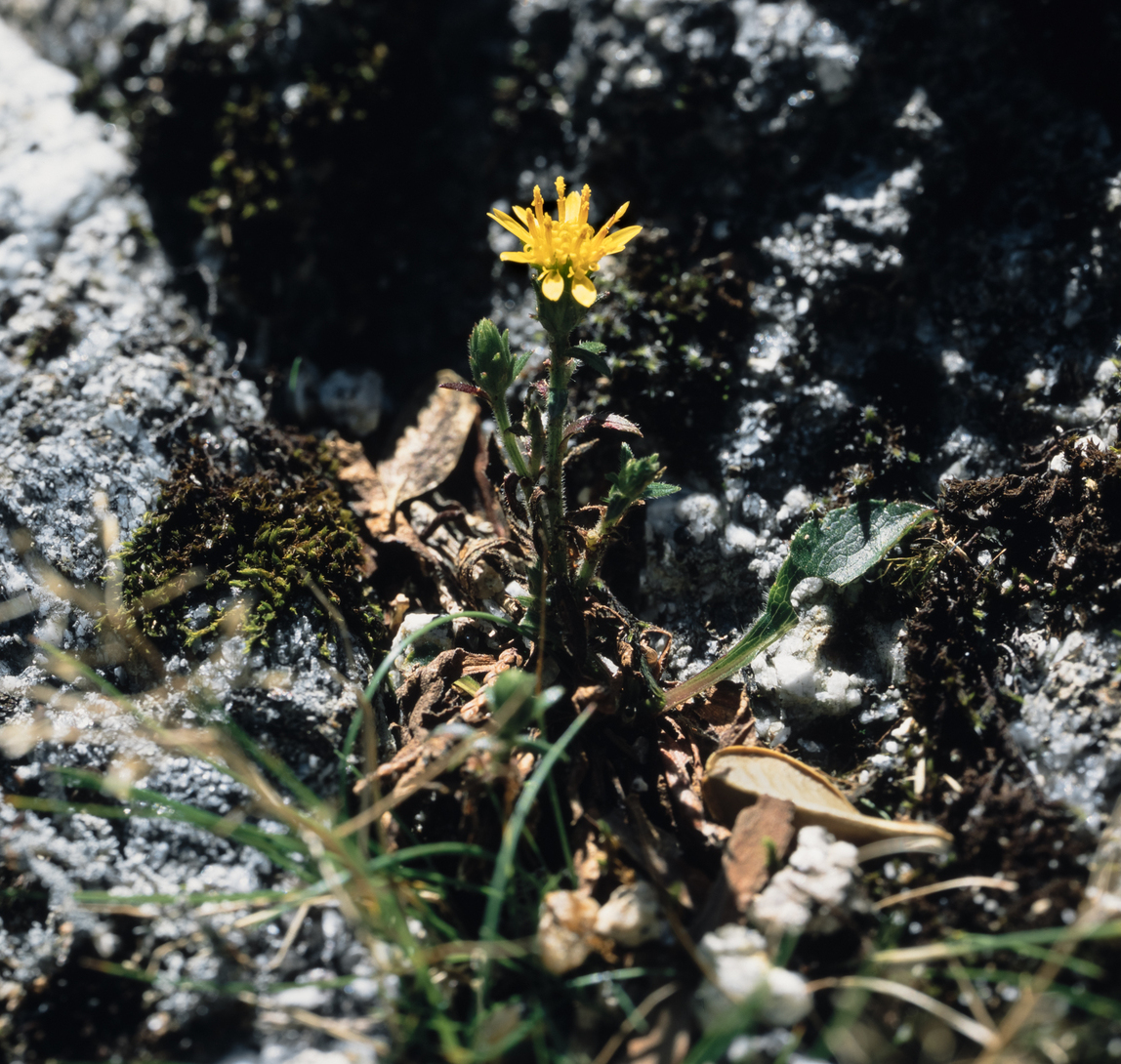
Solidago minutissima
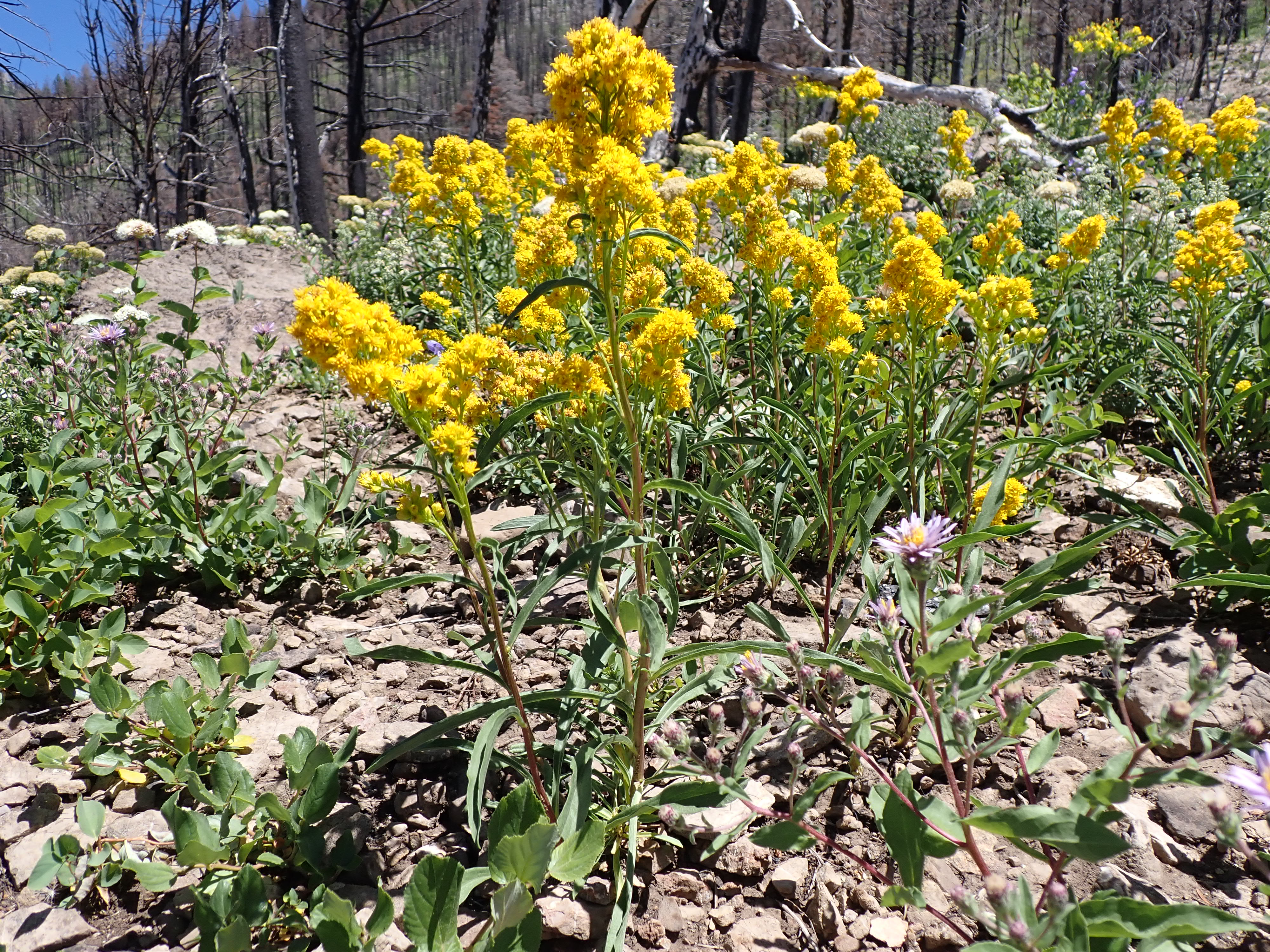
Solidago missouriensis
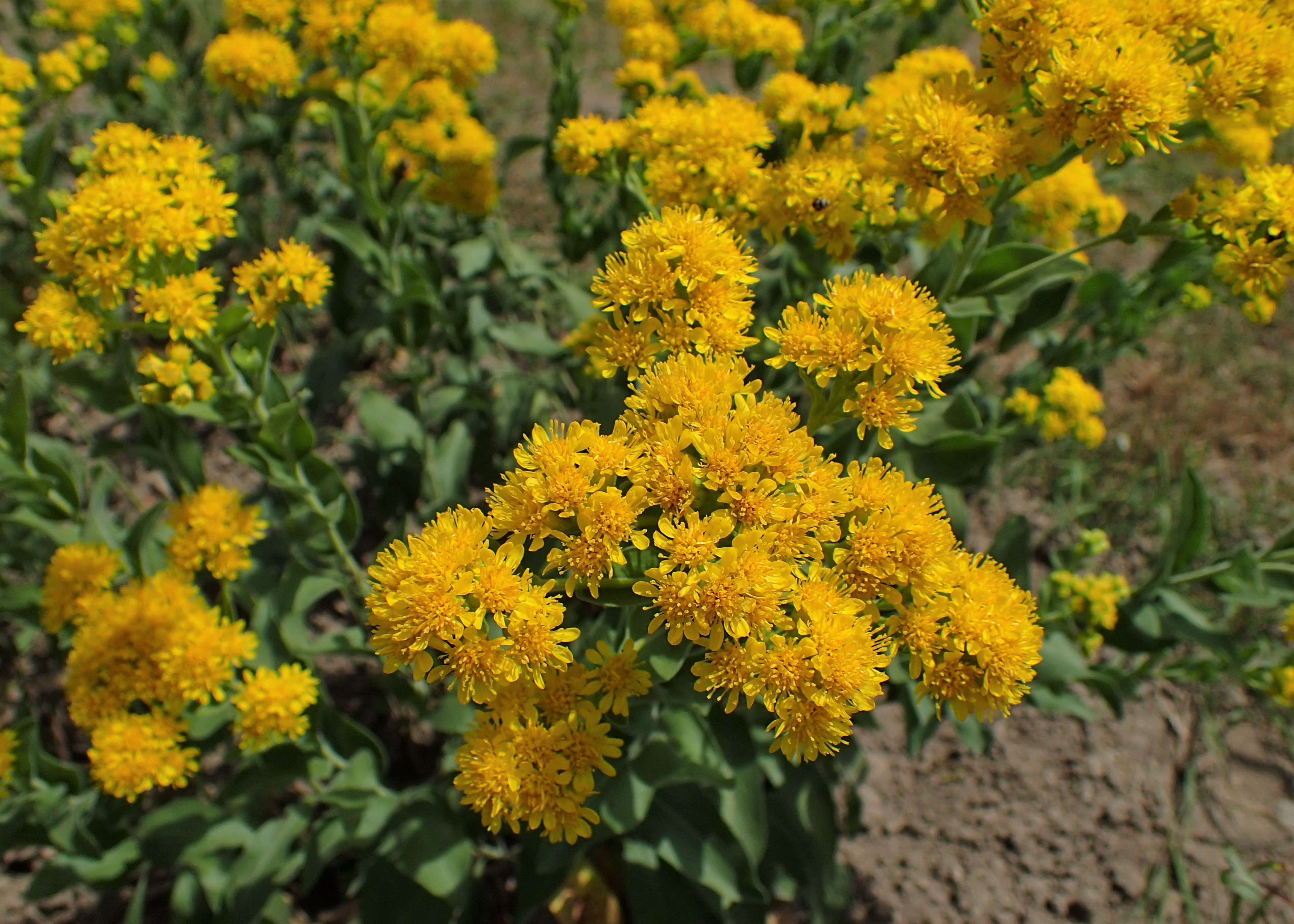
Solidago mollis
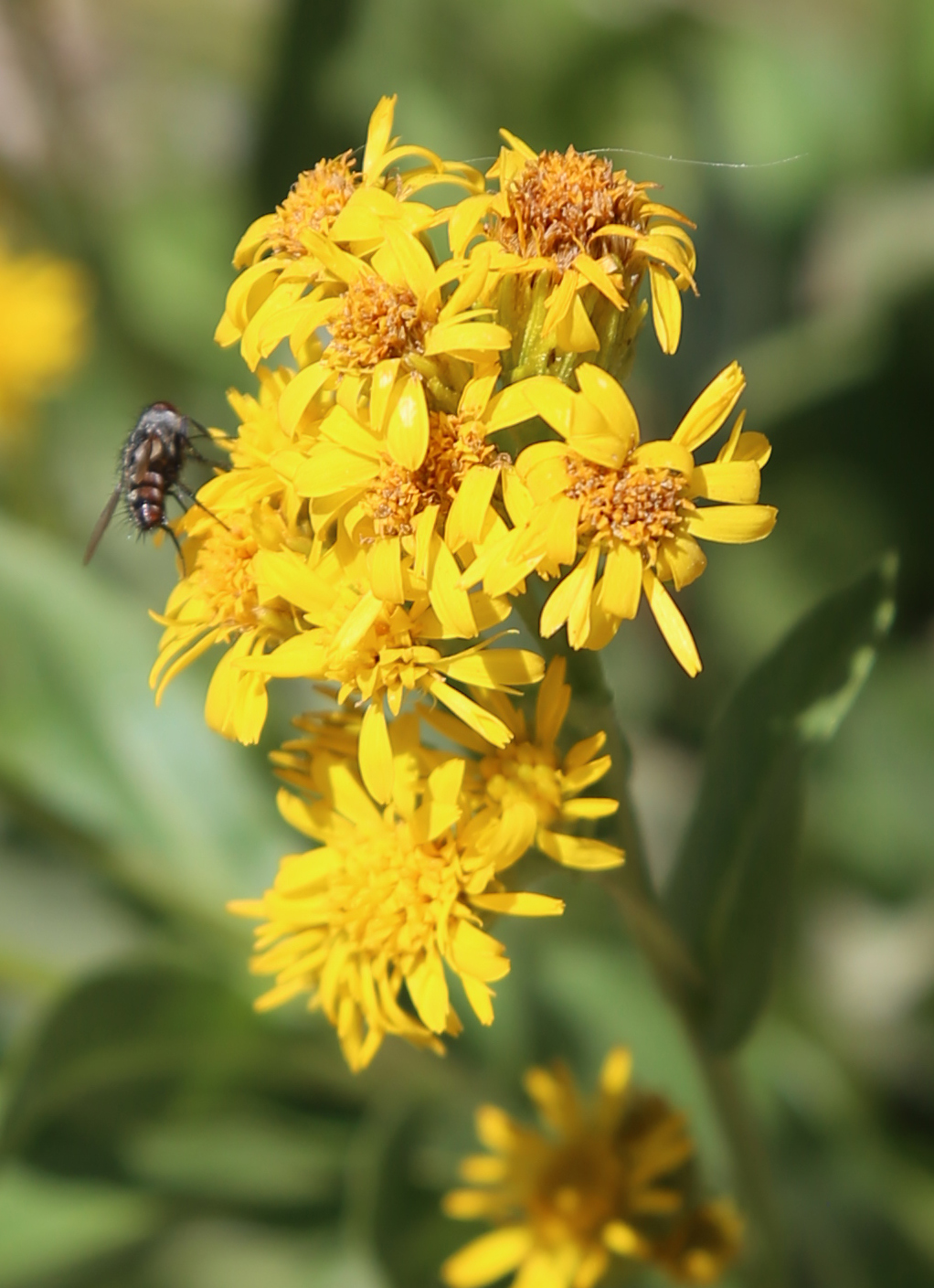
Solidago multiradiata

## N
- Solidago nana Nutt.
- Solidago nemoralis Aiton
- Solidago nipponica Semple
- Solidago nitida Torr. & A.Gray

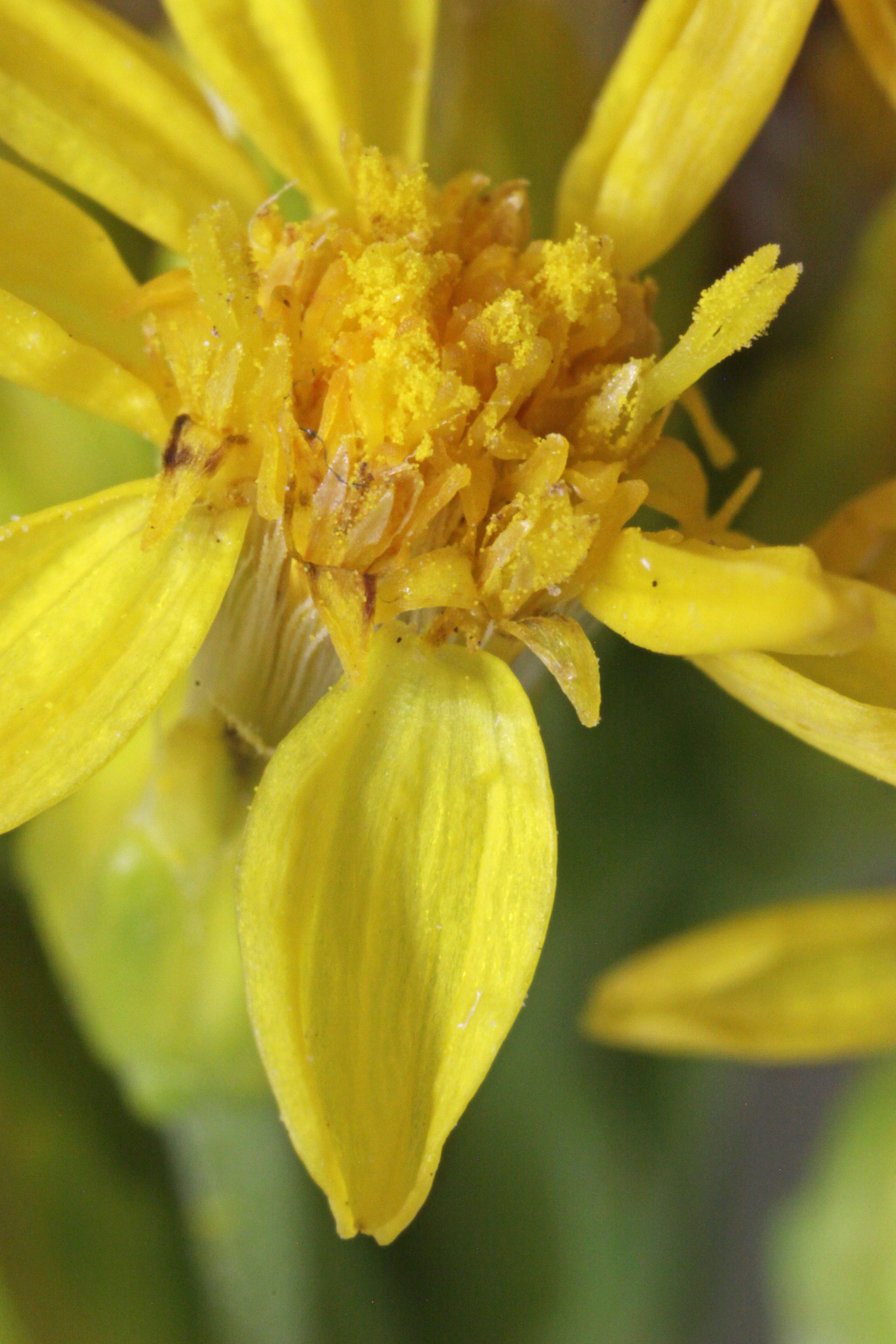
Solidago nana
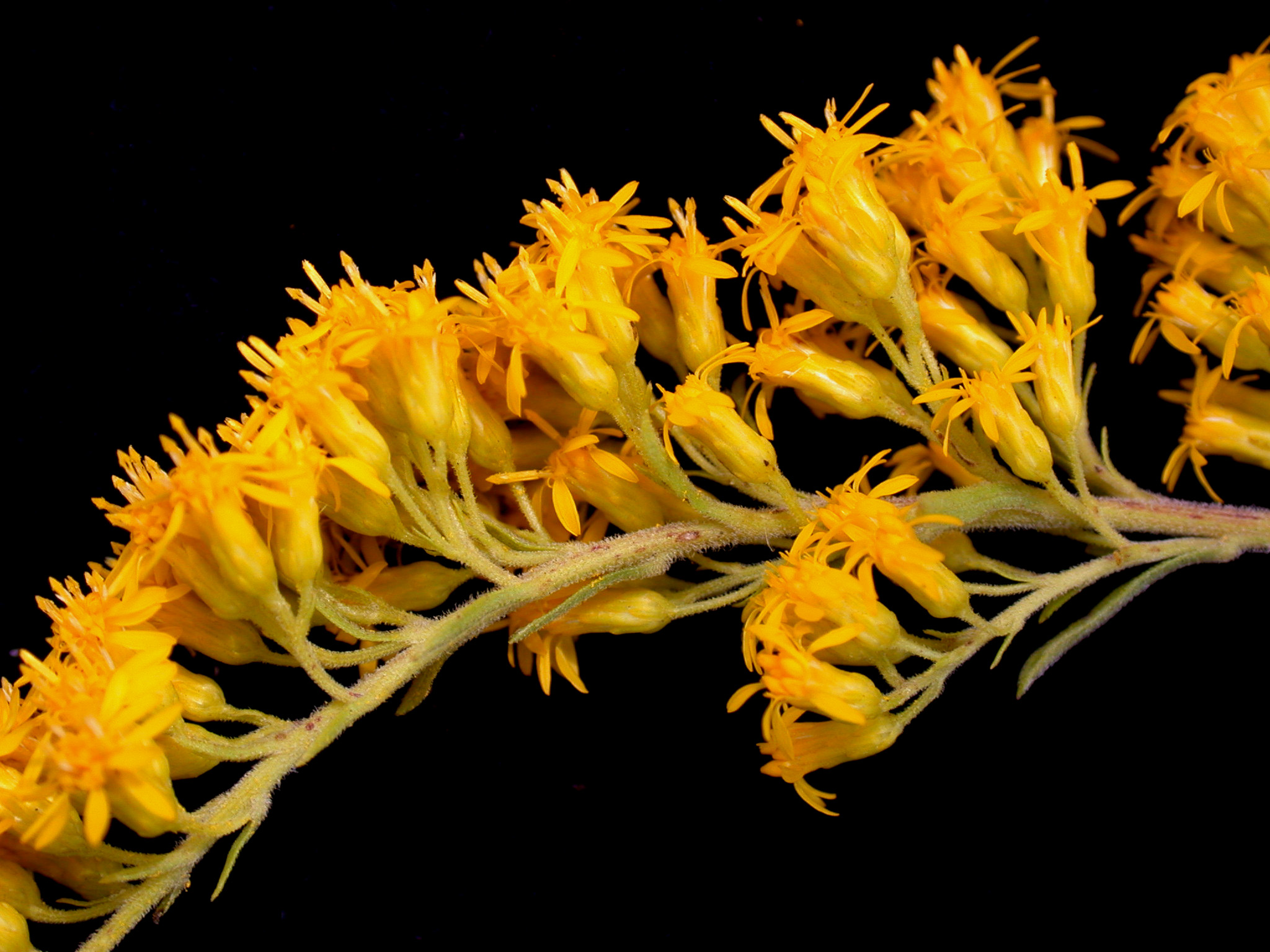
Solidago nemoralis

## O
- Solidago odora Aiton
- Solidago ohioensis Riddell
- Solidago ontarioensis (G.S.Ringius) Semple & J.A.Peirson
- Solidago orientalis (G.L.Nesom) G.L.Nesom
- Solidago ouachitensis C.E.S.Taylor & R.John Taylor
- Solidago ovata Friesner

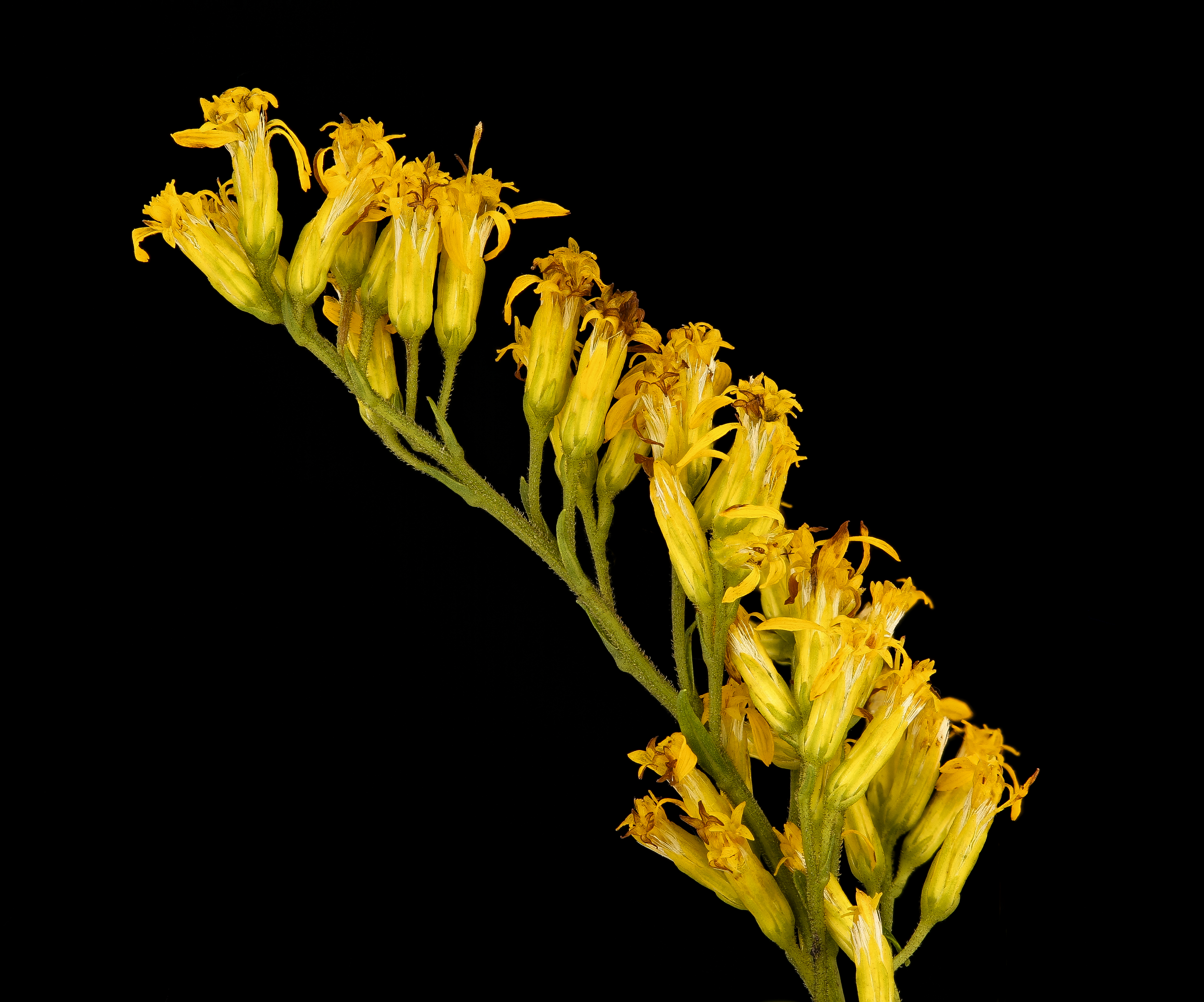
Solidago odora
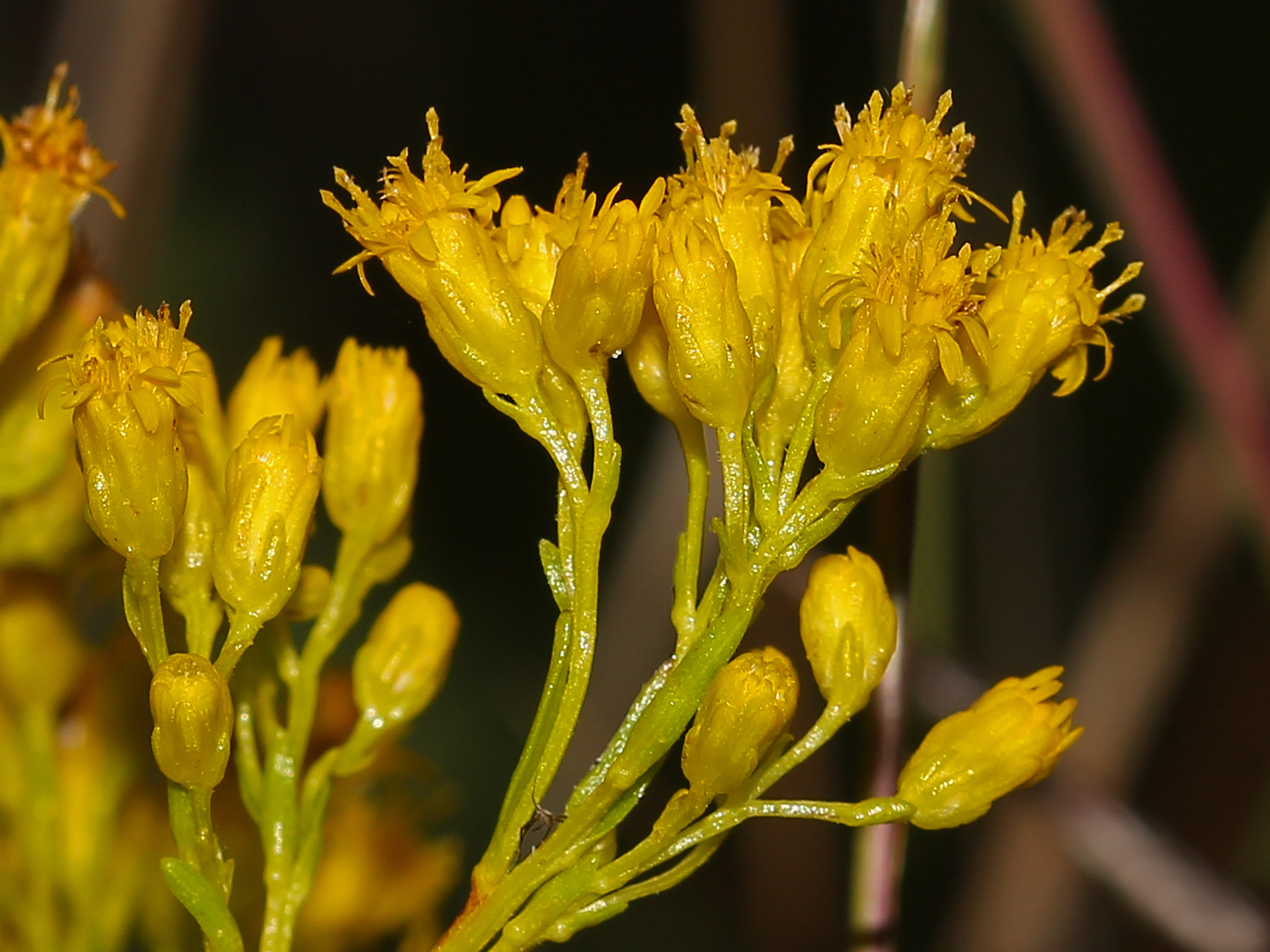
Solidago ohioensis
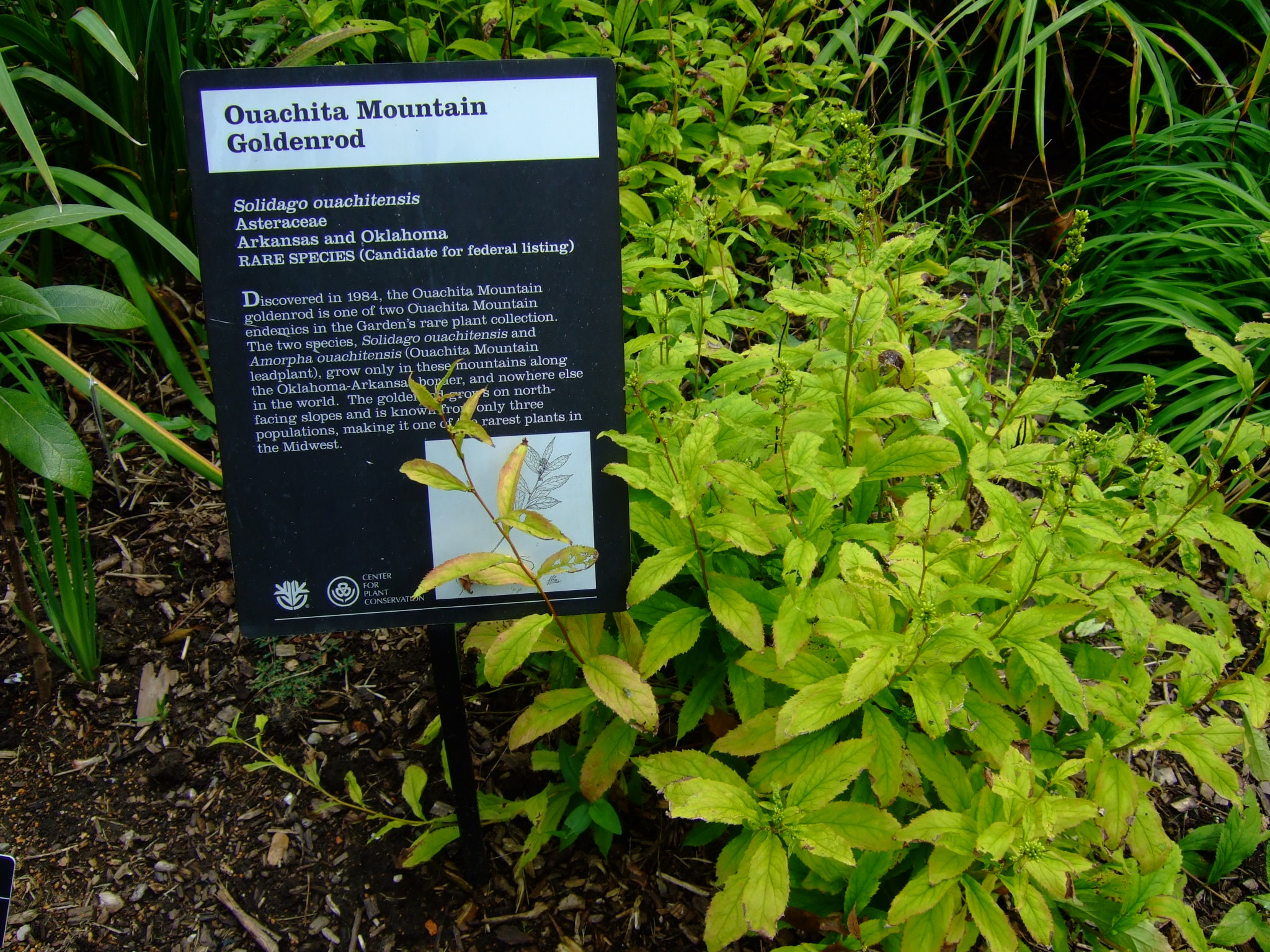
Solidago ouachitensis

## P
- Solidago pacifica Juz.
- Solidago pallida (Porter) Rydb.
- Solidago paniculata DC.
- Solidago patagonica Phil.
- Solidago patula Muhl. ex Willd.
- Solidago patuliginosa Friesner
- Solidago petiolaris Aiton
- Solidago pinetorum Small
- Solidago plumosa Small
- Solidago polyglossa DC.
- Solidago pringlei Fernald
- Solidago ptarmicoides (Torr. & A.Gray) B.Boivin
- Solidago puberula Nutt.
- Solidago pulchra Small

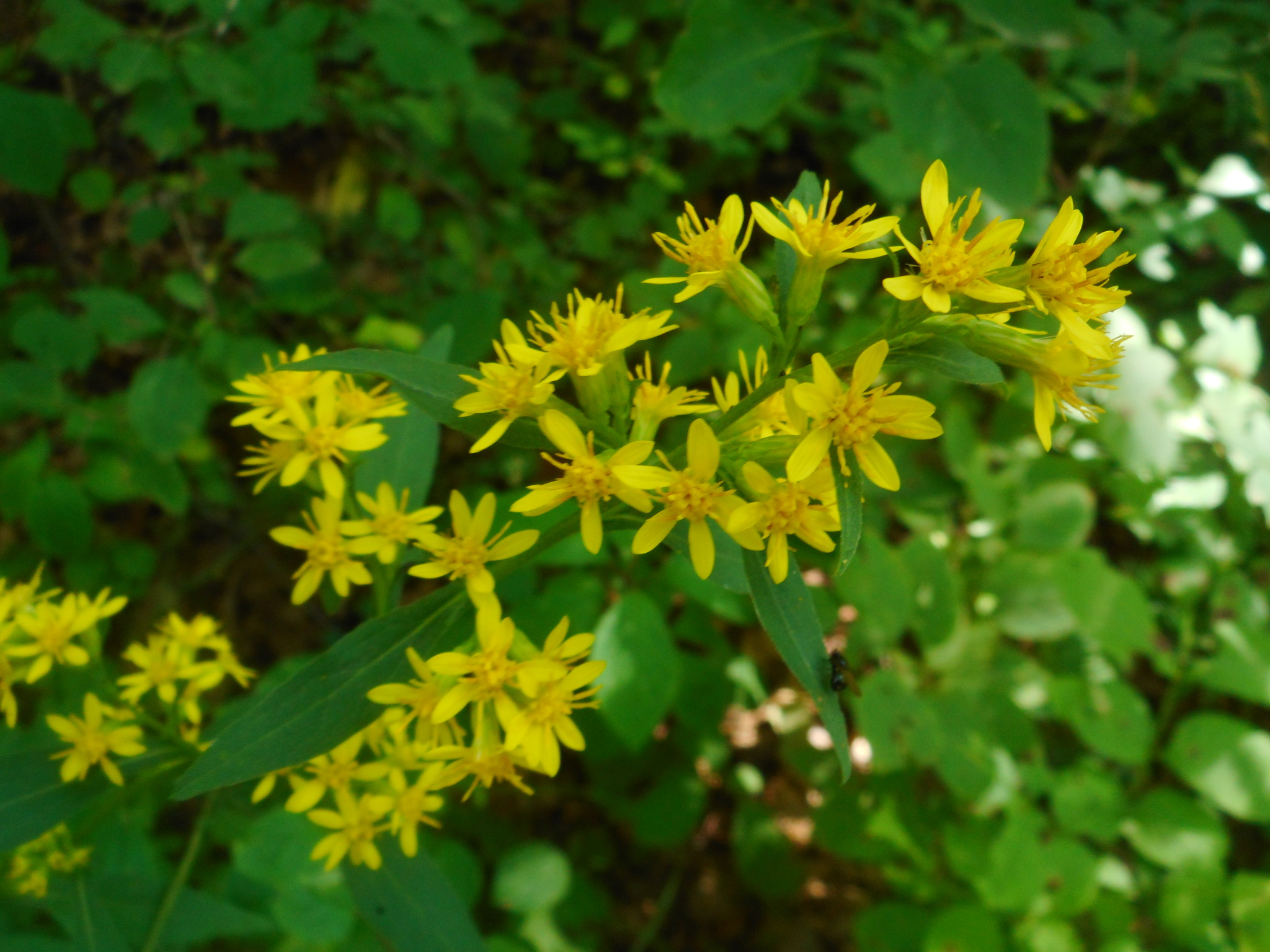
Solidago pacifica
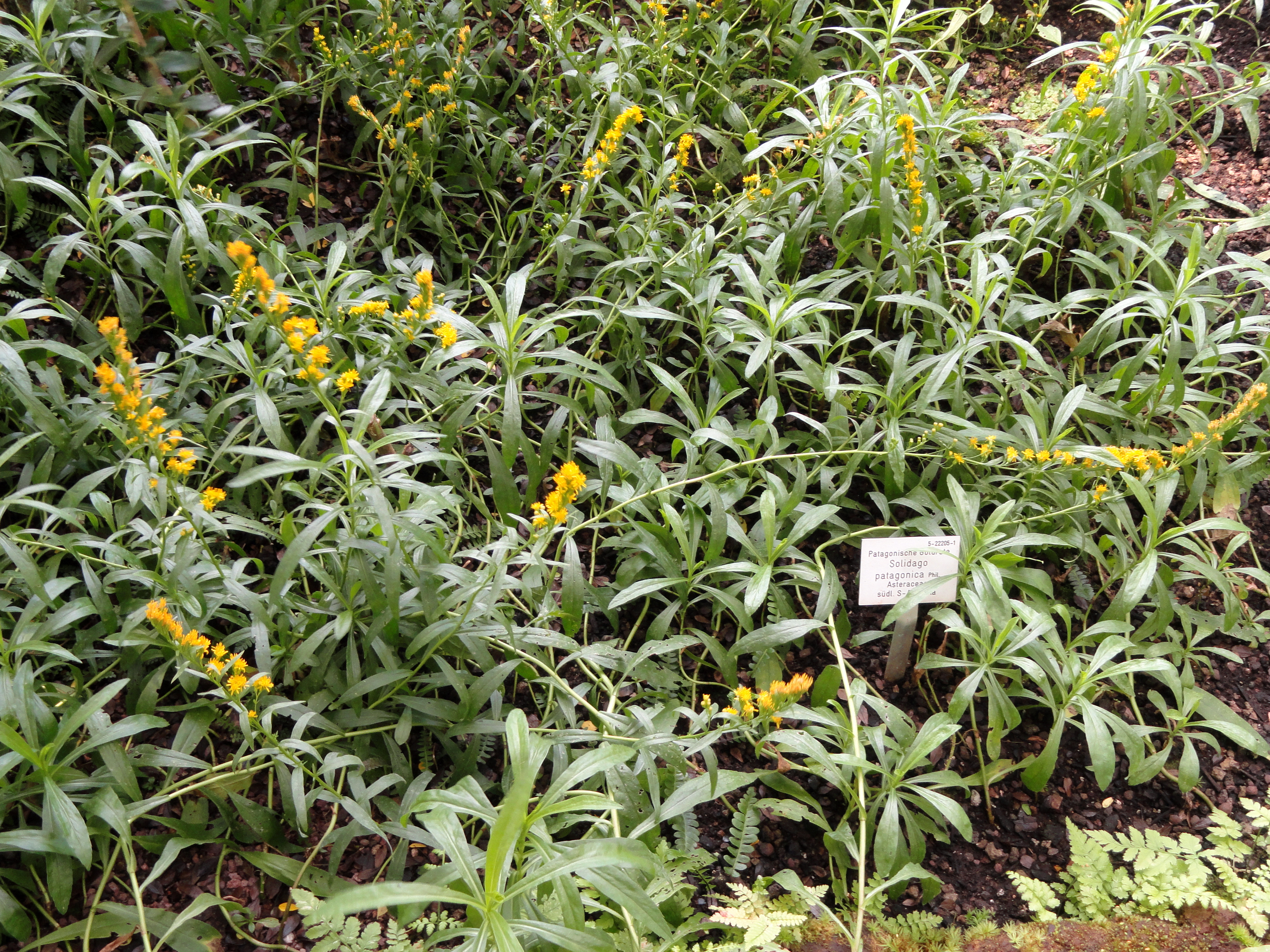
Solidago patagonica
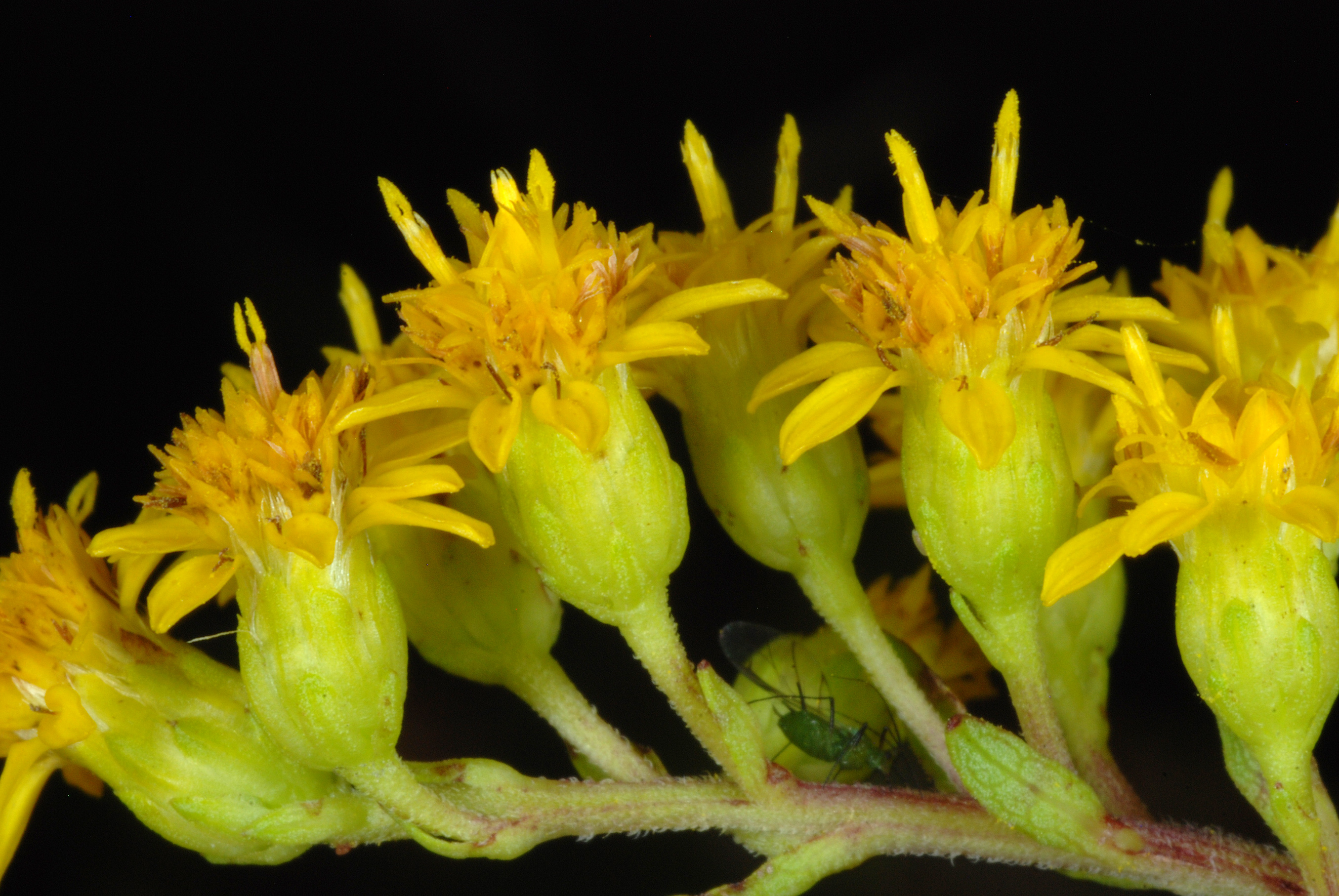
Solidago patula
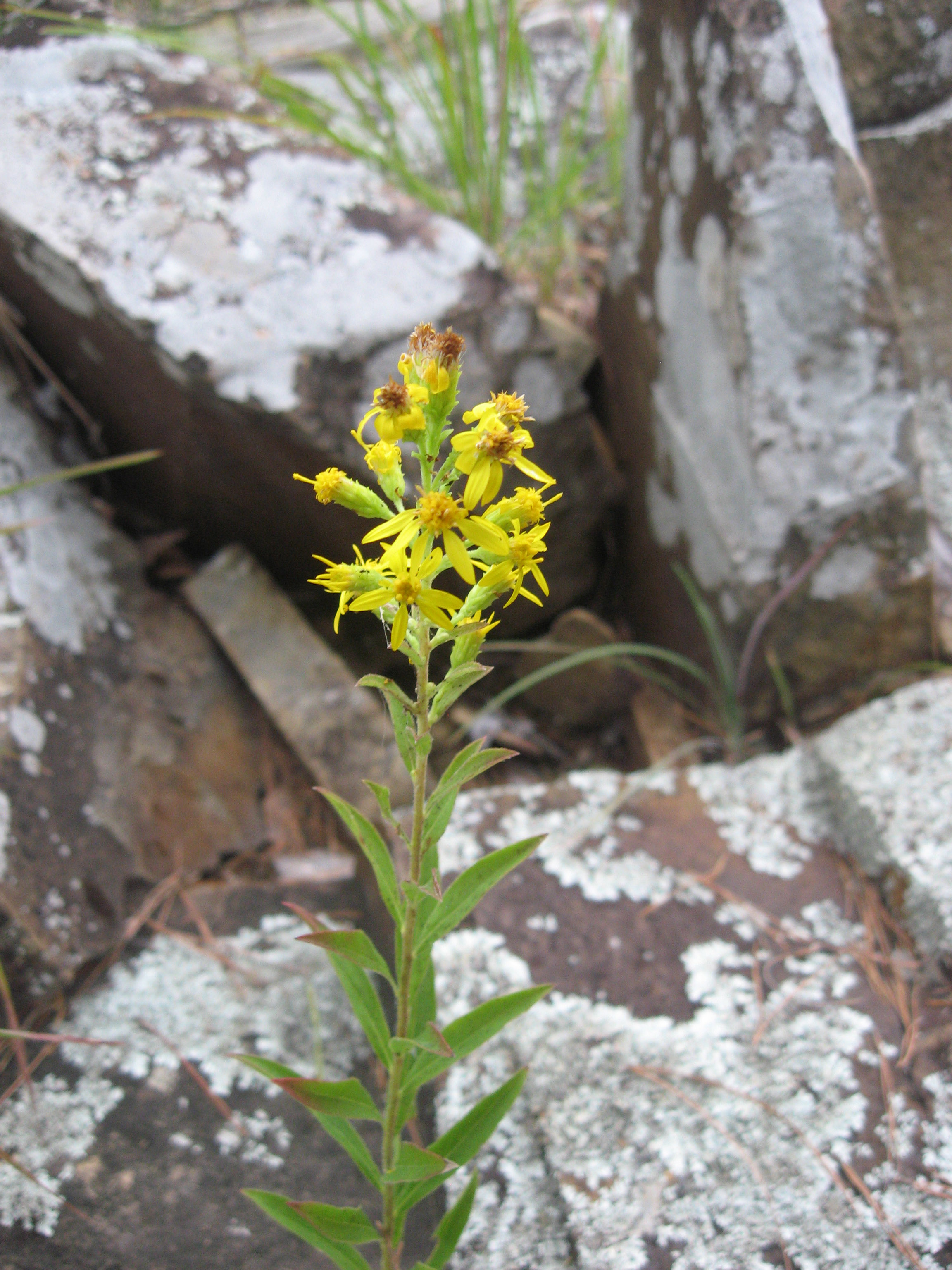
Solidago petiolaris
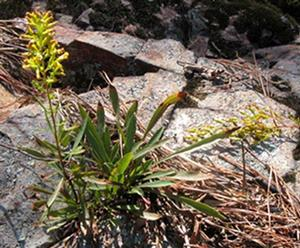
Solidago plumosa
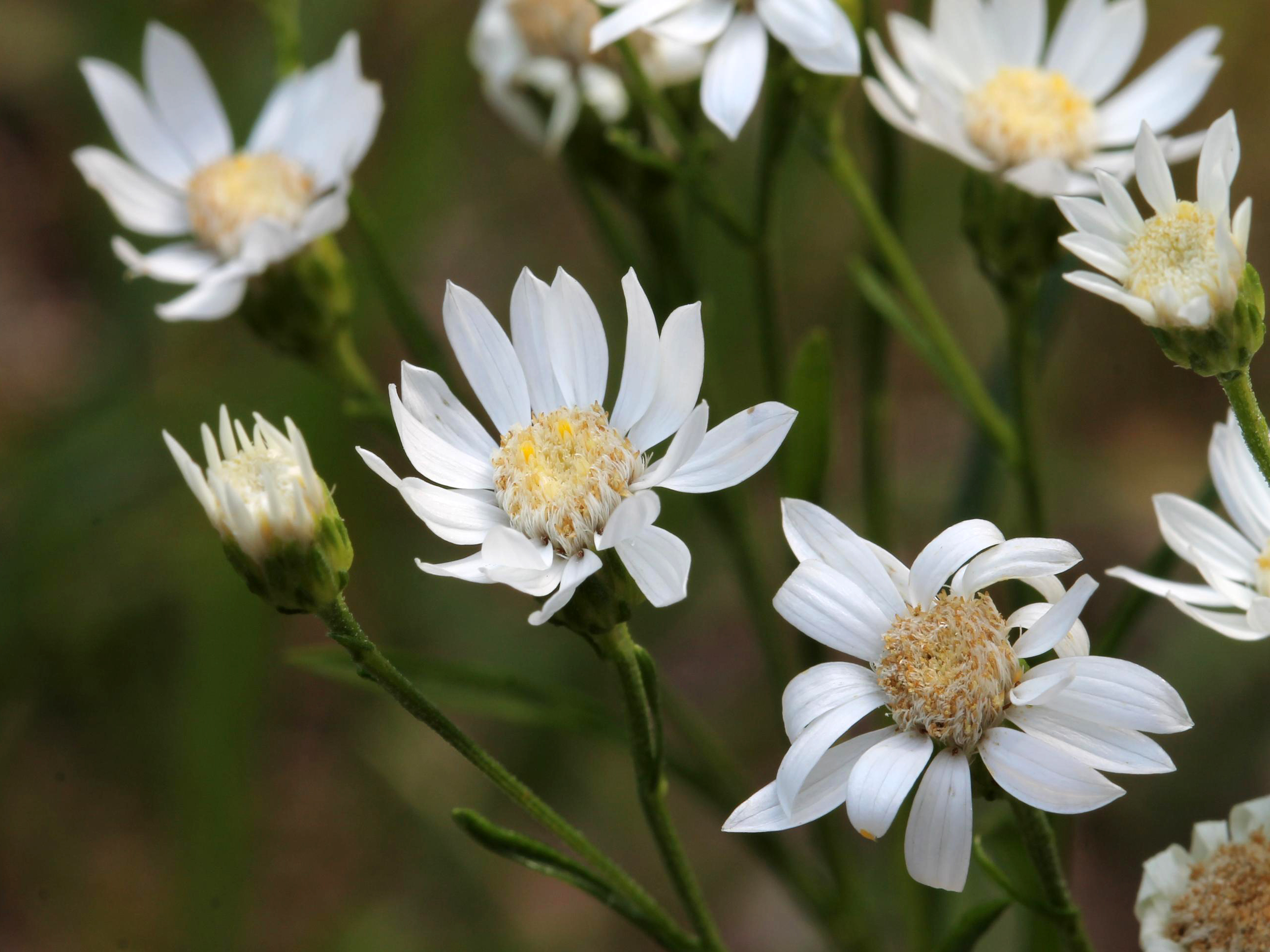
Solidago ptarmicoides
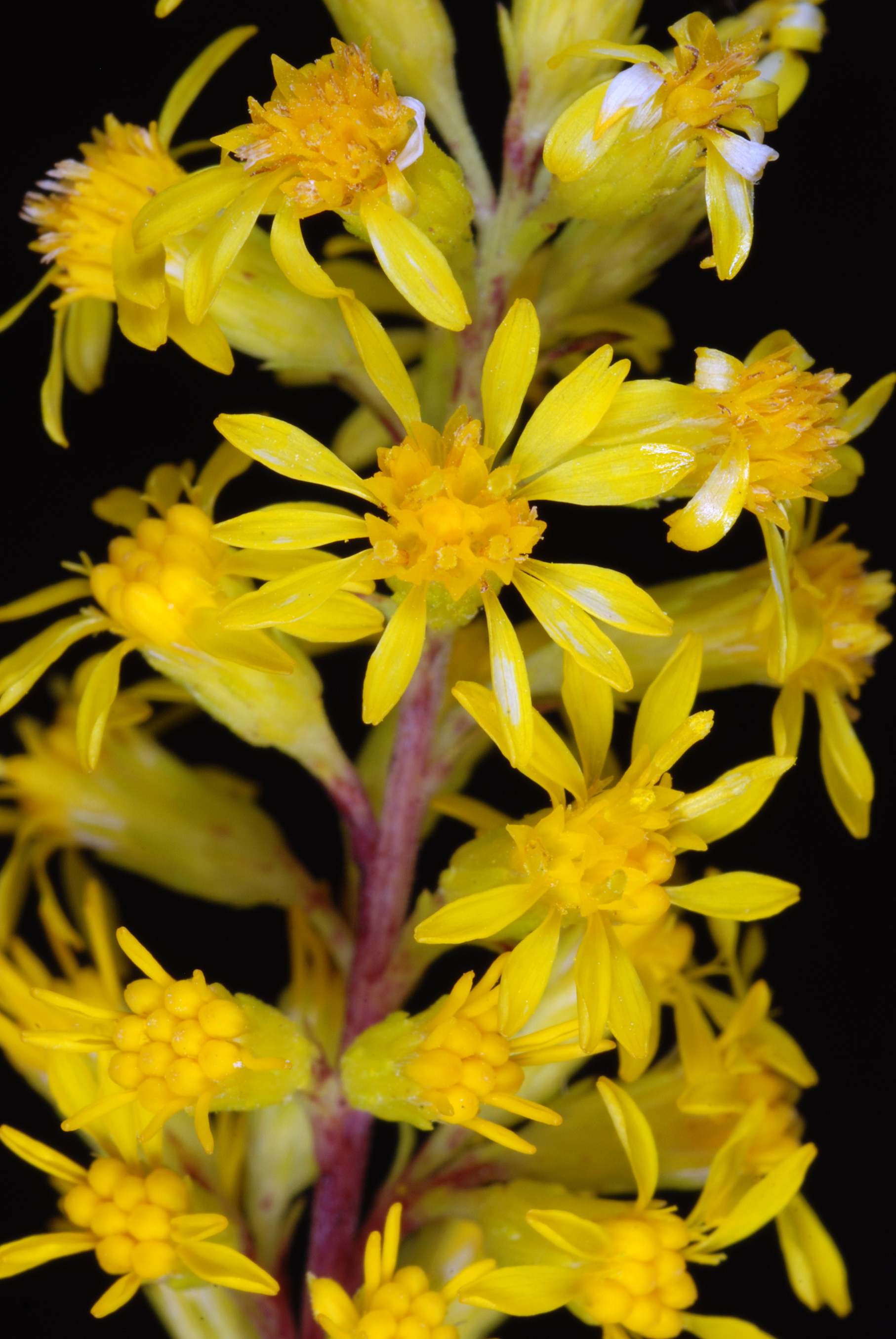
Solidago puberula

## R
- Solidago racemosa Greene
- Solidago radula Nutt.
- Solidago randii (Porter) Britton
- Solidago riddellii Frank
- Solidago rigida L.
- Solidago rigidiuscula (Torr. & A.Gray) Porter
- Solidago roanensis Porter
- Solidago rugosa Mill.
- Solidago rupestris Raf.

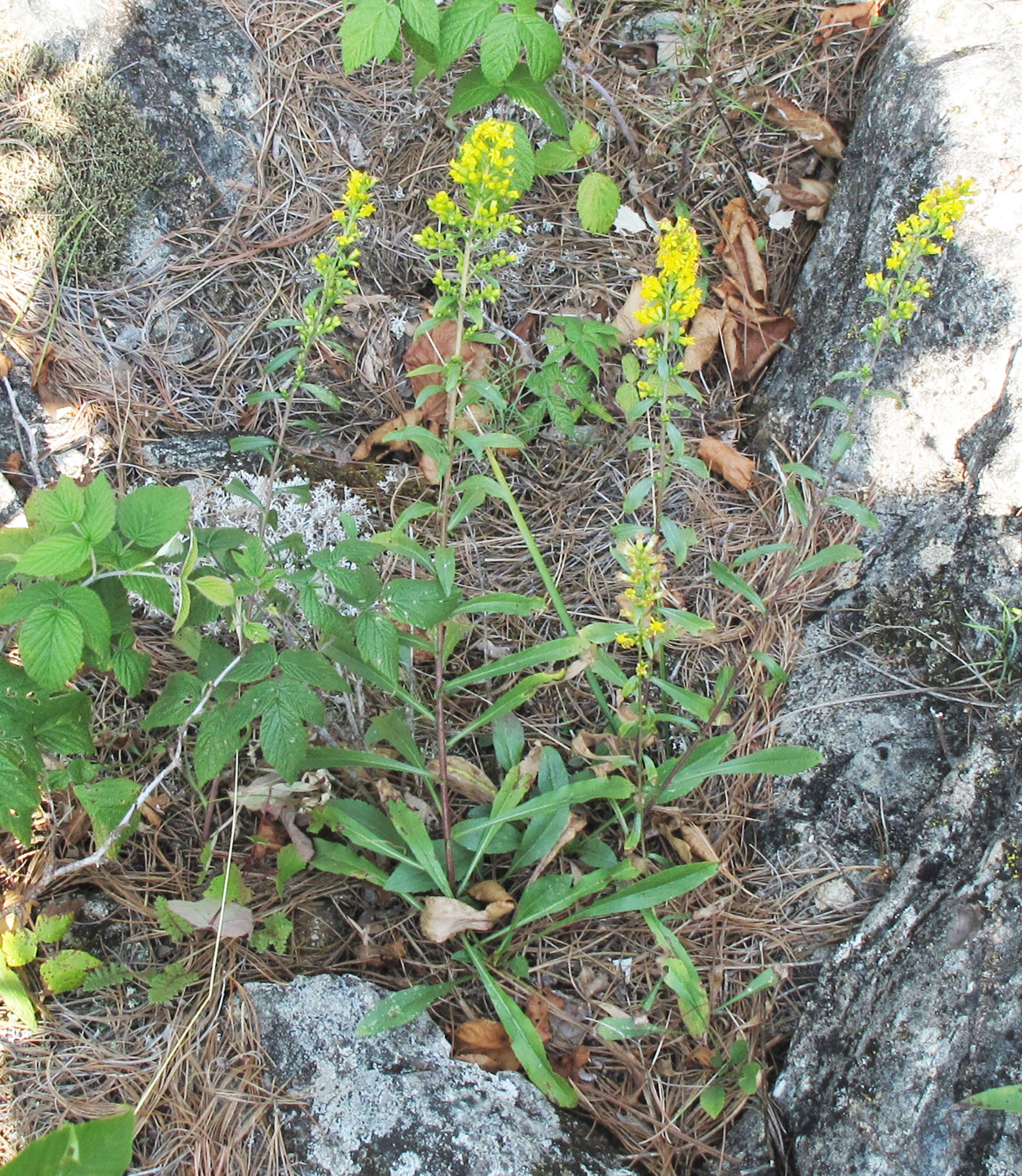
Solidago randii
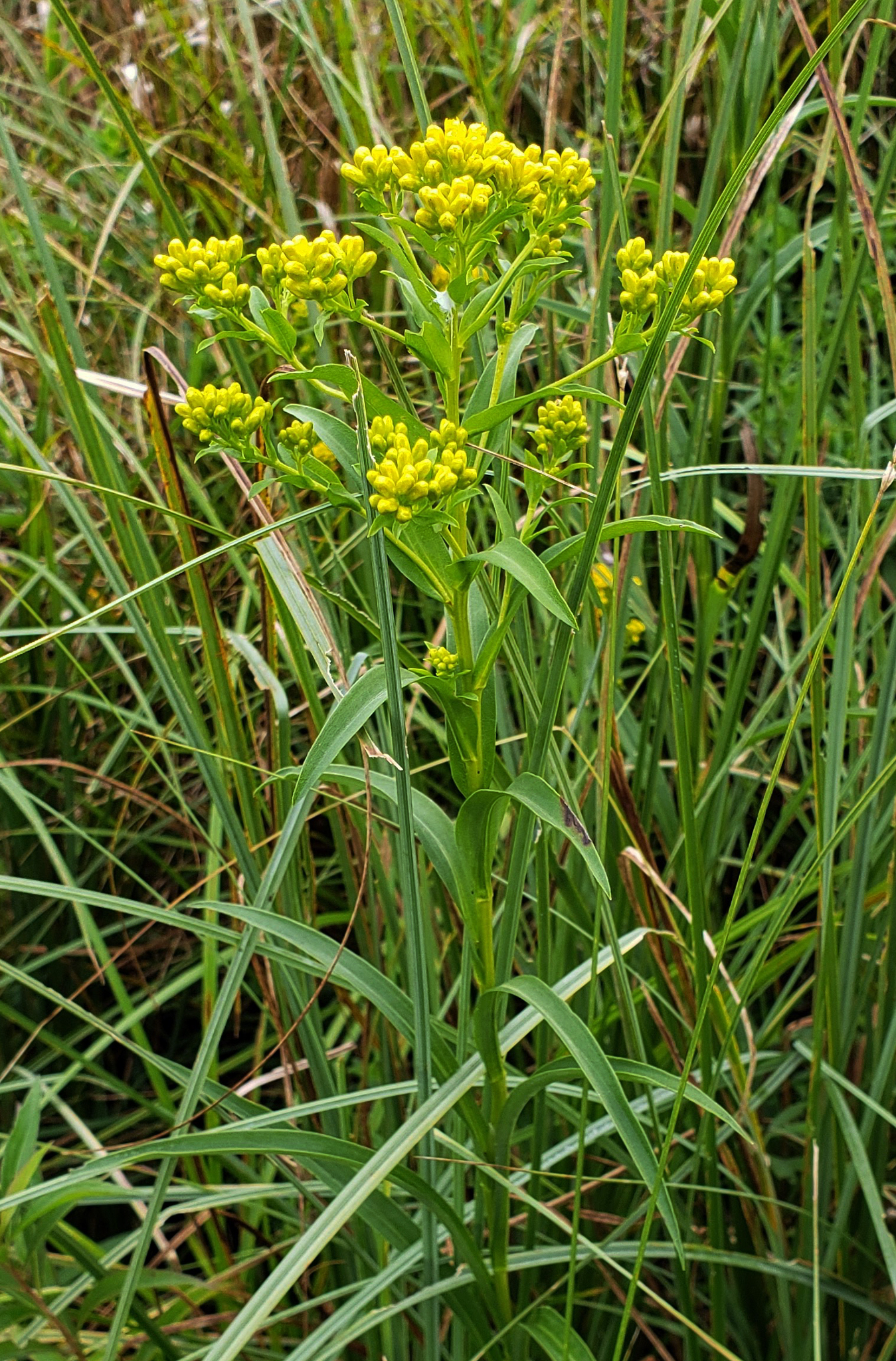
Solidago riddellii
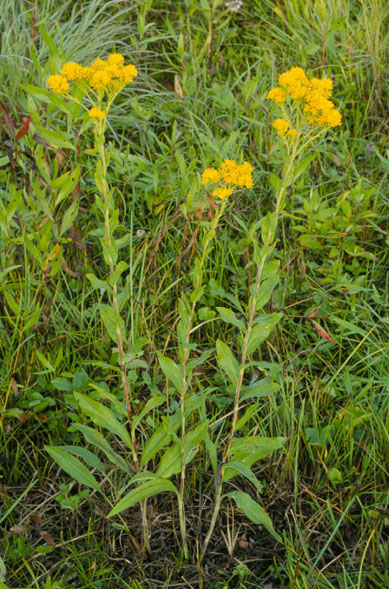
Solidago rigida
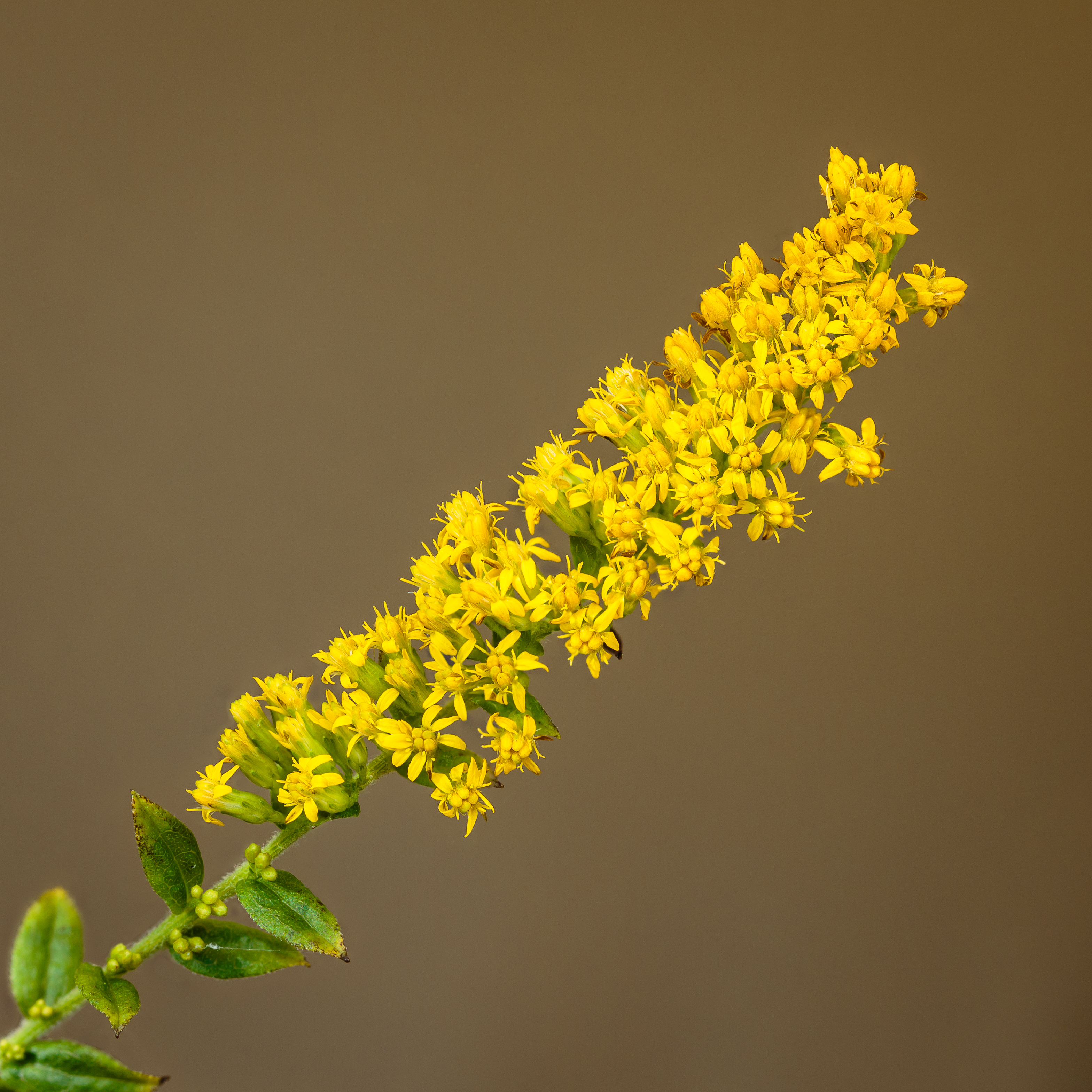
Solidago rugosa

## S
- Solidago sciaphila E.S.Steele
- Solidago sempervirens L.Solidago shortii Torr. & A.Gray
- Solidago simplex Kunth
- Solidago spathulata DC.
- Solidago speciosa Nutt.
- Solidago spectabilis (D.C.Eaton) A.Gray
- Solidago spellenbergii Semple
- Solidago sphacelata Raf.
- Solidago spithamaea M.A.Curtis ex A.Gray
- Solidago squarrosa Nutt.
- Solidago stricta Aiton

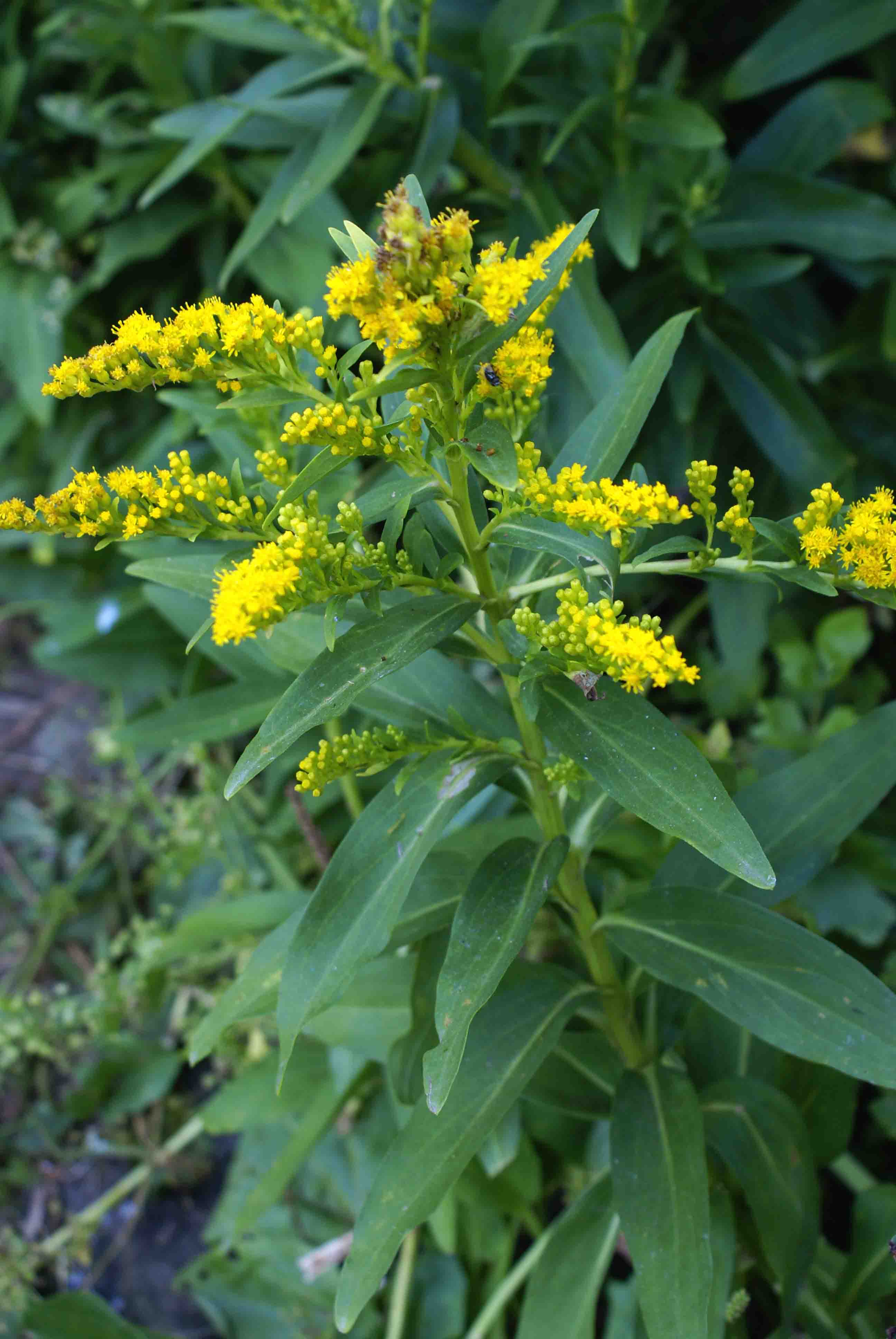
Solidago sempervirens
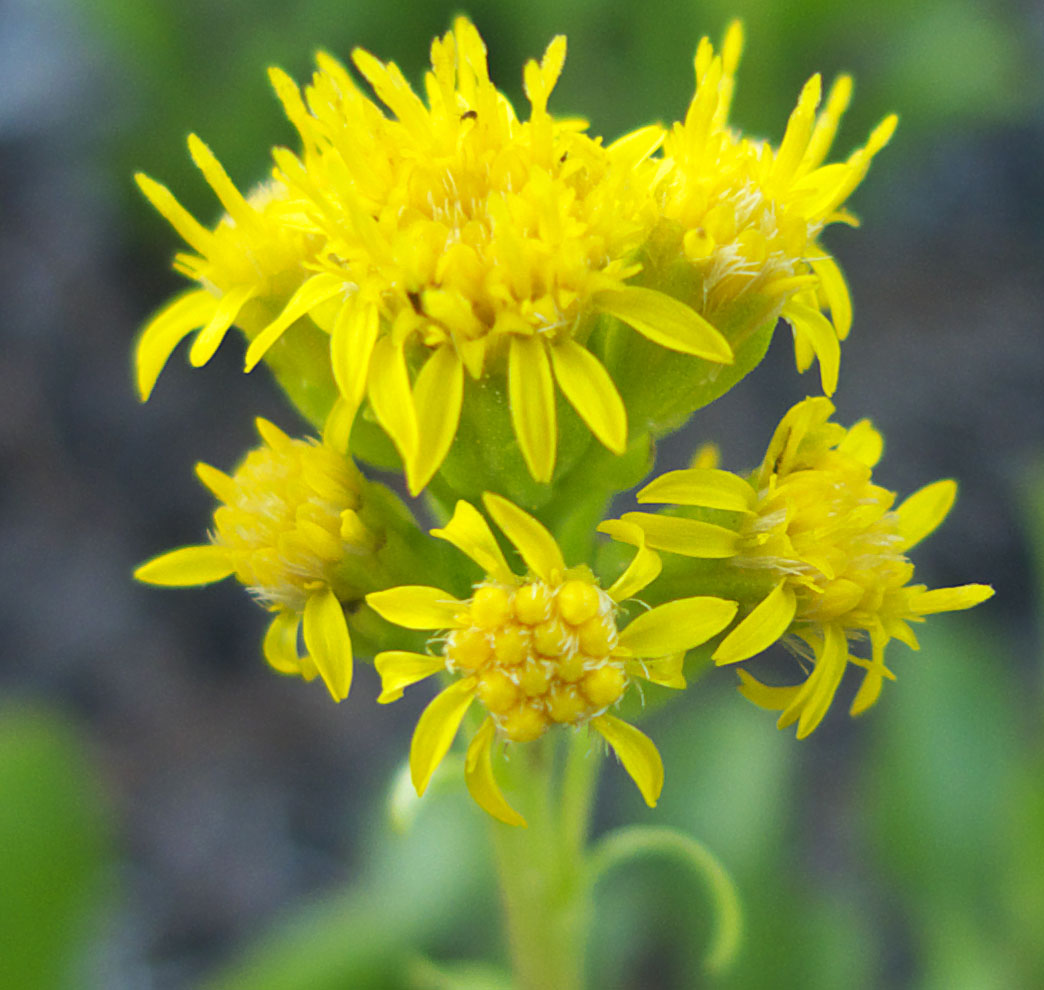
Solidago simplex
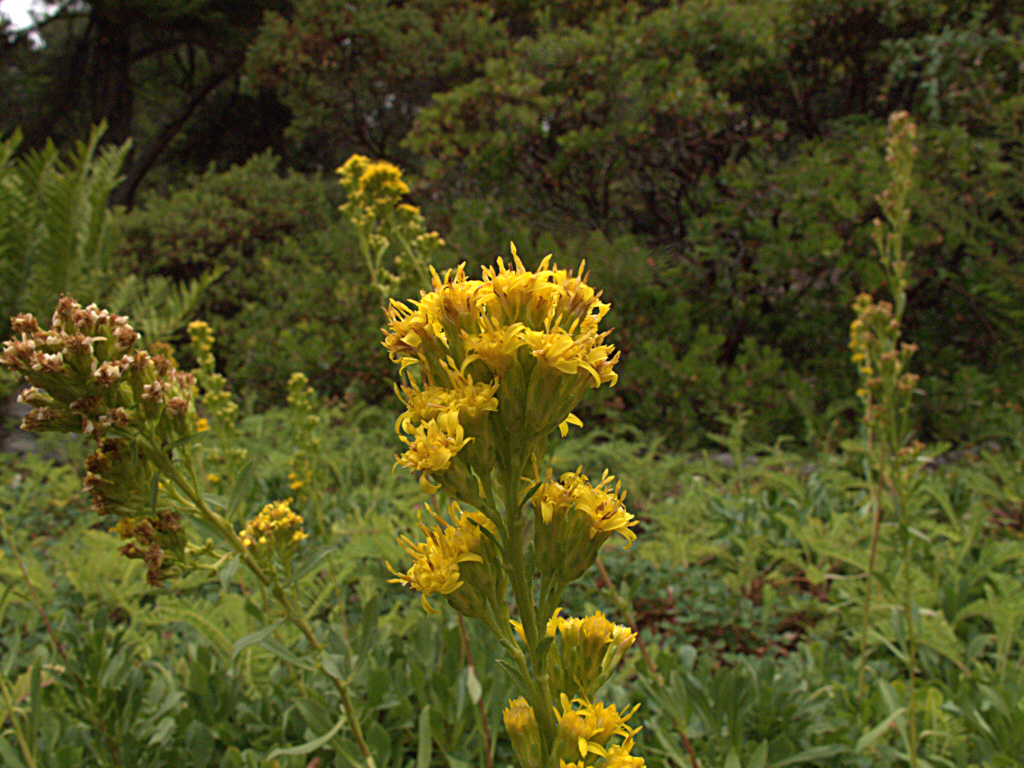
Solidago spathulata
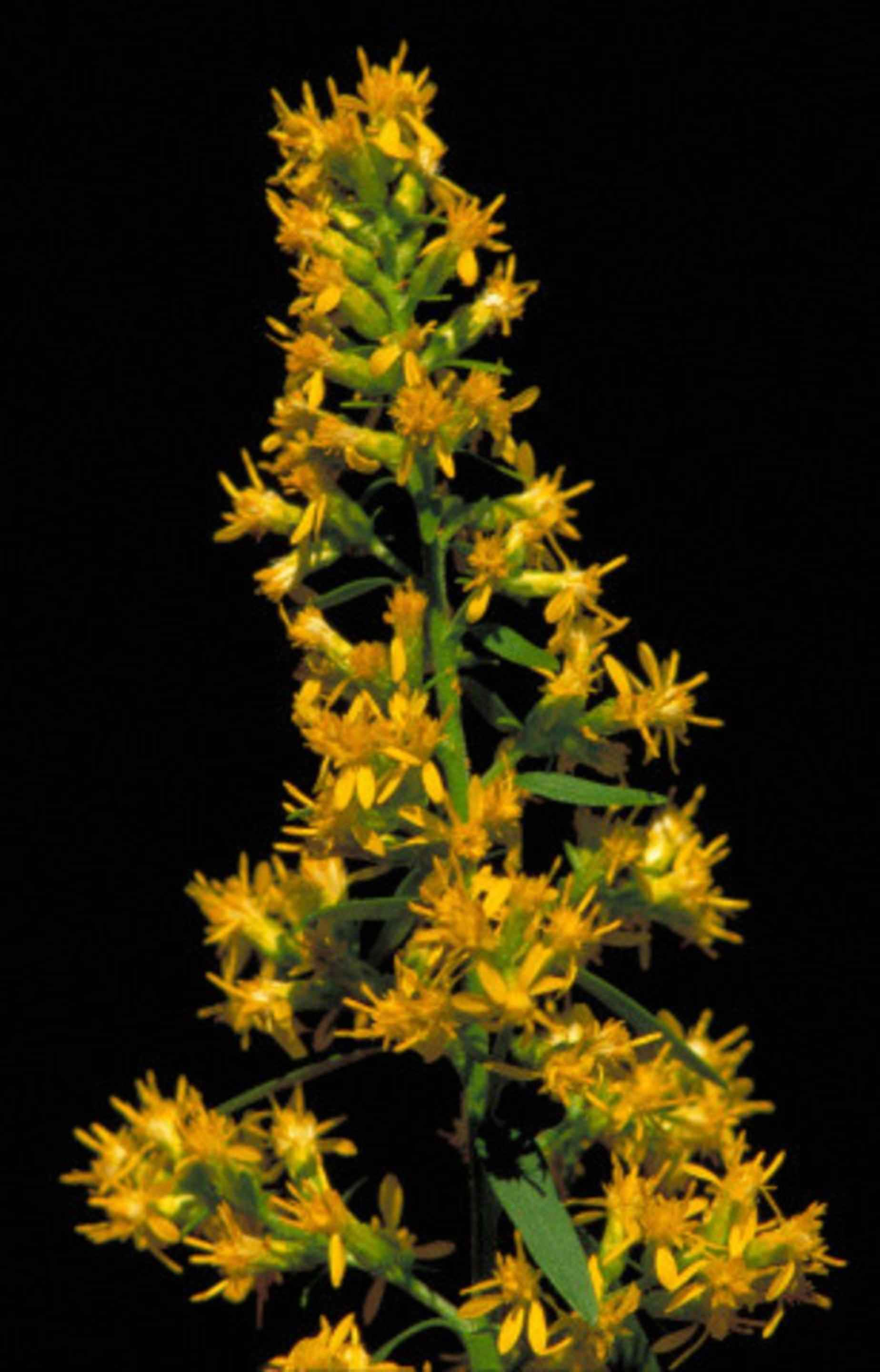
Solidago speciosa
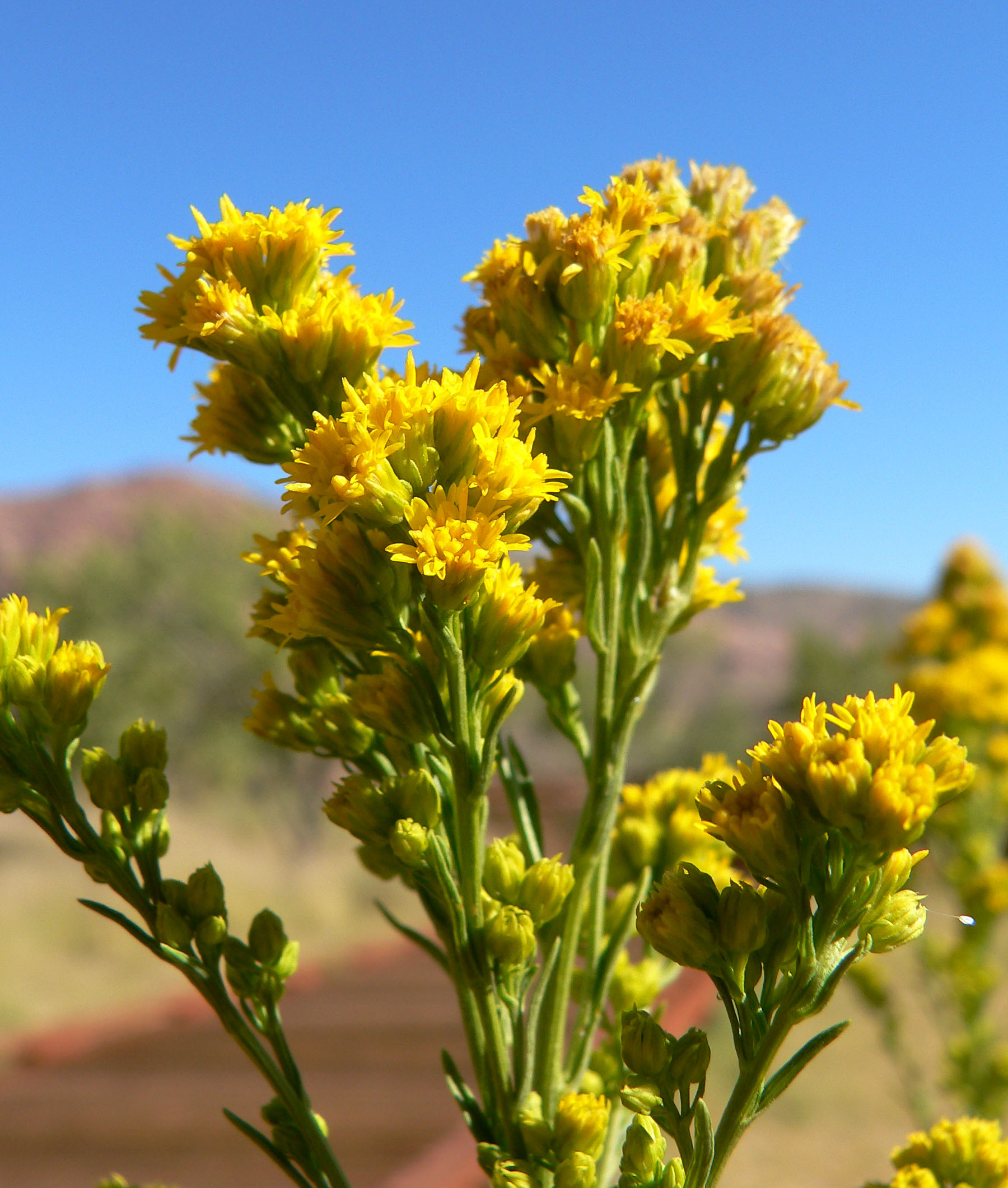
Solidago spectabilis
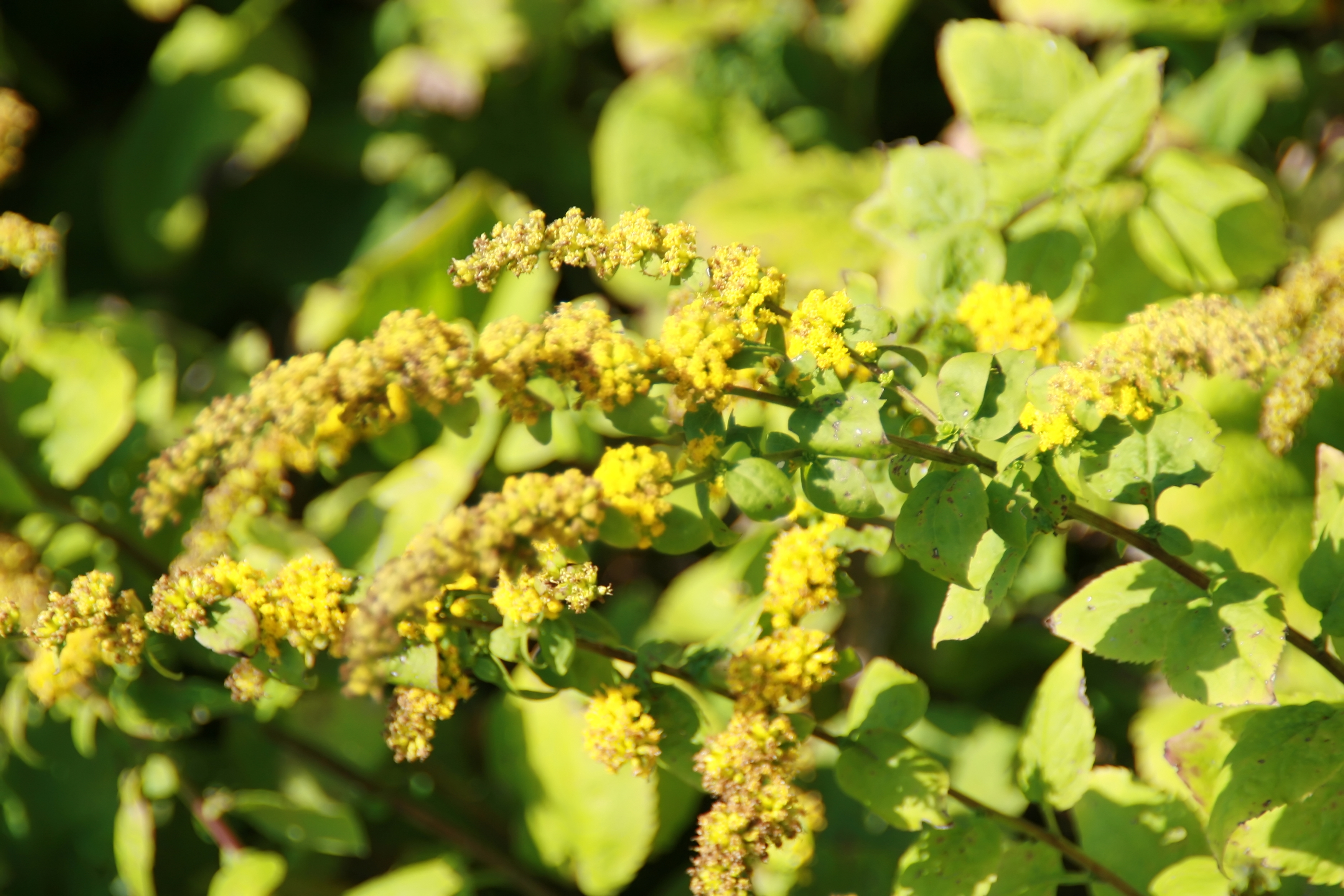
Solidago sphacelata
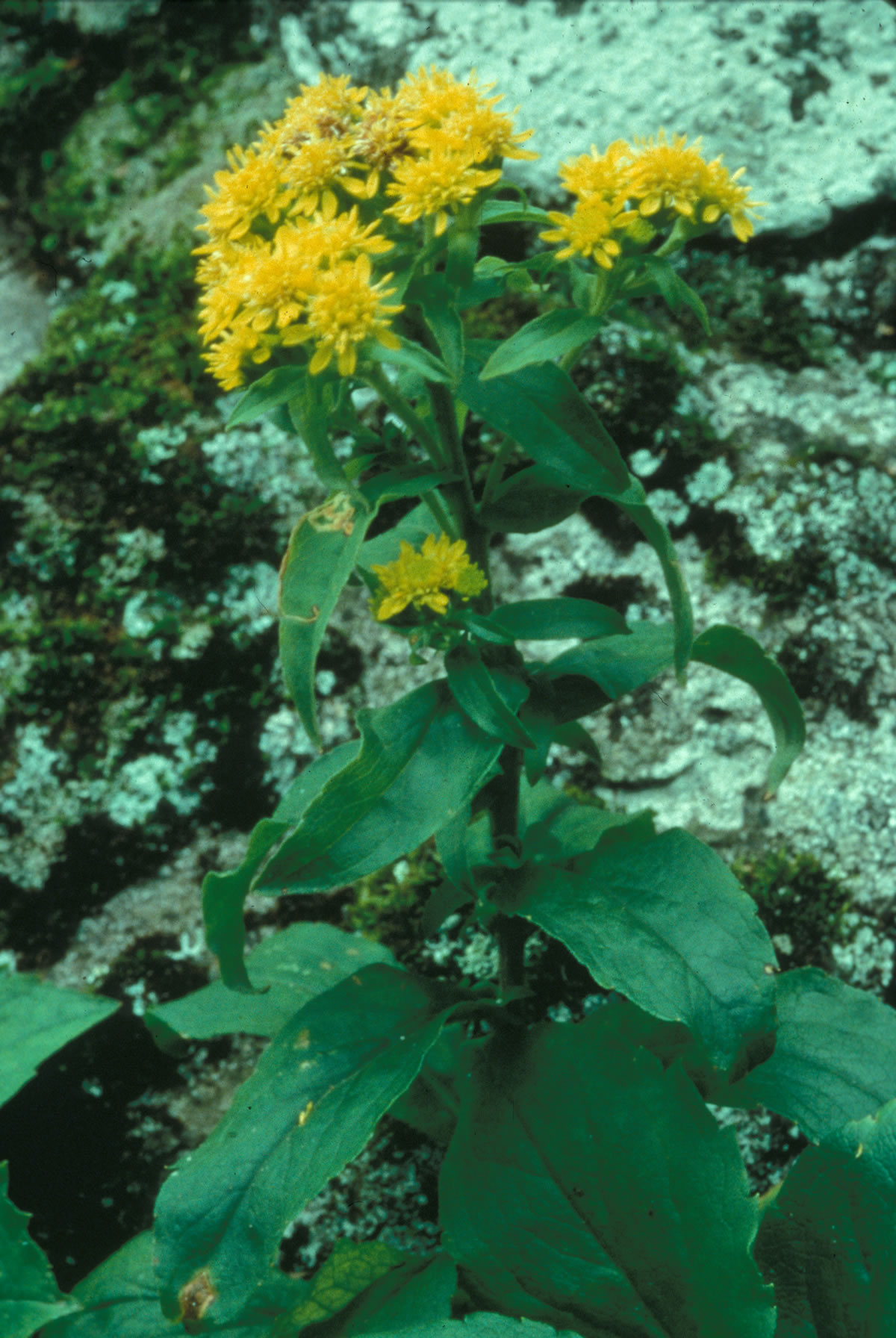
Solidago spithamaea
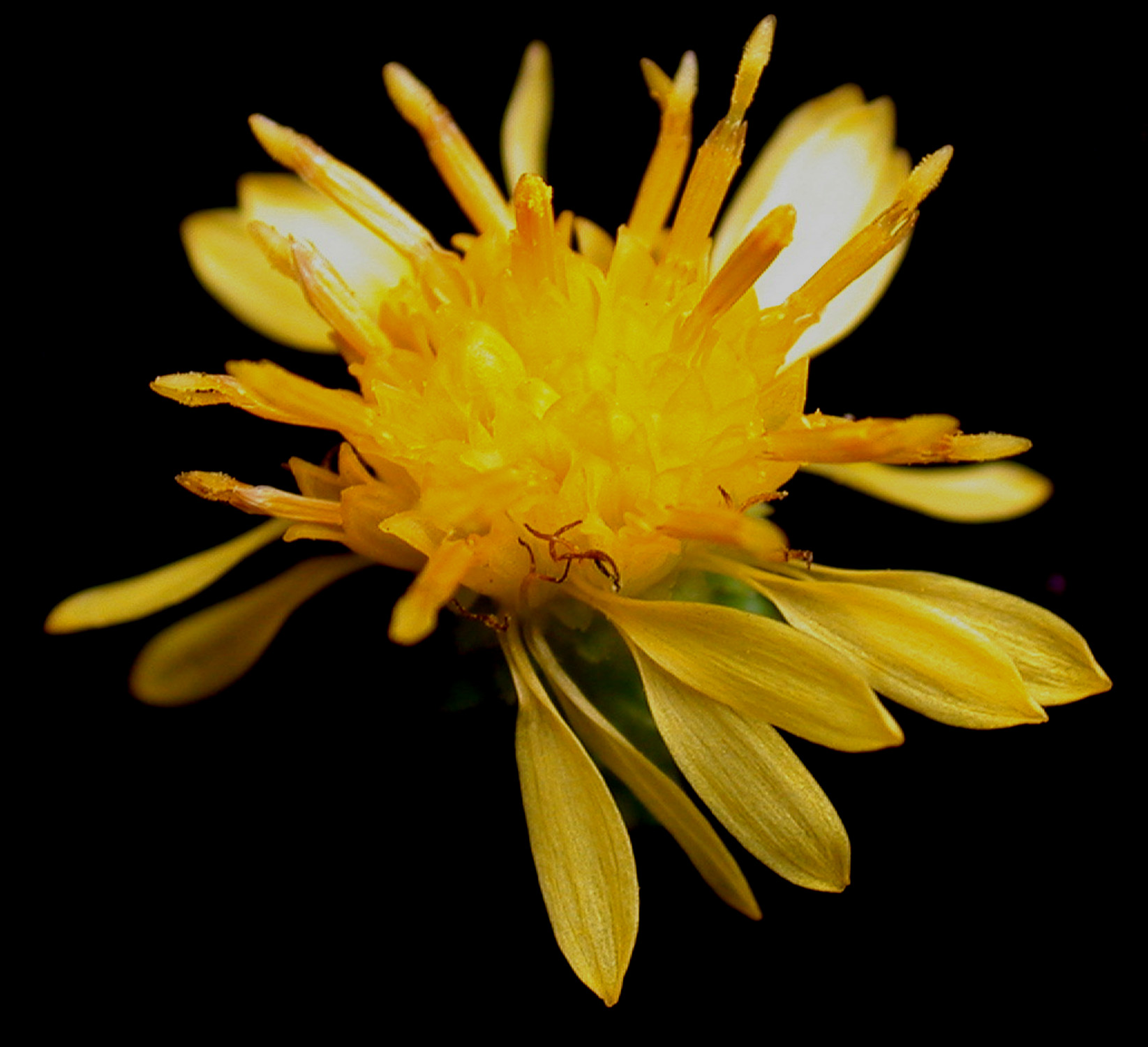
Solidago squarrosa
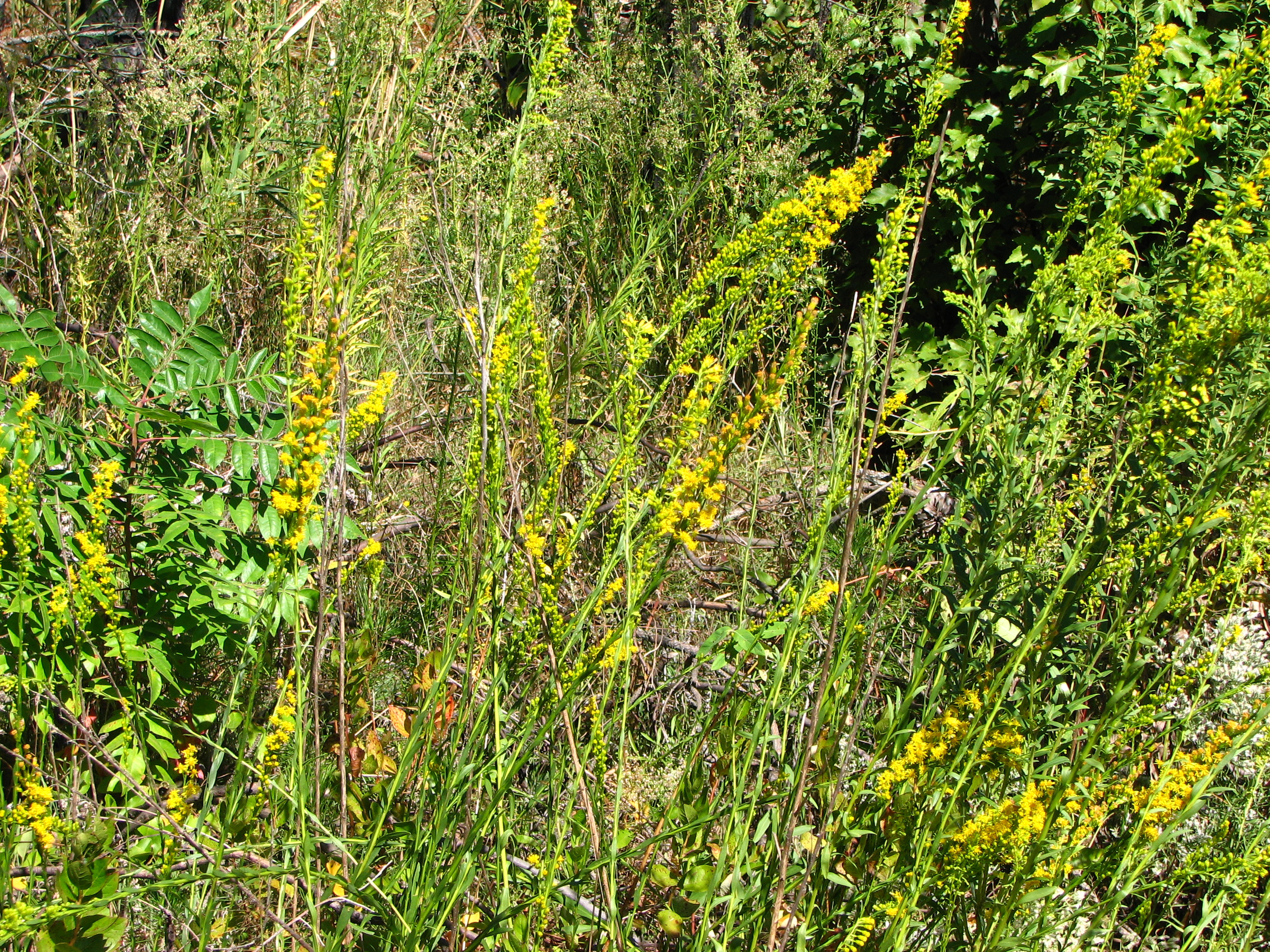
Solidago stricta

## T
- Solidago tarda Mack. ex Small
- Solidago tortifolia Elliott
- Solidago turnerorum Semple

## U
- Solidago uliginosa Nutt.
- Solidago ulmicaesia Friesner
- Solidago ulmifolia Muhl. ex Willd.

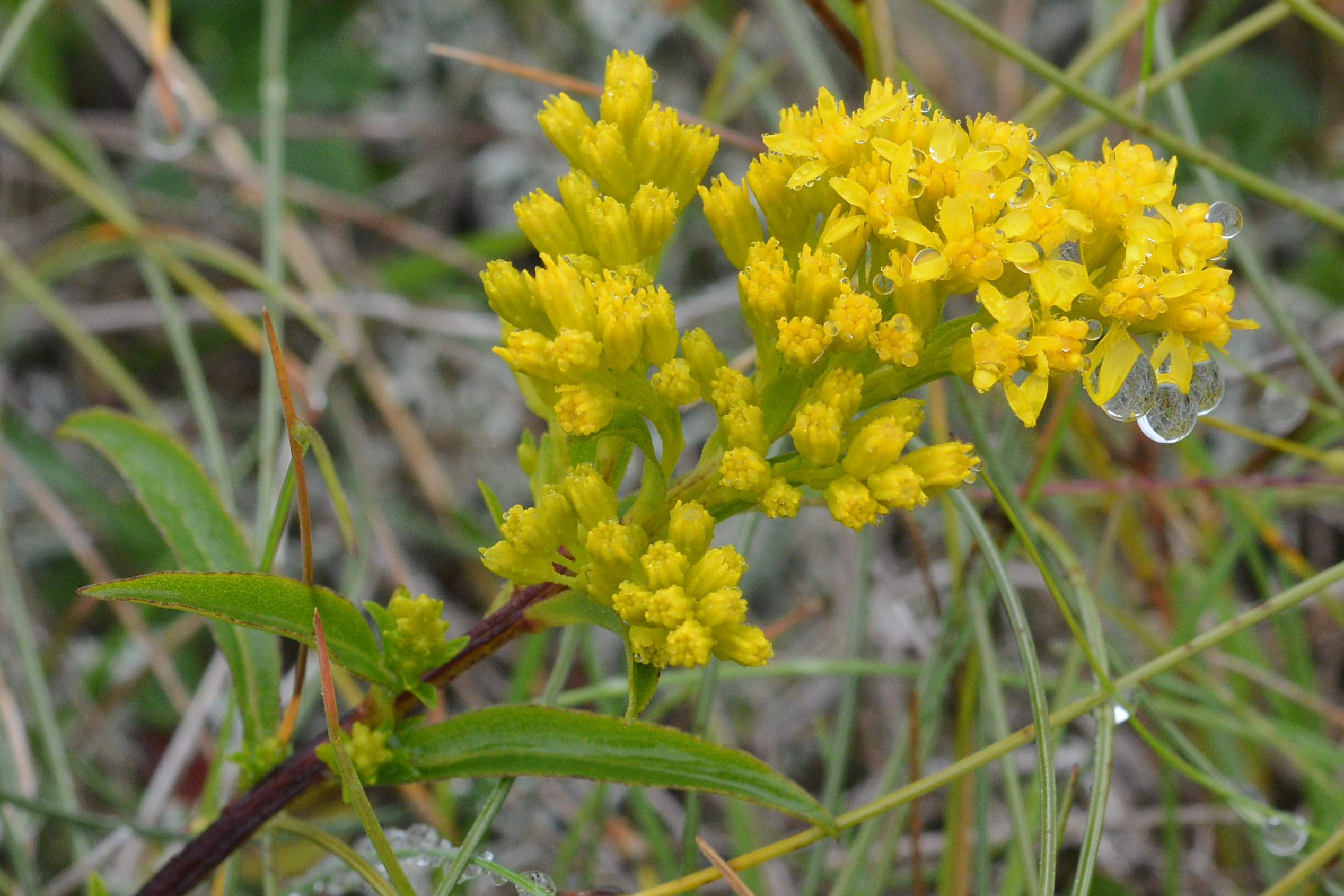
Solidago uliginosa
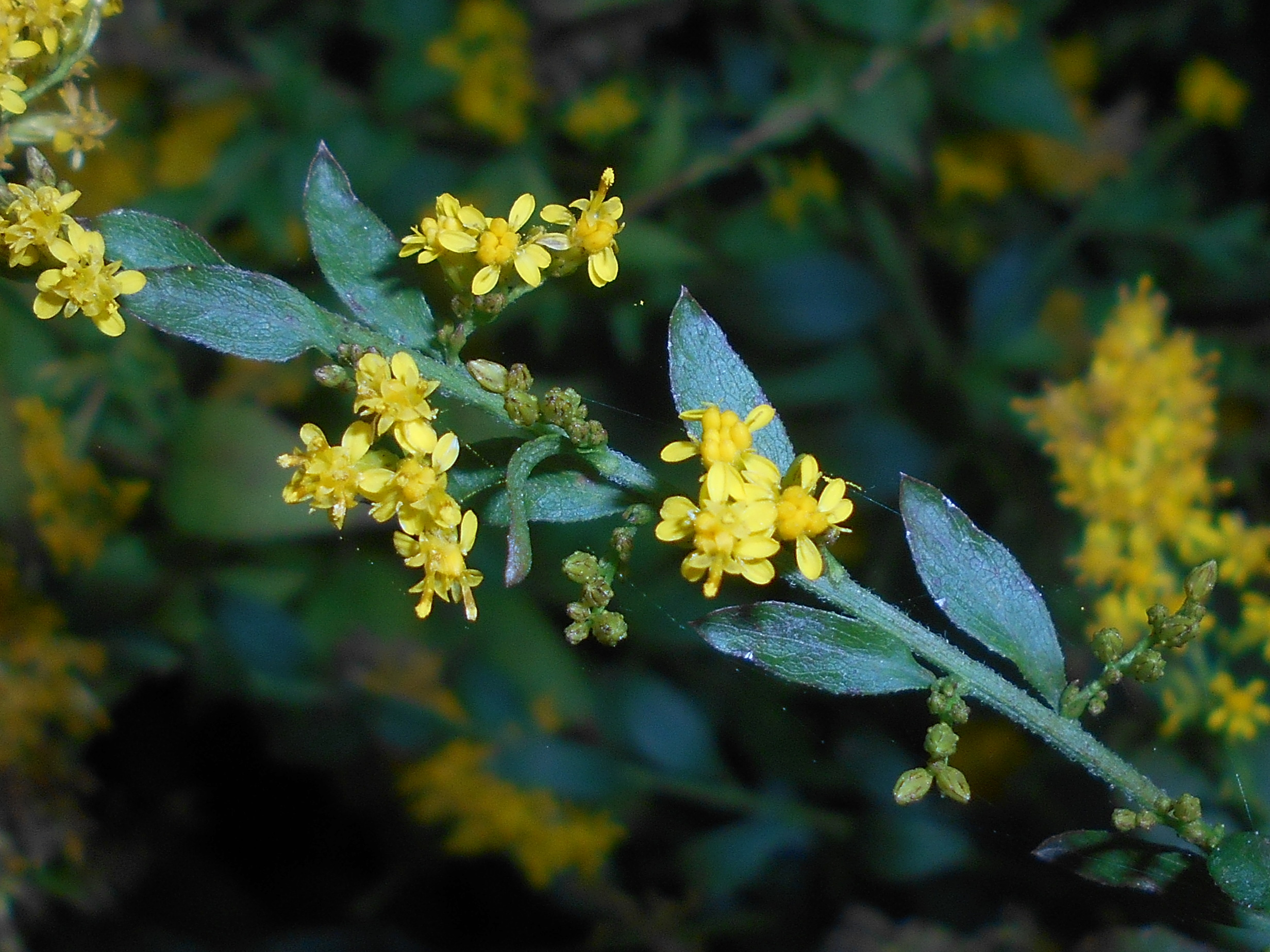
Solidago ulmifolia

## V
- Solidago velutina DC.
- Solidago veracruziensis Semple
- Solidago verna M.A.Curtis ex Torr. & A.Gray
- Solidago villosicarpa LeBlond
- Solidago virgata Michx.
- Solidago virgaurea L.
- Solidago vossii J.S.Pringle & Laureto

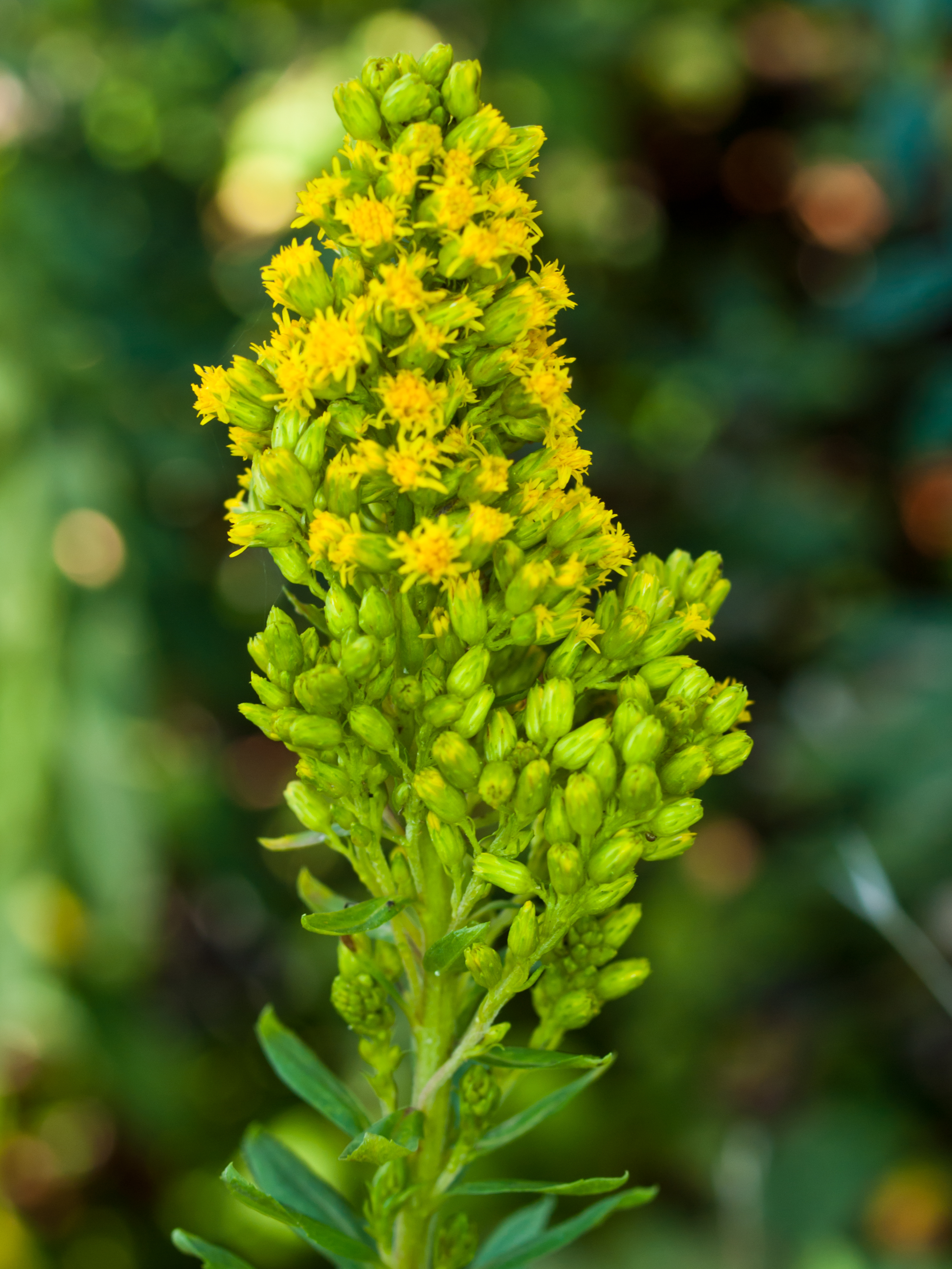
Solidago velutina
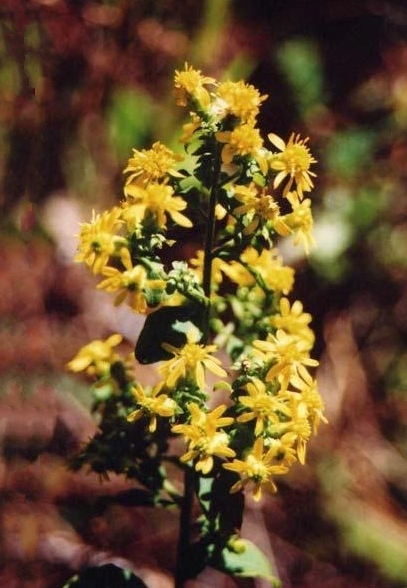
Solidago villosicarpa
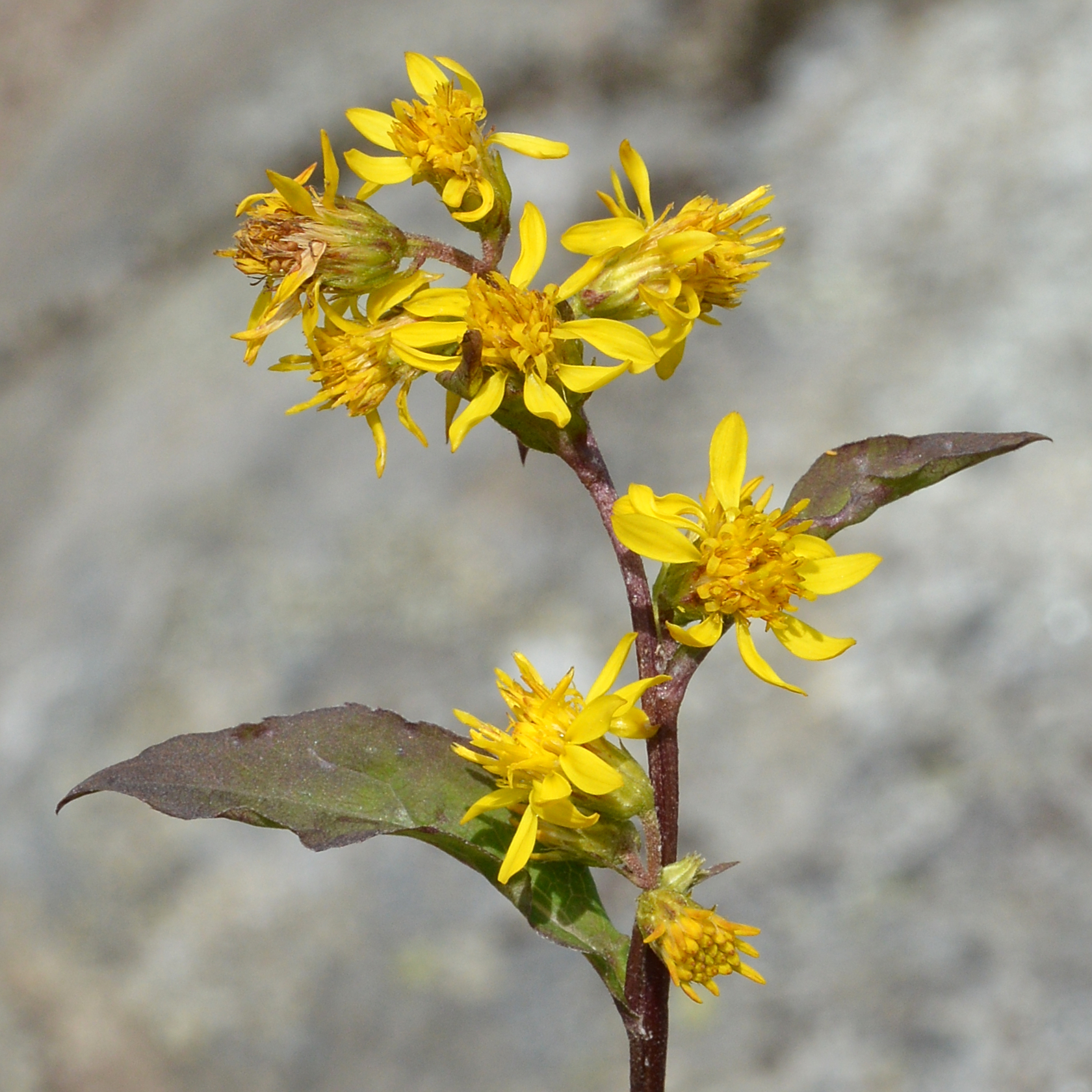
Solidago virgaurea
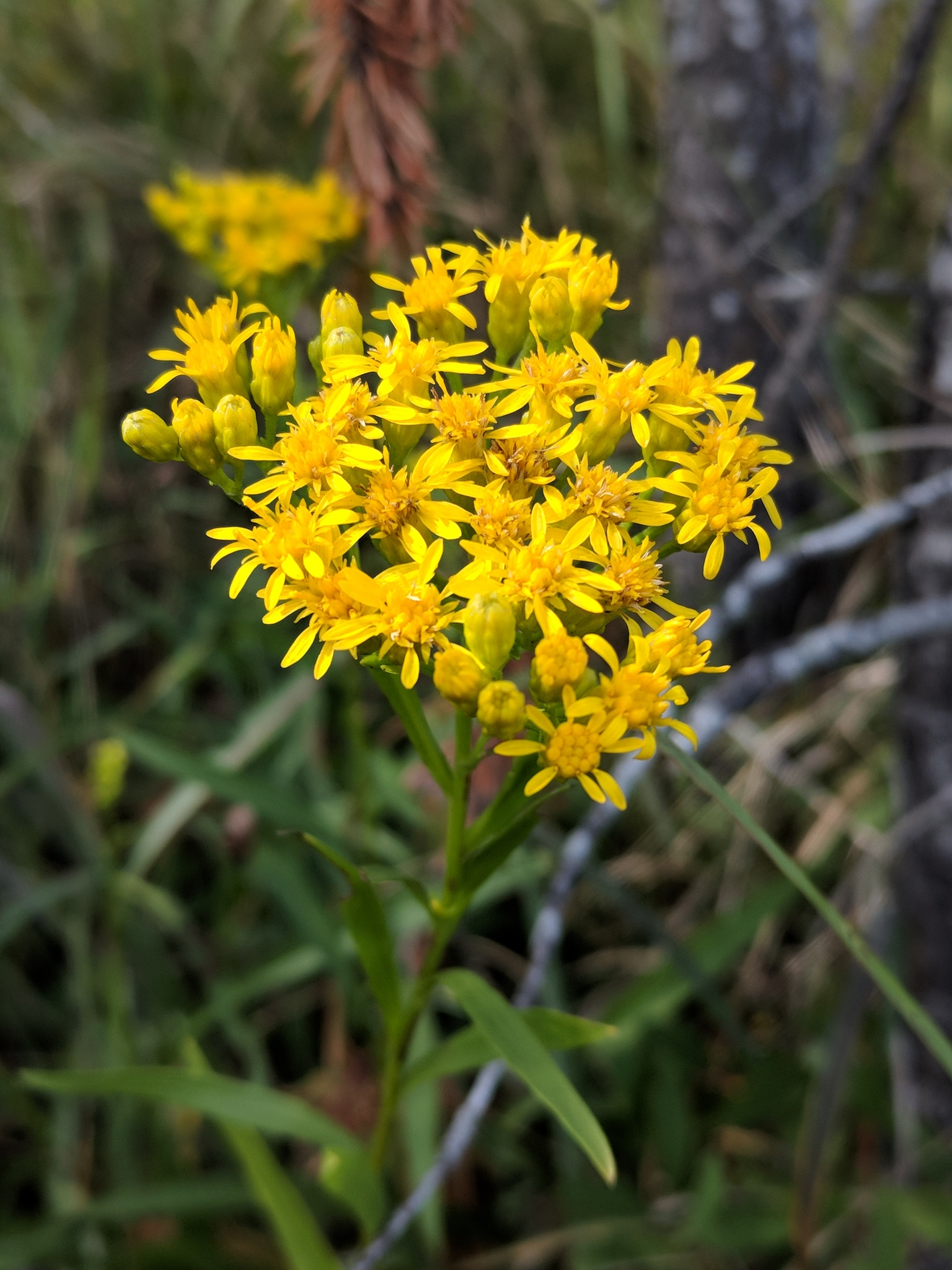
Solidago vossii

## W
- Solidago wrightii A.Gray

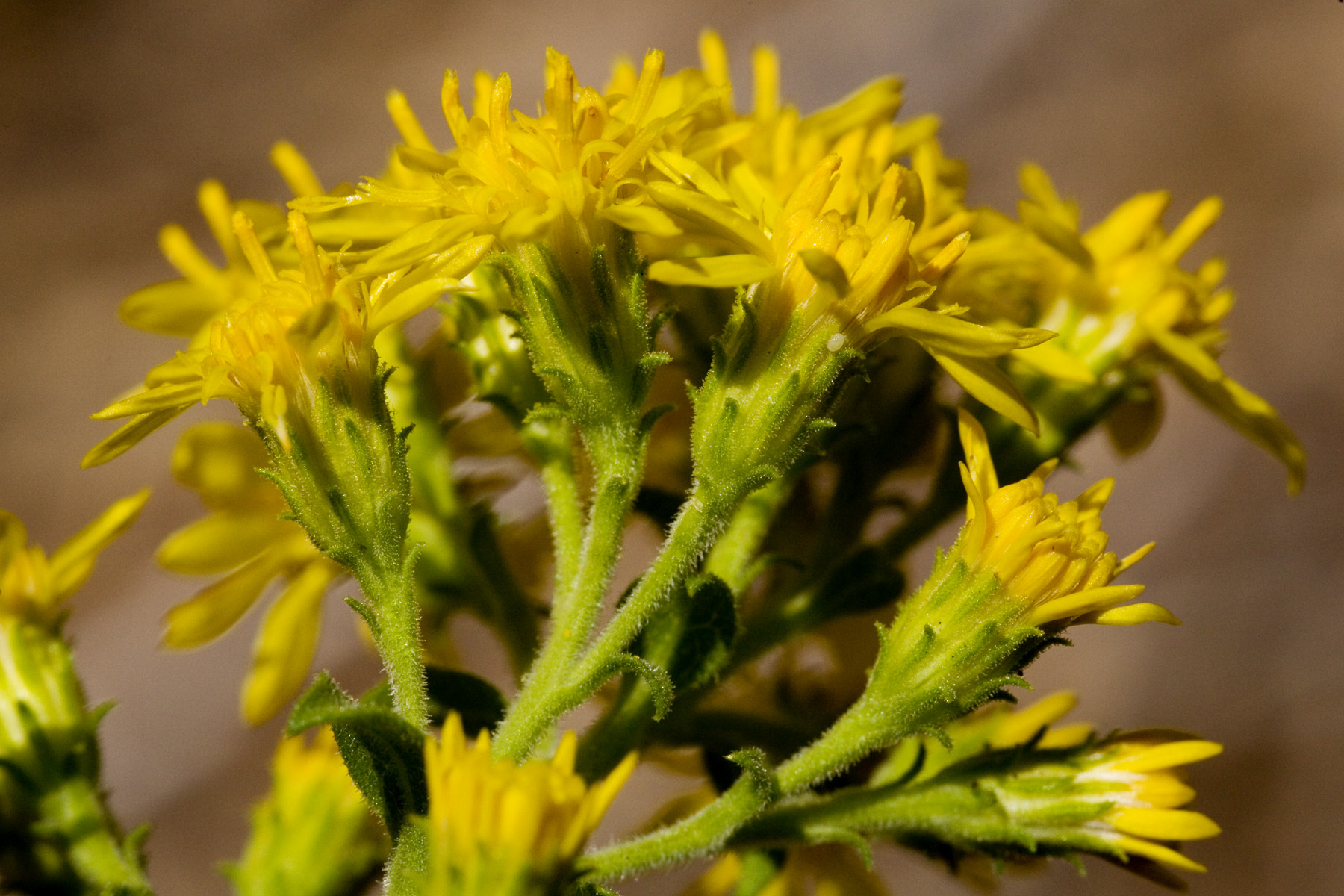
Solidago wrightii

## Y
- Solidago yambaruensis S.Sakag. & Mot.Ito
- Solidago yokusaiana Makino

## Z
- Solidago zedia (R.E.Cook & Semple) Semple & J.B.Beck